# Histoire des Hautes-Alpes
L’histoire des Hautes-Alpes commence tardivement. Dans ce département hostile à l'homme car très montagneux, les premiers sites attestant une présence humaine remontent au Paléolithique supérieur (vers 12500 avant notre ère). Les traces d'installation permanente se multiplient dans le sud-ouest du département au Néolithique moyen (4500-3600 av. J.-C.) avec un début de sédentarisation et de pratique de l'agriculture notamment dans la vallée de la Durance (plaine de Lachaup, aéropole de Tallard, etc.). Des vestiges de pratiques funéraires élaborées se multiplient à cette époque. L'occupation humaine s'étend durant le Néolithique final (3600-2600 av. J.-C.) à la haute montagne dont les occupants pratiquent le pastoralisme. Vers 2000 av. J.-C. des objets et parures en bronze découverts sur différents sites du département attestent le début de l'âge du bronze. La mine de cuivre de Saint-Véran est mise en exploitation à cette époque. De nombreux dépôts (trésors de Réallon, de Guillestre, etc.) démontrent la généralisation de la production et de l'utilisation d'objets en cuivre durant la période du bronze moyen (1600-1350 av. J.-C.).
À partir du Ve siècle av. J.-C. plusieurs peuples celtes ou celto-ligures se partagent le territoire. Peu avant la conquête de la Gaule par les Romains, ces tribus sont rassemblées dans deux fédérations : à l'est le royaume de Suse et à l'ouest les Voconces. Ces derniers sont des alliés précoces des romains (Ier siècle av. J.-C.). Le royaume de Suse, qui contrôle les cols stratégiques (dont le col de Montgenèvre) permettant de franchir les Alpes, parvient à trouver un accord avec Rome lui permettant de conserver son autonomie. Pour consolider leur occupation de la région, les Romains construisent un réseau de voies carrossables. La route principale franchit les Alpes au col de Montgenèvre et suit la vallée de la Durance en rejoignant la vallée du Rhône à Arles. La création de plusieurs agglomérations romaines est attestée par des fouilles principalement le long de cette route notamment Brigantio (Briançon), Eburodunum (Embrun), Vappincum (Gap) et Mons Seleucus (La Bâtie-Montsaléon). L'occupation romaine dans les campagnes est peu dense et concentrée dans la partie aval de la vallée de la Durance et dans la vallée du Buëch. Le déclin de l'Empire romain au IIIe siècle se traduit par l'accroissement du rôle stratégique de la route franchissant le col de Montgenèvre qui permet aux armées de passer de Gaule en Italie. Au milieu du Ve siècle, alors que l'Empire romain se délite rapidement, le territoire des Hautes-Alpes est absorbé par le royaume des Burgondes.
Les Burgondes sont remplacés moins d'un siècle plus tard par les Mérovingiens. La région subit à cette époque plusieurs invasions (Lombards, Saxons, Arabes) qui incitent Charles Martel, principal dignitaire mérovingien, à reformer vers 740 l'organisation militaire en créant une classe de soldats professionnels, les chevaliers. Ceux-ci financent leur équipement en recevant un fief et sont liés aux nobles plus puissants par un serment de fidélité. Cette réforme va contribuer à donner naissance à la féodalité, régime caractérisé à la fois par une hiérarchie des biens et des personnes, un morcellement des terres et un affaiblissement de l'autorité centrale. Le territoire des Hautes-Alpes tombe aux mains d'une aristocratie militaire issue de la Provence et de la vallée du Rhône, puis des seigneurs-évêques de Gap et d'Embrun, vassaux de l'Empereur germanique. À la suite de la partition de l'Empire carolingien (800-844), le territoire des Hautes-Alpes est inclus dans la Lotharingie (855-859), puis est intégré au royaume d'Arles (933-) et enfin au comté de Provence. Les comtes d'Albon (devenus dauphins de Viennois en 1133) vont en deux siècles rassembler un vaste territoire, allant de la vallée du Rhône à l'Italie et de Grenoble à la limite sud des Hautes-Alpes, qui prend le nom Dauphiné et inclut les Hautes-Alpes. Le dernier descendant de cette famille, Humbert II (133-1349), réforme en profondeur les institutions de cette entité mais fait face à des problèmes financiers inextricables, qui le conduisent à vendre ses possessions au roi de France en 1349 (traité de Romans). Entre 1348 et 1475 la peste noire, ainsi que la guerre de Cent Ans, ravagent la région qui perd la moitié de sa population.
Les Hautes-Alpes subissent les ravages des troupes françaises qui sont engagées dans les guerres d'Italie et qui traversent le département à de nombreuses reprises entre 1494 et 1559. Les guerres de Religion durant la deuxième moitié du XVIe siècle touchent fortement le département car les protestants y sont nombreux et ils sont menés par Lesdiguières, un chef militaire natif du Champsaur, qui prend le dessus sur les troupes catholiques dans le Dauphiné. Pour faire face aux menaces militaires que fait peser le duché de Savoie, Vauban crée une chaîne de fortifications notamment à Briançon et Mont-Dauphin. La révocation de l'édit de Nantes en 1685 a de fortes répercussions car il entraîne l'émigration de nombreux protestants. Contrairement aux Alpes du Nord, le département des Hautes-Alpes, enclavé et peu propice à l'agriculture, peine à se développer sur le plan économique. Une partie de sa population complète ses revenus en occupant des emplois saisonniers dans d'autres régions.
La Révolution française de 1789, à l'origine de la création du département des Hautes-Alpes, et le Premier Empire qui lui succède suscitent peu de troubles dans la région. Cette période est surtout marquée par l’œuvre du préfet Ladoucette qui mène de nombreuses actions pour stimuler l'agriculture et l'industrie locale. La monarchie de Juillet (1830-1848) joue un rôle important en faisant construire un dense réseau de routes qui vont complètement désenclaver le département. En revanche, l'arrivée du chemin de fer est tardive : la ligne Marseille-Briançon est achevée en 1884 et Gap-Valence en 1894. La population du département, qui a atteint son plus haut en 1846 avec 133 100 habitants, subit un exode rural que l'absence de décollage industriel ne permet pas de compenser.
L'instauration de la Troisième République suscite peu de remous dans les Hautes-Alpes. Les résultats des élections au cours des décennies suivantes suivent les grandes tendances du reste du pays. La Première Guerre mondiale a peu de répercussions sur la région sauf dans le domaine démographique. Combiné avec une baisse du taux de natalité, la mécanisation croissante de l'agriculture qui réduit les revenus des emplois saisonniers occupés dans les autres départements, la chute de la population va s'accentuer et celle-ci atteint son point le plus bas en 1946 avec 84 000 habitants. Durant la Seconde Guerre mondiale, un affrontement bref et victorieux des troupes françaises avec l'armée italienne n'empêche pas celles-ci d'occuper le département.
La période d'après-guerre est marquée par le développement du tourisme dans un premier temps grâce à la création et au développement de plusieurs stations de ski à compter des années 1960 (Serre Chevalier, SuperDévoluy, Montgenèvre, Vars et Orcières Merlette) puis dans un second temps grâce au développement du tourisme d'été. Les emplois créés ne parviennent toutefois pas à compenser la baisse affectant le secteur agricole et la quasi-disparition de l'activité industrielle à la fin du siècle. Néanmoins la population du département connaît une vigoureuse croissance grâce à la reprise de la natalité, à l'allongement de la durée de vie et au développement du secteur tertiaire (administration, services et commerces). Elle atteint environ 140 000 habitants dans les années 2010 avant de se stabiliser. La préfecture Gap (40 000 habitants) est une des principales bénéficiaires de cette évolution. L'époque est également marquée par la construction du barrage de Serre-Ponçon mis en service en 1961.

## Préhistoire

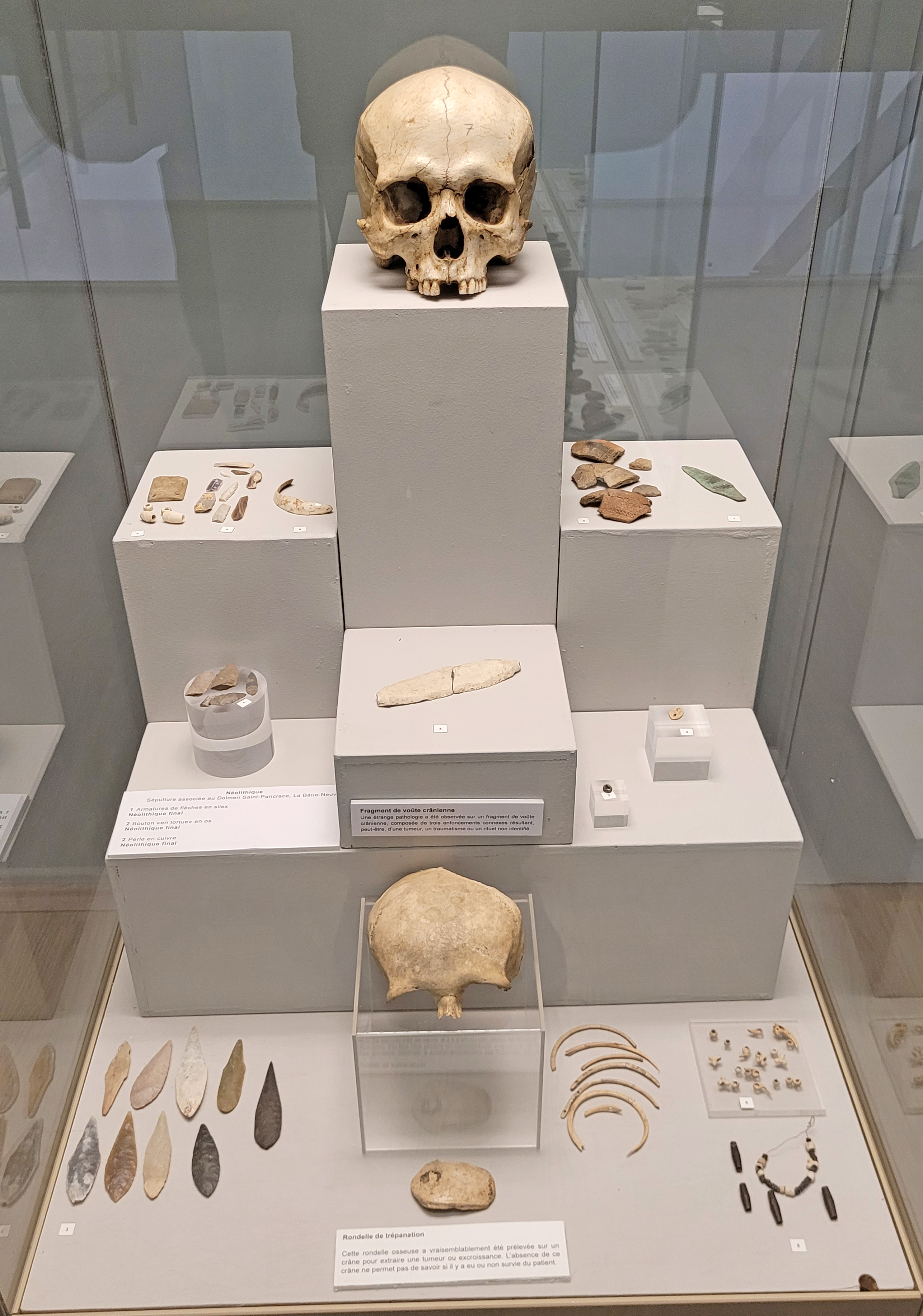
Fragment de crane, pointes de flèches, pendeloques, perles datant du Néolithique découverts dans des sépultures collectives de la grotte des aiguilles a Montmorin.

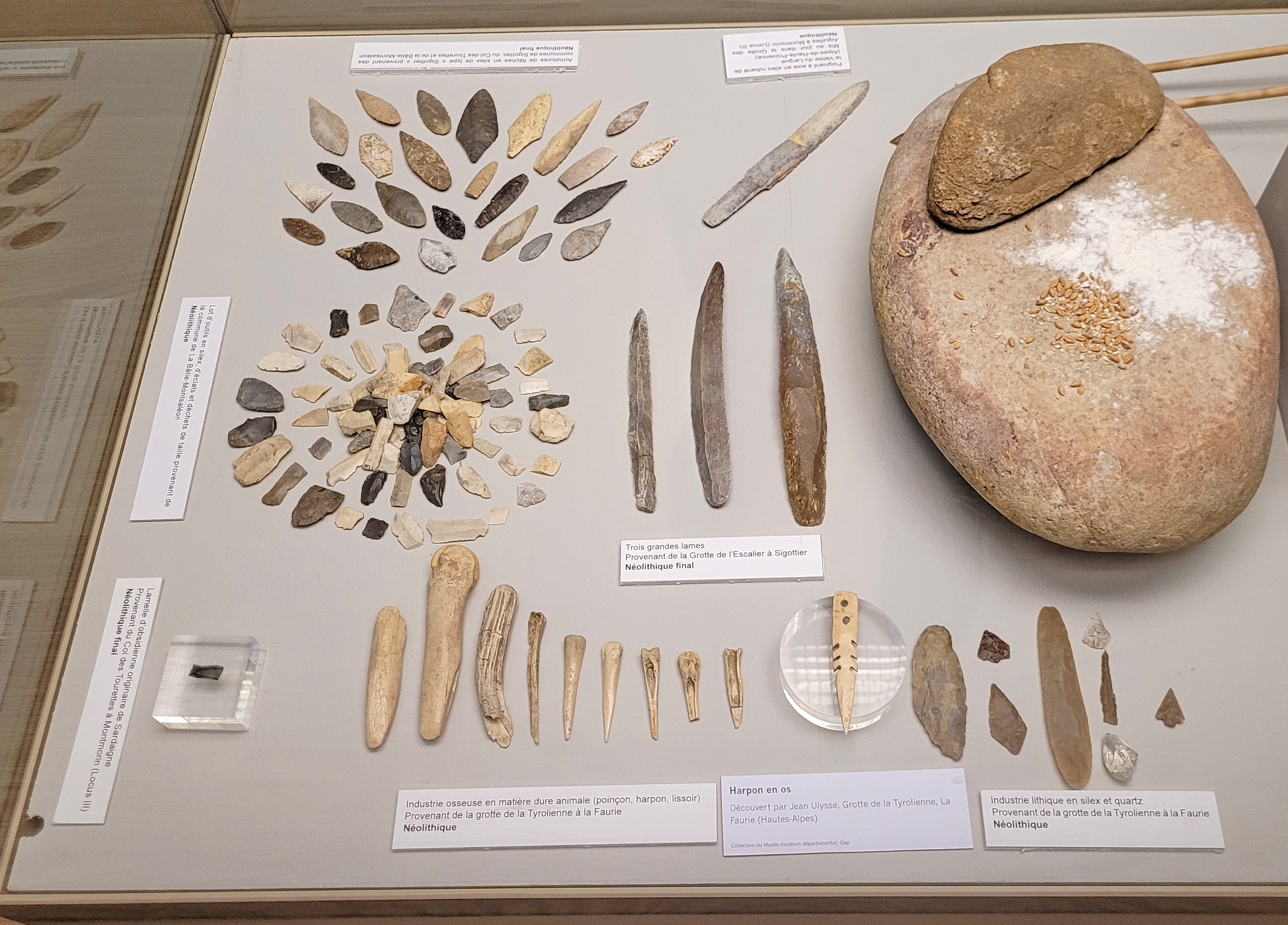
Outils en os, silex et quartz datant du Néolithique et découverts dans la grotte de la Tyrolienne à La Faurie.

La colonisation de la moyenne et haute montagne n'intervient pas avant la fin des périodes glaciaires. L'histoire du peuplement paléolithique est mal connue dans les Alpes du Sud du fait des intenses phénomènes d'érosion liés aux changements climatiques et des pratiques agricoles et pastorales qui sont à l'origine de la disparition d'un certain nombre de sites. Aussi aucun vestige datant du Paléolithique inférieur ou moyen (de 800 000  à   40 000 ans avant notre ère) n'a été découvert dans les Hautes-Alpes. À la fin du Paléolithique supérieur entre 15 000  et   9 500 ans avant notre ère le dernier maximum glaciaire s'accompagne de profondes modifications du milieu naturel. L'occupation humaine commence à cette période. Elle se limite à la moyenne montagne et les humains occupent des abris naturels (porches de grottes, abris sous roches). Les premiers sites identifiés datent de la fin du Paléolithique supérieur (vers 12500 avant notre ère) et du Mésolithique. Les deux gisements, découverts dans les années 1980, sont situés dans le sud du département. Le site de Saint-Antoine dans la commune de Vitrolles situé sur butte dominant la Durance était un campement occupé à la mauvaise saison par des chasseurs-cueilleurs qui, l'été venu, allaient dans la montagne pour chasser ou rechercher des matières premières. Les fouilles de Vitrolles ont montré que les hommes y pratiquaient la chasse des cervidés et traitaient sur place leurs carcasses. 75 000 outils en silex y ont été découverts (pointes à dos droit et grattoirs). Le site situé au col des Tourettes (commune de Montmorin) est plus tardif (entre 8 000  et   7 500 ans avant J.-C.). On y a découvert une sorte de pavage constitué de petits blocs de calcaire, deux petits foyers aménagés et de nombreux éclats de silex associés à des outils de petite taille (microlithes).
Il existe très peu de traces de la présence des hommes dans le département au Néolithique ancien. Les populations s'installent dans les Hautes-Alpes de manière visible à compter du Néolithique moyen (4500-3600 av. J.-C.) en peuplant le sud du département : la vallée de la Durance et les régions contiguës des pré-Alpes drômoises. Les hommes vivent dans des grottes et en plein air le long des cours d'eau. Sur les sites en plein air, qui reflètent les débuts de la sédentarisation de la population et de la mise en culture dans les vallées et sur les plateaux, les archéologues ont découvert des fosses ou silos, des alignements de trous de poteau et des foyers à pierres chauffantes. Une trentaine de sites datant du Néolithique ont été découverts notamment dans la plaine de Lachaud à Gap, dans l'aéropole de Tallard, dans la ZAC Gandière à La Saulce et dans le quartier Saint-Marcellin à Veynes. La haute montagne est colonisée durant le Néolithique final (3600-2600 av. J.-C.). Le pastoralisme s'y développe notamment sur la plateau de Faravel dans le parc des Écrins, Les premières traces d'extraction du cuivre datant de cette époque ont été découvertes sur le site des Clausis à Saint-Véran dans le Queyras.
Les pratiques funéraires évoluent au Néolithique moyen avec la banalisation des inhumations, le confinement des corps dans un espace protégé (cercueil, coffre, dalle mégalithique) et la création de nécropoles organisées. Dans le département les archéologues ont découvert deux sites funéraires datés de la fin du Néolithique. Sur le site Saint-Pancrace à La Bâtie-Neuve, sous un tumulus de 24 mètres de diamètre une grande dalle recouvrait un homme de 50 ans. Un dallage ceinturait le tertre à une dizaine de mètres de celui-ci et recouvrait plus de 10 sépultures. Dans la grotte des Aiguilles au col de Tourette, deux sites de sépulture ont été découverts : les défunts sont accompagnés d'outils en silex, de vases en céramique, de pendeloques en défense de sanglier et de perles en os et en cuivre.

## Protohistoire

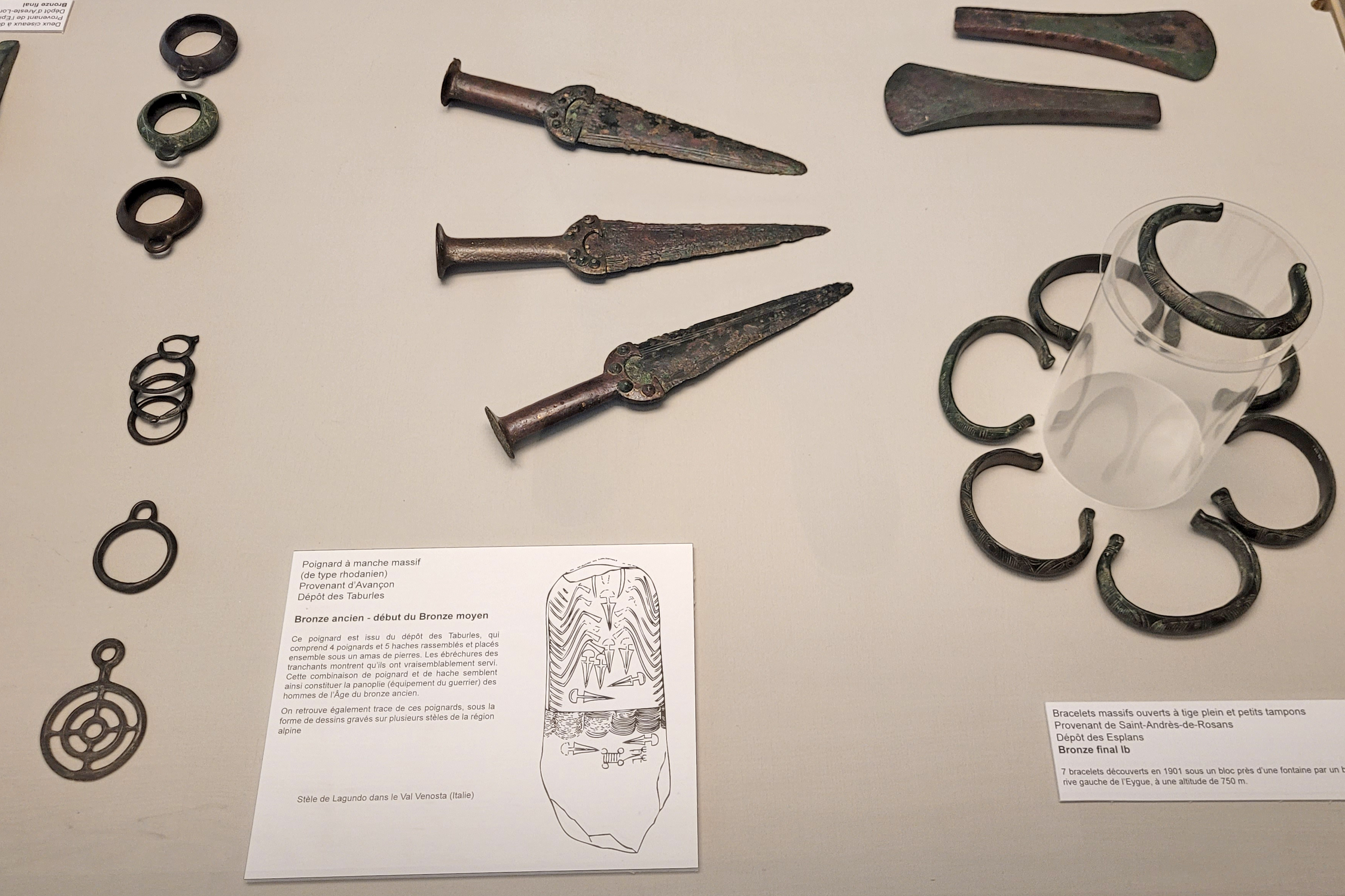
À gauche poignards découverts à Avançon, à droite bracelets massifs ouverts et décorés datant du bronze final découverts à Saint-André-de-Rosans.

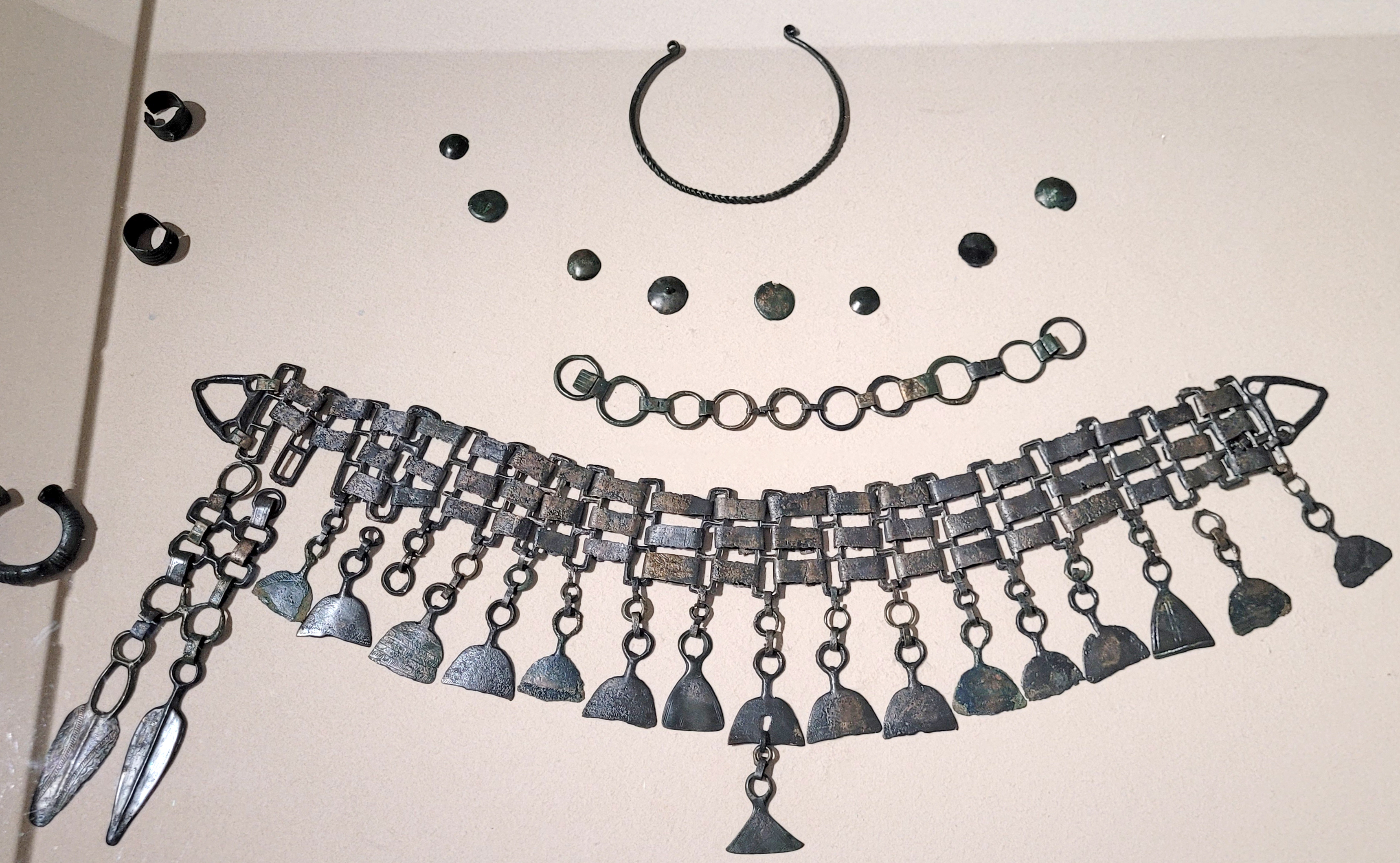
Tablier porté au niveau des hanches découvert à Guillestre.

Vers 2000 av. J.-C. la métallurgie du bronze se développe et marque le début de l'âge du bronze sur le territoire. L'introduction de cette métallurgie entraine la création d'outils en métal (faucilles, haches) qui facilitent les travaux dans les champs et la coupe du bois et sont à l'origine d'objets de prestige et de pouvoir. Dans les Hautes-Alpes des cultures identifiables à leurs objets et parures en bronze apparaissent. Le contrôle des matières premières et la création de circuits de distribution permettent la concentration des pouvoirs dans les mains d'une minorité. Les sites datant de la période du bronze ancien (2100-1600 av. J.-C.) - Ribeyret, dépôt des Tarburles, sépulture de la Roche-de-Rame - ont livré des épingles à tête tréflée, des poignards en bronze utilisant des rivets pour fixer la lame et des haches à faibles rebords ou à spatules. L'exploitation de la mine de cuivre de Saint-Véran est, dès cette période, organisée comme une véritable industrie. Peu de vestiges ont été découverts pour la période du bronze moyen (1600-1350 av. J.-C.) qui en Europe correspond à la création de plusieurs groupes culturels et à la diffusion de nouveaux objets comme les épées, les pointes de lance et les faucilles. Durant la période du Bronze final (1350-750 av. J.-C.) la production et l'utilisation d'objets en cuivre augmentent fortement dans les Hautes-Alpes. De nombreux dépôts et parures ont été découverts (trésors de Réallon, de Guillestre, etc.) et de nouveaux objets apparaissent (épée à languette, couteau, rasoir, parure de différents types). Un nouveau rite funéraire, l'incinération, se développe (tombe de Savines-le-Lac, nécropole de Chabestan). Parmi les habitats de cette période on peut citer Sainte-Colombe à Orpierre, Vitrolles et la grotte d'Agnielles à La Faurie. La civilisation existant dans cette région est désignée comme celle du « bel âge du bronze alpin ».
Durant cette période les plantes cultivées sont des céréales (orge, épeautre). De nouvelles plantes apparaissent : le millet et des légumineuses comme les vesces, les pois et les lentilles. Le site de la Croupe de la Casse-Rousse, découvert dans la commune de Villar-d'Arêne, comportait un foyer qui a livré une centaine de végétaux brulés dont une grande quantité d'orge vêtue et de froment ainsi que des graines de lentilles, d'orties royales et de sureau. La viande carnée est fournie à la fois par l'élevage et la chasse. Les vestiges montrent que le bétail comprend des bœufs, des chèvres et des porcs. Les bovins attelés par deux ou par quatre sont parfois utilisés pour tirer une araire primitive qui permet de labourer les terres cultivées. Le pastoralisme se développe en moyenne et haute montagne. Plusieurs structures à vocation pastorale ont été découvertes dans la vallée de Chinchin (Freissinières), dans la haute vallée du Fournel (L'Argentière-la-Bessée), dans le massif du Grand Fond (Puy-Saint-Vincent) et dans le haut Champsaur (lac du Lauzon). On y a trouvé des restes de cabanes implantées sur des plateaux, en bord de falaise ou près d'une tourbière à des altitudes comprises entre 2 000 et 2 350 mètres. Les murs sont constitués d'amas de pierres non taillées. Des traces d'enclos à bétail de forme ovoïde ou rectangulaire ont été également découverts. Les indices laissés (pollens et charbons) montrent que l'environnement pastoral était entretenu et que les hommes pratiquaient le défrichement par le feu pour agrandir les zones de pâturage.
À partir du Xe siècle av. J.-C. environ, la région appartient à la culture de Hallstatt, associée à l'apparition des langues celtiques, puis à partir du Ve siècle av. J.-C., des influences de la culture de La Tène, associée aux gaulois, se font ressentir. Parmi les peuples celtes ou celto-ligures installés dans les Hautes-Alpes, se trouvent notamment les Brigiani dans la région de Briançon et les Caturiges dans la région d'Embrun et de Chorges. Peu avant la conquête romaine vers le Ier siècle av. J.-C., deux fédérations de tribus sont présentes sur le territoire du département : d'une part à l'est le royaume de Suse (du nom de sa capitale, la ville actuelle de Suse située en contrebas du Montgenèvre côté italien) qui rassemble 15 tribus placées sous l'autorité du roi Donnus et d'autre part à l'ouest les Voconces alliés des romains. Les sources permettant de situer les territoires occupés par les différentes tribus sont rares, peu précises et parfois contradictoires. Parmi les tribus citées figurent les Avantici qui occupent le Gapençais entre Chorges et La Roche-des-Arnauds, les Sogiontii occupant la vallée du Buëch, les Tricorii qui occupent le Champsaur. Le territoire des Caturiges, dont l'agglomération principale se trouve à Embrun, commence à Chorges. La tribu des Quariates est installée dans le Queyras tandis que celle des Brigiani occupe le Briançonnais sur les deux versants des Alpes et celle des Iconii aurait occupé le Nord-Est du département de part et d'autre du col du Lautaret,.

## Antiquité

### Traversée des Alpes par Hannibal
En 218 av. J.-C. le chef carthaginois Hannibal parti d'Espagne traverse successivement les Pyrénées puis les Alpes pour aller combattre avec succès les romains sur leur territoire au terme de cet incroyable périple (Première guerre punique). Selon certains auteurs romains, comme Tite-Live, son armée aurait franchi les Alpes en passant par la vallée de la Durance et le col de Montgenèvre. Mais d'autres auteurs comme l'historien Polybe livre un récit beaucoup plus cohérent qui fait passer ces armées par la vallée de l'Isère et le col du Clapier. Les premiers témoignages écrits connus sur la géographie des Alpes et ses occupants remontent peu après l'invasion carthaginoise. Mais ils sont relativement pauvres en informations (nom des principales agglomérations et des tribus qui les occupent) et s'intéressent quasi exclusivement aux parties de la région traversées par les deux principales voies de communication : vallée de l'Isère et vallée de la Durance.

### Conquête de la région par les romains
Entre 125 et 121 av. J.-C. les principaux peuples gaulois occupant le sud-est de la Gaule (Salyens, Voconces et Allobroges) sont défaits par les armées romaines à l'issue de batailles particulièrement sanglantes (selon les auteurs romains les Allobroges auraient perdu entre 120 000 et 200 000 hommes au cours de leur dernière bataille). Un immense territoire s'étendant des Alpes aux Pyrénées et remontant jusqu'au lac Léman est désormais sous la domination romaine. Mais des soulèvements ont encore lieu jusqu'à ce que l'empereur Auguste en vienne à bout au cours des dernières décennies du Ier siècle av. J.-C. La romanisation en profondeur de la région baptisée Narbonnaise peut alors commencer. Les limites de cette province romaine dans le massif alpin correspondent à celles de la tribu des Voconces. Elles incluent la moitié occidentale du département des Hautes-Alpes. Plus à l'est, dans la partie la plus montagneuse des Alpes, des tribus maintiennent quelque temps leur indépendance. Ce n'est qu'en 14 av. J.-C. qu'Auguste parvient à assujettir ces peuples. La partie orientale des Hautes-Alpes fait à l'époque partie du royaume de Suse qui s'étend du nord au sud de la vallée de l'Arc au bassin supérieur du Var et d'est en ouest de la ville d'Ocelum (Chiusa) à celle de Caturigomagus (Chorges). Ce royaume, qui contrôle les principales voies de communication avec l'Italie (via les cols de la Madeleine, du Montgenèvre et du Petit Mont-Cenis) parvient à conserver une certaine autonomie ce qui lui vaut de constituer une province romaine à part entière (les Alpes cottiennes).
Le traité signé entre Rome et le roi Cottius attribue à celui-ci le titre de préfet de cette région avec pour seule obligation l'amélioration, l'entretien et la protection de la route transalpine qui traverse son territoire (un arc de triomphe édifié vers 9-8 av. J.-C. dans la ville de Suse célèbre ce traité). Les tribus (14 sont citées sur l'arc de triomphe dont les Brigiani du Briançonnais et les Quariates du Queyras) sont désormais assimilées à des cités. Cette relative indépendance persistera jusqu'à 63 après J.C. Le statut de la province est normalisé à cette date par l'empereur Néron.

### Voies romaines

Tracé de la voie domitienne en Gaule.

Avant même la conquête de la Gaule par Rome, le col de Montgenèvre est un point de passage des Alpes fréquenté par les commerçants et voyageurs grecs et romains se rendant en Gaule ou en Espagne. Situé à une latitude plus méridionale et à une altitude moins élevée (1 850 m) que les autres passages situés plus au nord, il peut être franchi pratiquement toute l'année par les voyageurs qui évitent ainsi de se faire rançonner par les tribus ligures qui infestent à l'époque la côte méditerranéenne. César et ses armées empruntent à plusieurs reprises ce passage durant la guerre des Gaules. L'empereur Auguste, qui parachève la conquête des Gaules en assurant la domination de Rome sur les tribus alpines entre 25 et 14 av. J.-C., met en place le réseau de voies qui accompagne traditionnellement toutes les conquêtes romaines. La réalisation et l'entretien de la portion de voie longeant la Durance et située sur le territoire du Royaume de Suse (du versant italien jusqu'à Chorges) est déléguée à cet allié de Rome.
Plusieurs voies de communication sont construites dans les Alpes par les romains pour relier l'Italie à la Gaule. Leur tracé, l'emplacement des gîtes d'étapes (Mansio) ainsi que les distances entre ces relais nous sont connus notamment par quelques sources littéraires (ouvrages de Polybe, Strabon et Pline l'Ancien, Itinéraire d'Antonin, etc.), les inscriptions figurant sur les gobelets de Vicarello et la table de Peutinger (une carte du réseau de voies romaines). En revanche, dans les Alpes, du fait des phénomènes d'érosion et des glissements de terrain, peu de traces de ces voies ont survécu au passage du temps contrairement aux nombreux vestiges découverts dans les régions de plaine. Sur le territoire des Hautes-Alpes, la principale voie romaine est la voie domitienne. Celle-ci relie l'Italie (Suse) à la Gaule en franchissant la crête du massif au niveau du col de Montgenèvre. Elle passe par Briançon, puis suit la rive droite de la vallée de la Durance pour rejoindre la Gaule narbonnaise et le nord de l'Espagne. À Briançon une voie romaine se détache de la voie domitienne pour rejoindre Cularo (Grenoble) via le col du Lautaret tandis qu'à Vappincum (Gap) un embranchement relie cette ville à Valencia (Valence) en traversant la Drôme via le col de Cabre. Des voies secondaires desservent d'une part le Champsaur au nord et d'autre part le Queyras et la vallée de l'Ubaye au sud,,.

### Les cités romaines des Hautes-Alpes

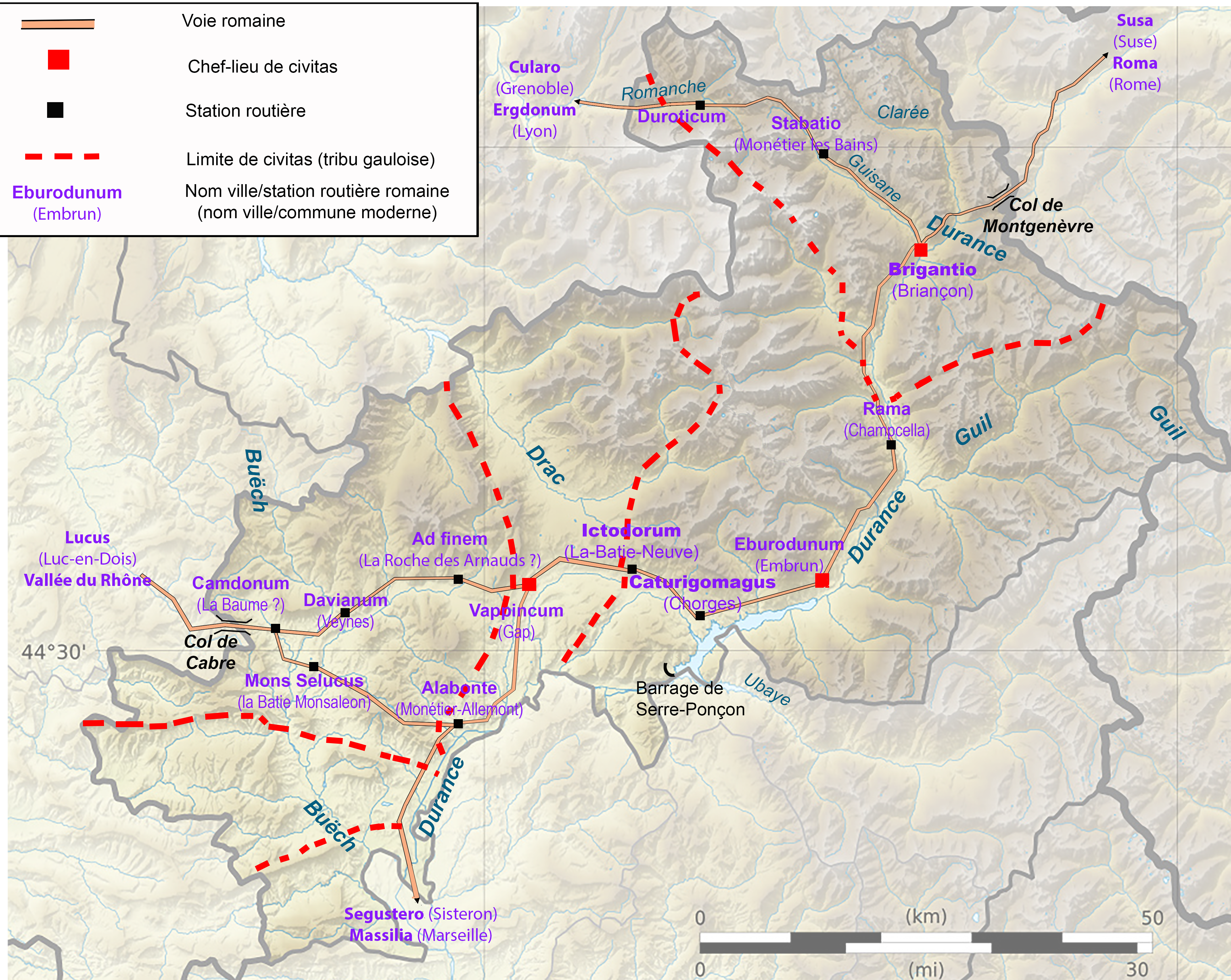
Carte des voies, des cités et stations routières et des limites des civitas durant l'occupation romaine.

Sur le territoire des Hautes-Alpes les romains édifient des agglomérations le long des voies de communication. Ces agglomérations sont parfois implantées là où existait déjà un habitat groupé pré-romain. Ce sont les chefs-lieux de cités (Civitas (subdivision administrative romaine de base), de petites bourgades (Vicus), ou de simples relais routiers (Mansio). À l'ouest, sur le territoire des Voconces, les agglomérations romaines identifiées sont, : 
- Mons Seleucus (La Bâtie-Montsaléon) est située au croisement de voies menant vers l'Italie, la vallée du Rhône, la Provence et Grenoble et a été occupée de la fin du Ier siècle av. J.-C. jusqu'au IIIe siècle apr. J.-C. Cette agglomération s'étend sur 12 à 15 hectares (330 × 370 mètres) et comprend un noyau urbain de 6 hectares. Le plan de la ville a pu être reconstitué grâce à des fouilles menées très tôt (XIXe siècle). Deux édifices remarquables ont été identifiés : une maison familiale (domus) de dimensions exceptionnelles (110 × 75 mètres) caractérisée par la richesse des décors et du mobilier et un grand sanctuaire situé à la périphérie de la ville ;
- Alabons (Monêtier-Allemont), situé dans la vallée de la Durance entre Sisteron et Gap occupe une surface modeste évaluée à 4-5 hectares et était sans doute le centre d'un pagus ;
- Ad finem (La Roche-des-Arnauds) ;
- Vappincum (Gap) se trouvait à la jonction des deux voies (celle suivant la vallée et de la Durance et celle venant de la Drôme) et se poursuivant jusqu'à l'Italie. Bien que qualifiée de chef-lieu de la cité (civitas) des Avantici, les vestiges de l'enceinte remontant au bas-Empire révèlent une emprise de très petite taille (2 hectares) située à proximité de la cathédrale actuelle. L'enceinte de forme polygonale était constituée d'un mur épais de 3 à 3,5 mètres comprenant des tours circulaires de 8,5 mètres dont trois ont été localisées. À compter du Ve siècle elle est le siège d'un évêché et une cathédrale est construite à l'emplacement de la cathédrale moderne[19].

Sur l'ancien territoire du royaume de Suse les agglomérations romaines identifiées sont : 
- Caturigomagus (Chorges) ;
- Eburodunum (Embrun), qualifiée de municipe selon une inscription, devient la capitale de la province romaine des Alpes maritimes sous Dioclétien. Elle remplit des fonctions publiques et religieuses. À la fin du IVe siècle un évêché y a son siège. Très peu de vestiges y ont été découverts ;
- Brigantio (Briançon) est le pendant de Suse sur le versant occidental du col de Montgenèvre. L'emplacement était peut-être déjà occupé avant les romains. Elle est située à un emplacement stratégique sur la voie domitienne à la jonction avec une route secondaire menant à Grenoble, les romains au prix des travaux colossaux, ont créé une terrasse longue de 600 mètres. Les fouilles archéologiques ont permis d'identifier dans la partie basse de la ville l'existence d'un amphithéâtre de forme elliptique (dimension extérieure 95 × 65 m) pouvant accueillir 4 000 spectateurs[21], de thermes situées au niveau du cimetière actuel et d'un fortin (castellum). Les vestiges disponibles ne permettent pas d'estimer l'étendue de la ville.

### Occupation des campagnes

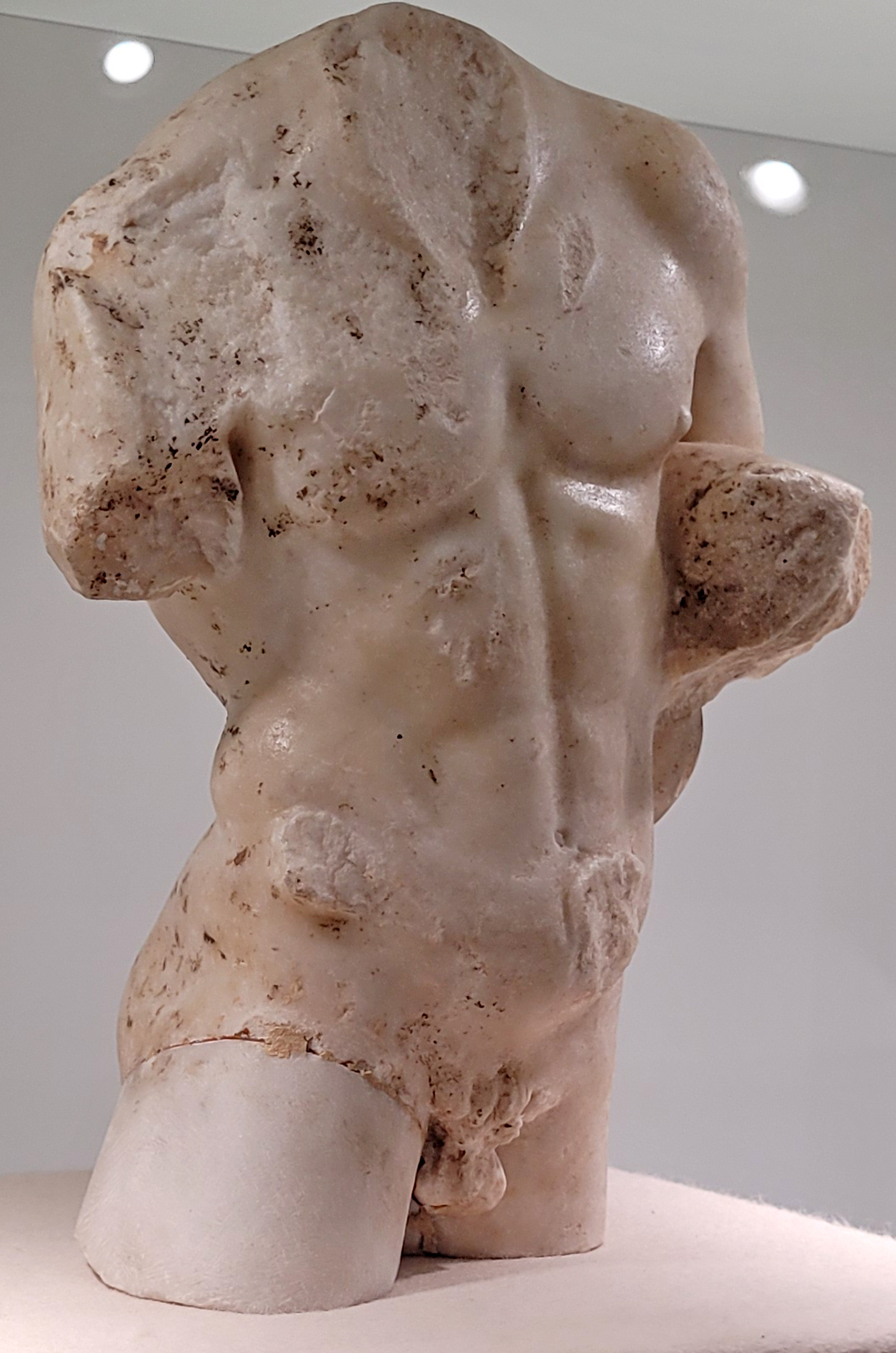
Buste de faune découvert dans une villa romaine à La Bâtie-Montsaléon.

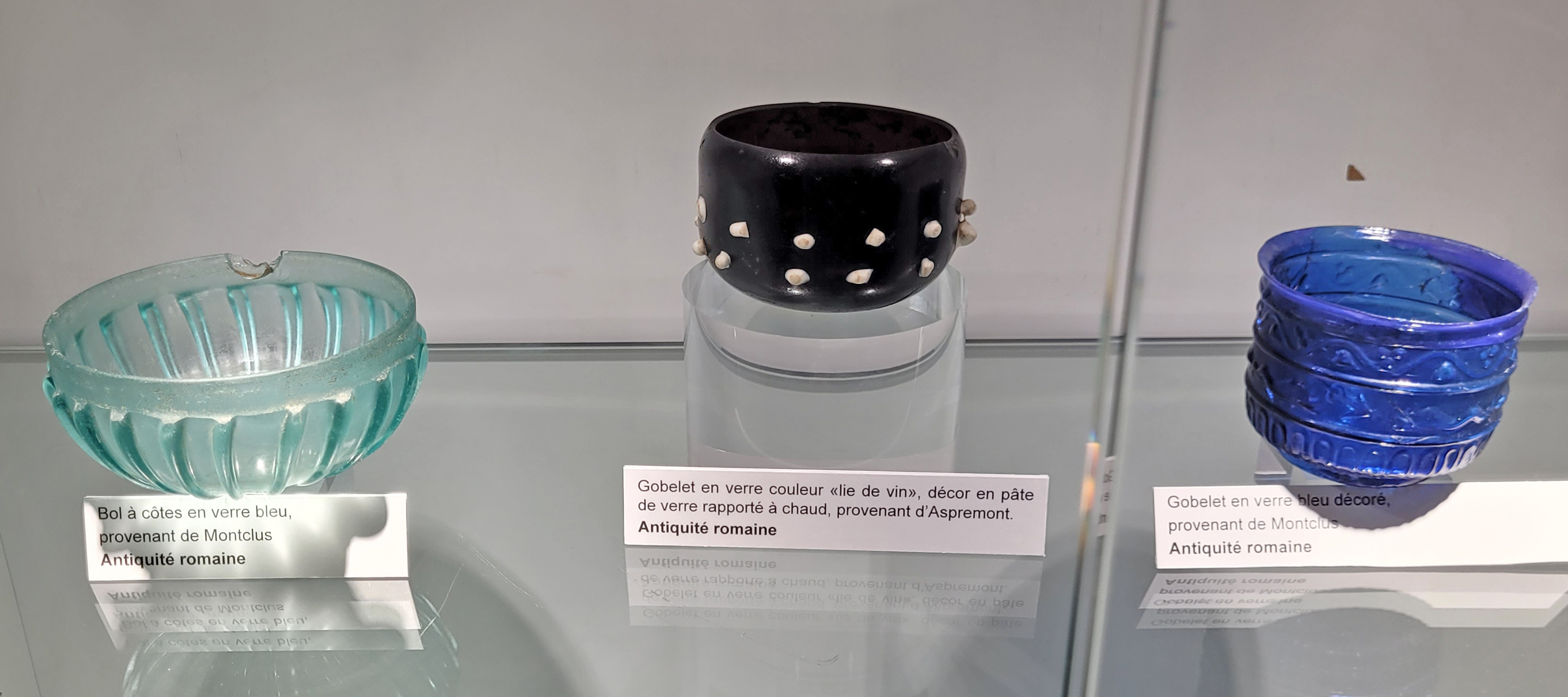
Bols et gobelets datant de l'époque romaine découverts à Montclus et Aspremont.

Dans les régions de moyenne et de haute montagne les prospections archéologiques montrent une occupation très réduite de la campagne par les conquérants romains. La romanisation des populations alpines reste modeste et ne remet pas en cause le mode d'utilisation du sol contrairement à ce qui se passe dans la région voisine de la Narbonnaise. Dans l'est du département la relative indépendance du royaume de Cottius se traduit par une romanisation tardive. En revanche, l'occupation est parfois très dense dans les vallées. Sur le territoire des Hautes-Alpes les fouilles montrent une forte concentration de villas romaines dans la vallée du Buëch depuis La Bâtie-Montsaléon jusqu'à la confluence avec la Durance à Sisteron. En revanche, les vallées de la Durance (dans sa partie supérieure) et de la Guisane présentent une densité d'occupation faible si on la compare aux autres vallées alpines. Le modèle des villas romaines, qui intègre à la fois les fonctions résidentielle et agricole, correspond à un mode d'exploitation des sols mis au point dans la péninsule italique. Mais dans la région la surface des exploitations reste sans doute modeste. Les premières villas romaines apparaissent dès la fin du Ier siècle av. J.-C. comme celle de Serre-la-Croix (commune d'Aspres-sur-Buëch) remarquable par ses dimensions considérables, la présence de thermes et la richesse de ses décors et de son mobilier. Plusieurs autres villas ont livré des structures et des mobiliers intéressants : villas du quartier de Gueidin (commune de Lagrand) et du quartier du Villa-Prieuré (Ribiers),.
Les vestiges de la villa romaine de Saint-Ariès (commune de Ventavon), située sur la voie domitienne entre Gap et Sisteron non loin d'Alabons (Monêtier-Allemont), ont permis de reconstituer son histoire qui reflète l'évolution de l'Empire romain. Bâtie durant la première moitié du Ier siècle elle s'inscrit dans un quadrilatère de 65 × 48 mètres et comporte deux bâtiments de part et d'autre d'une cour. Un troisième bâtiment abritant des thermes de taille modeste est édifié durant le deuxième quart du IIe siècle. La cour est par la suite agrandie et empierrée et des indices montrent une activité de transport de personnes et de biens. La villa, qui pratique sans doute la polyculture, exploite un vignoble. D'autres indices montrent un fonctionnement relativement autarcique (activité métallurgique, fabrication de jarres). La période de prospérité s'achève au bout de 150 ans à la fin du IIIe siècle. Une partie des bâtiments est abandonnée et la villa devient une simple ferme pratiquant une agriculture d'autosubsistance. Un dé d'argent daté du début du IVe siècle et comportant une inscription révélant la foi chrétienne de son propriétaire (premier témoignage d'une présence chrétienne dans les Hautes-Alpes) y a été découvert. La ferme va continuer d'être occupée, peut-être seulement de manière épisodique, jusqu'à la fin du VIe siècle. À compter de cette date elle cesse définitivement d'exister.

### Romanisation et religion
Comme dans toute la Gaule, les cinq siècles d'occupation entrainent une romanisation en profondeur des habitants de la région. La langue, le mode de vie et la religion des romains sont adoptés. Le latin devient ainsi la langue officielle mais également celle utilisée dans les relations commerciales et sociales. Les langues celtiques ne sont plus utilisées que dans le fond des campagnes. Le latin, après plusieurs siècles d'évolution, donnera le provençal.
Sur le plan religieux de nombreux vestiges montrent que les habitants adoptent la religion officielle et dans certains cas les cultes venus d'Asie lorsqu'ils deviennent à la mode à Rome tout en pratiquant une forme de syncrétisme avec les divinités gauloises. Le christianisme se diffuse dans la région lorsqu'il est reconnu par l'empereur Constantin (313) puis devient religion d'État à la suite des édits de Théodose (391). Saint-Marcellin est le premier évêque d'Embrun (365). À Gap le premier évêque connu est Remigius qui, à la fin du IVe siècle, dispose de l'autorité religieuse sur toute la région et dépend d'Aix. En revanche, aucun évêque n'est nommé à Briançon ce qui indique peut-être une diminution de l'importance de cette agglomération qui avait jusque-là joué un rôle stratégique du fait de sa position de nœud de communication.

### Effondrement progressif de l'Empire romain
À compter de la deuxième moitié du IIIe siècle l'empire romain est de plus en plus souvent secoué par des conflits armés opposant des usurpateurs, prétendants au poste d'empereur, au détenteur légitime de ce poste. La route des Alpes passant par le col du Montgenèvre devient alors un enjeu stratégique car ces conflits impliquent souvent de déplacer les armées entre la Gaule et l'Italie. Ainsi sous le régime de la Tétrarchie qui répartit le pouvoir à la tête de l'état romain entre quatre personnes pour mieux faire face aux menaces extérieures. Constantin, qui dirige la Gaule et l'Espagne, passe le col du Montgenèvre en 312 avec 40 000 hommes pour affronter avec succès son rival Maxence. Maxime, usurpateur de l'empire d'occident, passe par le col en 387 pour chasser Valentinien II. En 353 l'empereur Constance II passe le col en 353 pour aller à la rencontre de l'usurpateur Magnence qu'il bat en juillet 353 à Mons Seleucus (Montsaléon).
Ces tentatives d'usurpation ainsi que la menace des invasions barbares conduisent les empereurs Dioclétien puis Constantin à mener des réformes administratives et militaires portant notamment sur l'organisation des provinces situées dans les Alpes et leurs contreforts ainsi que sur le statut de la voie passant par le col du Montgenèvre. Pour pouvoir mieux les défendre Dioclétien revoit le découpage des provinces dont les limites avaient été définies par l'empereur Auguste. Dans le cadre de cette réforme, la région des Alpes cottiennes est placée sous l'autorité d'un procurateur nommé directement par l'empereur. Les cités de Chorges et d'Embrun sont désormais rattachées à la province des Alpes maritimes et de manière surprenante (elle est complètement excentrée) Embrun devient la capitale de celle-ci. La voie passant par le col du Montgenèvre devient au IVe siècle un axe stratégique notamment du fait du déplacement des centres de pouvoir (en Italie Milan et en Gaule Vienne et Arles) et sans doute également du fait de l'insécurité des passages situés plus au nord menacés par les incursions des barbares. Dès la fin du IIIe siècle la militarisation de la voie est perceptible à travers la construction du camp romain fortifié de Serre-la-Croix près d'Aspres-sur-Buëch ou de murailles à Gap. Bien qu'il n'existe aucun vestige l'attestant, il est possible que Embrun ait été entouré à cette époque d'une enceinte. En revanche, la construction d'un fortin à Briançon est attestée par la découverte des restes d'une tour. Certains indices semblent indiquer une augmentation de la population de la région durant cette période pourtant troublée qui pourrait être la conséquence de l'implantation de garnisons permanentes.

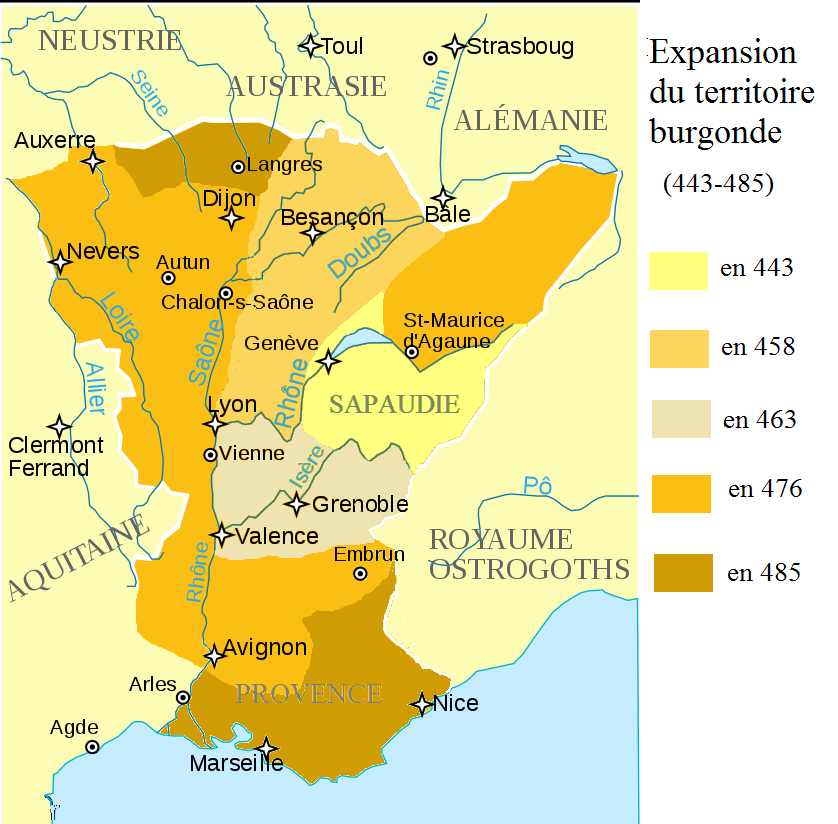
Agrandissements successifs du territoire du Royaume des Burgondes.

Les premiers déferlements des peuples barbares commencent à l'an 250. Cette année-là les Alamans descendent le long de la vallée du Rhône jusqu'en Provence. À partir de cette date, les villes romaines commencent à s'entourer d'enceintes tout en amorçant un lent déclin. Le climat d'insécurité qui s'installe va durer jusqu'après l'an 1000. En 412 les Wisigoths et les Alains, venus d'Italie, traversent les Alpes par le col du Montgenèvre et saccagent Valence et Montélimar. Ils ne font que passer et s'installeront dans le sud-ouest de la France.
Durant la deuxième moitié du Ve siècle, le territoire des Hautes-Alpes est progressivement encerclé par l'expansion des royaumes burgondes. Le général romain Aetius, après avoir vaincu le peuple germain des Burgondes en 436, les déplace sur les bords du lac Léman. Devenus un peuple fédéré, ils sont positionnés pour servir de troupes auxiliaires et repousser les incursions des autres peuplades barbares. À la mort d'Aetius en 457 les Burgondes profitent de la situation troublée régnant dans la Gaule romaine pour s'y tailler un territoire et constituer le royaume de Burgondie (ancêtre du royaume de Bourgogne) : ils s'emparent de Lyon et sa région en 463. De nombreuses cités décident de se donner volontairement aux Burgondes pour échapper à la lourde fiscalité d'un empereur romain qu'ils ne reconnaissent plus. Par la suite les Burgondes progressent vers le sud et se rendent maitres de l'ensemble du massif alpin ainsi que de la Provence entre 476 et 485,. En 471, pour la dernière fois, une armée romaine franchit les Alpes pour tenter de stopper l'avancée des Wisigoths qui occupent la région du Languedoc mais elle est battue à Arles.
Malgré la disparition de l'Empire romain, des éléments de sa civilisation subsistent, notamment les structures religieuses et administratives dirigées par les évêques et archevêques de Gap et d'Embrun, ainsi que par les dignitaires francs de l'administration civile et militaire de Charlemagne.

## Moyen Âge (476 - ~1450)

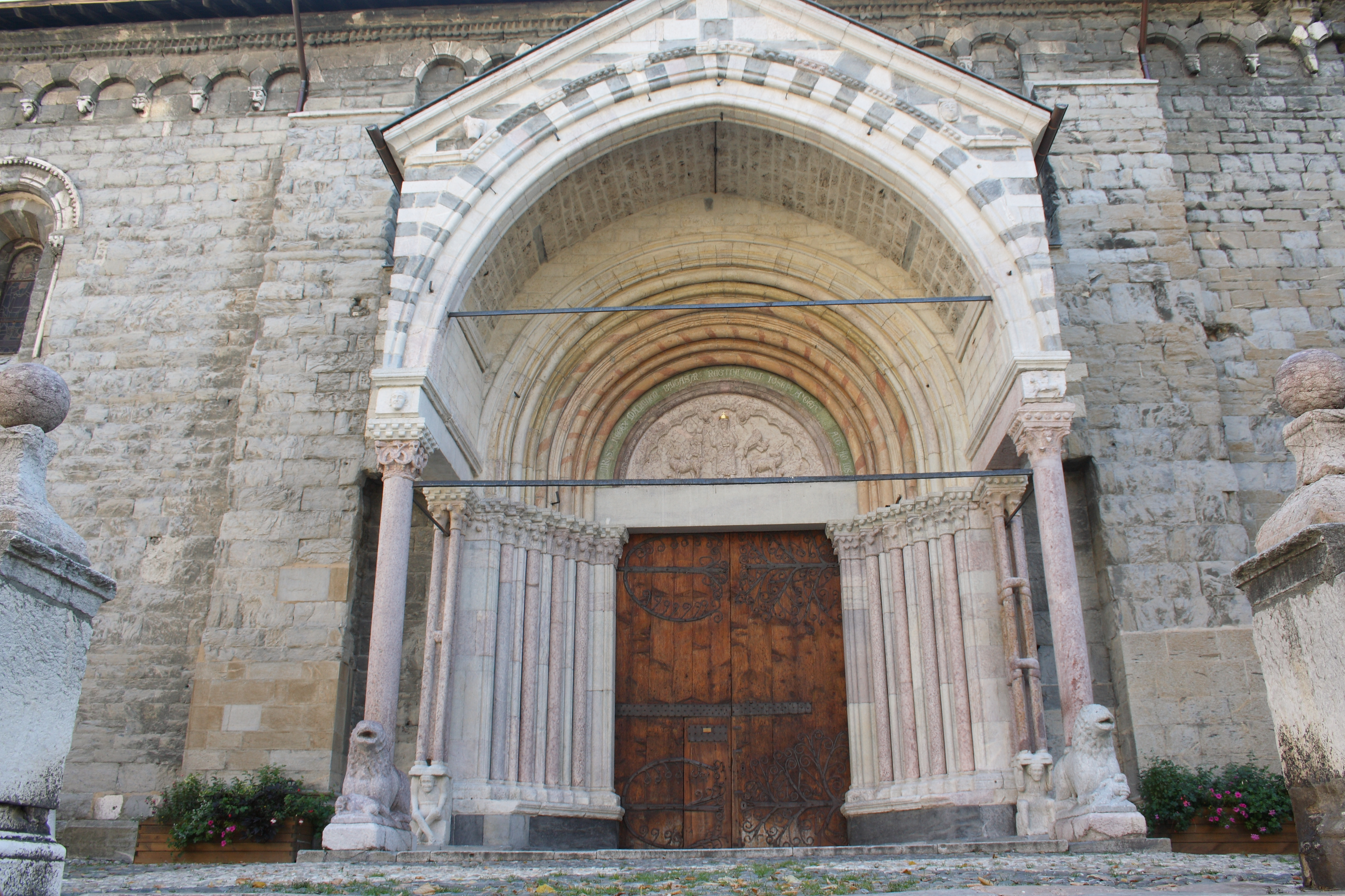
« Porche du Réal » de l'église Notre-Dame d'Embrun (ancienne cathédrale), liée au siège du diocèse d'Embrun.

### Naissance de la féodalité
Le royaume burgonde se heurte rapidement aux rois de la dynastie mérovingienne qui dirigent le royaume franc en pleine expansion. Celui-ci finit par prendre le dessus. En 532 le dernier souverain du royaume burgonde, Godomar II, est tué près d'Autun et son royaume est annexé par les francs. Ces derniers doivent faire face dans les Alpes en 568 à une invasion du peuple des Lombards en provenance de l'Italie du nord. Ceux-ci franchissent le col du Montgenèvre et pillent la région en ravageant Gap. Encouragés par ce premier succès ils récidivent en 575 mais sont cette fois-là ils sont écrasés par les forces franques sans doute près de Barcelonnette. Aux assauts des lombards succèdent ceux des Saxons qui sont repoussés. Conséquences de ces attaques la route du Montgenèvre est abandonnée au profit de la voie maritime longeant la côte méditerranéenne. Après un calme relatif d'un siècle, les forces musulmanes arabes et berbères qui ont détruit le royaume wisigoth d'Espagne franchissent les Pyrénées en 719), s'emparent de la Provence en 725 puis remontent la vallée du Rhône. Ils sont vaincus à la bataille de Poitiers (732) par une coalition réunissant des armées franques, burgondes et aquitaines dirigées par Charles Martel. Ce dernier, maire du palais (plus haut dignitaire de la dynastie mérovingienne), va au cours des années suivantes chasser progressivement les arabes du sud de la France où ils s'étaient installés. Une partie de la noblesse burgonde, notamment dans les Alpes s'était alliée aux arabes pour chasser les francs. Martel va châtier ces rebelles et les déposséder de leurs biens au profit des dignitaires Francs.
Tirant les leçons de sa lutte contre les forces arabes, Charles Martel décide de réformer en profondeur l'organisation militaire. L'armée de l'époque était composée jusque-là de fantassins mobilisés uniquement en temps de guerre. Charles crée une force de cavalerie reposant sur une classe de guerriers professionnels possédant les ressources permettant d'acquérir et d'entretenir un cheval de guerre et le couteux équipement associé. À cet effet il procède à une distribution de terres aux serviteurs du palais les plus aptes physiquement. Ceux-ci sont liés par un serment de fidélité créant un lien de suzerain à vassal (généralisation d'une pratique importée par les peuplades germaniques). Cette institution se répand rapidement dans tout le royaume. Les immenses domaines de l'aristocratie permettent à leurs propriétaires de se constituer une troupe de chevaliers vassaux qui sont dotés chacun d'un « bénéfice » pour faire face aux dépenses, terme remplacé un peu plus tard par celui de fief. Charles donne ainsi naissance à la féodalité qui va se caractériser à la fois par une hiérarchie des biens et des personnes, un morcellement des terres et un affaiblissement de l'autorité centrale. Le fils de Charles Martel, Pépin le Bref, chasse du pouvoir le dernier roi mérovingien, et devient le premier roi franc de la dynastie carolingienne en 751.
Tout au long de cette période, le pouvoir royal et impérial se montre incapable de défendre le territoire contre les différentes menaces. La déliquescence de l'administration et des organes de pouvoir marque le IXe siècle. Sur le territoire des Hautes-Alpes une aristocratie militaire issue de la Provence et de la vallée du Rhône s'installe aux commandes. Par la suite, le territoire est gouverné par les seigneurs-évêques de Gap et d'Embrun, vassaux de l'Empereur germanique et de la Provence, et les comtes d'Albon, seigneur du briançonnais. À la suite de la partition de l'empire de Charlemagne (800-844), le territoire des Hautes-Alpes est inclus dans la Lotharingie (855-859) puis le royaume d'Arles (933-) et enfin Comté de Provence.

### Comté de Provence (973-1067)

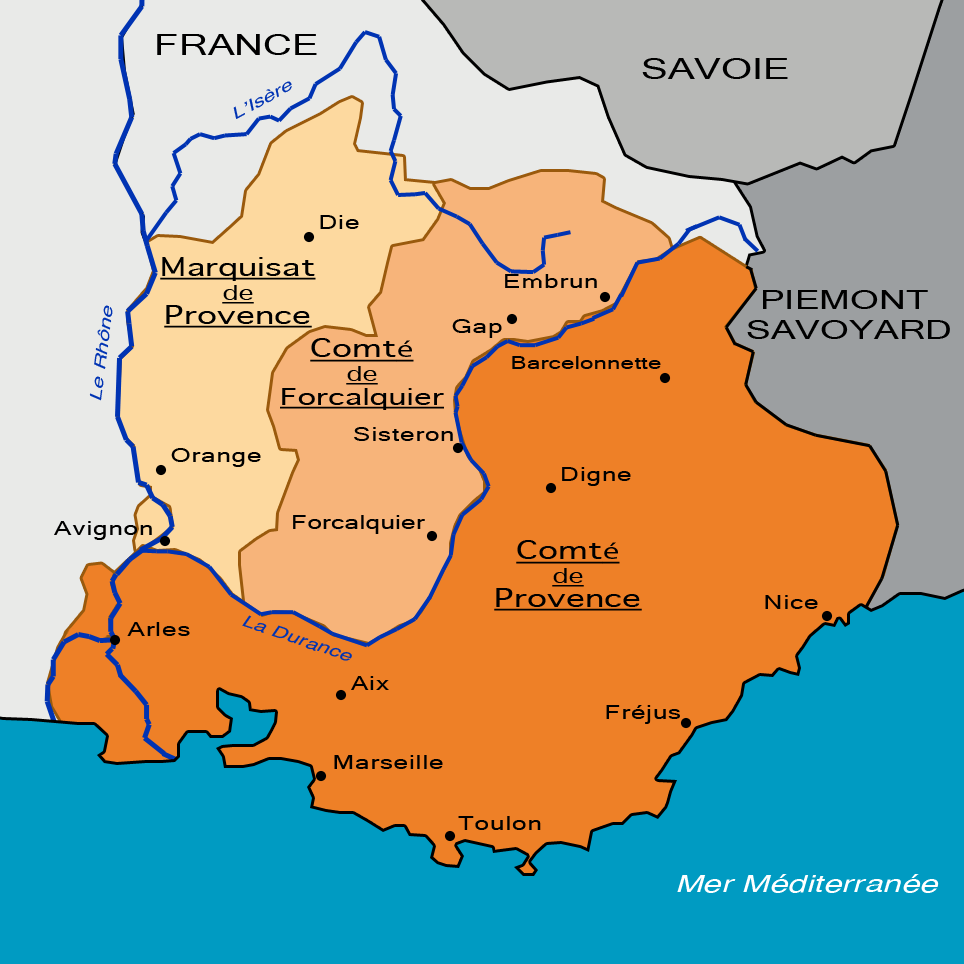
En 1125 la partition du comté de Provence crée le comté de Forcalquier dont le territoire comprend la majeure partie de Hautes-Alpes.

Le comte de Provence Guillaume Ier (945-994) s'illustre en chassant les Sarrasins de la région. Ceux-ci s'étaient installés dans le massif des Maures et lançaient régulièrement des raids jusque dans les Alpes. Après plusieurs combats (notamment à Gap et Embrun) les Sarrasins sont définitivement vaincus à la bataille de Tourtour (973) et quittent définitivement la région. Le prestige acquis grâce à ces victoires permet au comte de Provence d'affirmer son autorité sur le comté au détriment de son suzerain, le roi de Bourgogne. Les comtes de Provence règnent jusqu'en 1105 sur un vaste territoire qui s'étend à la Provence actuelle ainsi qu'aux Alpes du Sud. Guillaume Ier a réparti le territoire reconquis entre les chefs militaires qui l'ont accompagné dans son combat qui pour partie viennent d'ailleurs. Le périmètre du comté de Provence s'étend au nord sur une bonne partie des Hautes-Alpes (Gapençais, Champsaur et Embrunais). Deux principautés ecclésiastiques indépendantes sont créées à cette époque sur ce territoire : l'évêché de Gap et l'archevêché d'Embrun. En 1032 le roi de Bourgogne, suzerain du comte de Provence, cède son royaume à l'empereur Conrad II le Salique. Désormais les régions situées à l'est du Rhône et de la Saône font partie du Saint-Empire romain germanique. En 1067 le dernier descendant mâle des comtes de Provence, Guillaume V, meurt et le comté de Provence est partagé en trois comtés. Le territoire des Hautes-Alpes se trouve incorporé dans le comté de Forcalquier.

### Dauphiné de Viennois (1133-1349)

Armoiries du Dauphiné de Viennois.

La famille des Gigues devenus comtes d'Albon en 1079 puis dauphins de Viennois en 1133 (dauphin est un prénom, devenu un surnom, puis un titre qui donnera son nom à la province, le Dauphiné à partir de 1293) a une origine qui fait l'objet de nombreuses controverses. Cette famille va en un peu moins de trois siècles se tailler un territoire de la taille d'une province par une habile politique d'expansion reposant en partie sur des alliances matrimoniales et des acquisitions. Le premier membre de la famille à s'illustrer est Guigues le Vieux (Guigues Ier, sire de Vion (près de Tournon). L'archevêque de Vienne lui confie le territoire situé au sud du comté de Vienne, le nord et l'est étant confié à Humbert aux Blanches Mains, comte de Savoie. Ses possessions comprennent au début du XIe siècle une dizaine de châteaux situés sur la rive gauche du Rhône sur les contreforts des Alpes. En 1040 l'empereur germanique Henri III confie à Guigues Ier le Briançonnais qui comprend à cette époque Oulx sur le versant italien des Alpes. Guigues, au terme semble-t-il d'un accord avec l'évêque de Grenoble qui est son cousin, met la main en 1050 sur le Grésivaudan et l'Oisans. La ville de Grenoble et ses environs, qui font partie de ce territoire, sont placés sous la double tutelle de Guigues et de l'évêque. En 1202 Guigues VI, en épousant la fille du comte de Forcalquier, obtient en dot les comtés de Gap et d'Embrun. Ainsi ses possessions comprennent désormais la majeure partie du territoire des Hautes-Alpes. En 1268 Guigues VI récupère la seigneurie de Faucigny qui a été léguée à son épouse par le père de celle-ci, le comte de Savoie Pierre II. La possession de la seigneurie de Faucigny, qui constitue une enclave dans la Savoie, va aggraver un contentieux déjà lourd entre la maison de Savoie et celle des Dauphins de Viennois. En 1282 Humbert de la Tour du Pin, qui est devenu dauphin de Viennois en épousant la descendante des Gigues, apporte dans la corbeille de mariage Bourgoin et Crémieu. Les dauphins acquièrent en 1300 la baronnie de Montauban (qui comprend Nyons) et en 1317 celle de Mévouillon formant le pays qui porte aujourd'hui encore le nom de Baronnies. En 1342 les dauphins annexent la ville de Romans,,.

### Rattachement au royaume de France (1349)

Limites du Dauphiné au XVIIe siècle superposées avec le découpage en départements et communes.

Les droits sur le Viennois sont la source de conflits pratiquement permanents entre la Dauphiné et la Savoie à compter du milieu du XIIe siècle. L'enclave en territoire savoyard, constitué par la seigneurie de Faucigny, vient aggraver ces dissensions. Dans ce conflit le Dauphiné recherche le soutien du roi de France tandis que la Savoie s'appuie sur l'empereur du Saint-Empire romain germanique. Un accord est trouvé dans le cadre du traité de Paris (1355) : la Savoie abandonne le Nord du Viennois en échange du Faucigny. Mais la tension entre les deux protagonistes va persister et les dauphinois intégrés dans le royaume de France ne manqueront pas une occasion pour en découdre avec les savoyards.
Le dernier membre de la famille des Dauphiné du Viennois, Humbert II (133-1349) réforme en profondeur les institutions du Dauphiné. Il crée un conseil delphinal et une chambre des comptes, fonde l'université de Grenoble en 1339, promulgue en 1349 un statut delphinal qui codifie les privilèges de ses sujets. Mais il fait face à des problèmes financiers aigus. Les revenus qu'il tire du Dauphiné sont limités (15 000 livres viennoises par an) compte tenu de la politique ambitieuse qu'il mène,. Fortement endetté et sans descendance. Il tente de renflouer ses caisses notamment en accordant en 1343, une série de privilèges à une confédération de communautés autour de Briançon (qui porteront par la suite le nom d'Escartons du Briançonnais) contre le versement d'une contrepartie financière de 12 000 florins,.

Les armoiries du Dauphiné.

Finalement Humbert II décide de vendre sa principauté, dont le chef-lieu est depuis 1282 Grenoble. Il essuie un échec auprès du roi de Sicile puis du pape qui tous deux trouvent le prix demandé trop élevé. Le roi de France Philippe VI, ayant été informé de ces tractations, se porte acquéreur. Après d'habiles négociations qui durent six ans, il parvient à un accord avec Humbert II. L'appartenance du Dauphiné au Saint-Empire romain germanique n'est pas un obstacle car depuis le décès de Frédéric II, les empereurs allemands ne s'intéressent plus à ce territoire. Le traité de Romans signé le 30 mars 1349, entérine l'acquisition du Dauphiné par le roi de France. Il prévoit le versement d'une somme de 200 000 florins à laquelle s'ajoute une rente annuelle versée à Humbert II. Selon les clauses de ce traité, la province du Dauphiné bénéficiera d’un statut fiscal particulier, le statut delphinal et le Dauphiné sera le fief du fils aîné du roi de France qui pour cette raison portera le titre de Dauphin. Le Saint-Empire romain germanique conserve un lien de suzeraineté sur le Dauphiné aussi en 1378 l'empereur germanique Charles IV attribue au dauphin le titre de vicaire d'empire,.
En 1357 le dauphin Charles crée les États du Dauphiné à l'image de ce qui existe déjà dans les autres provinces françaises. Le dauphin Louis II (futur Louis XI), qui gouverne le Dauphiné durant une période exceptionnellement longue (1440-1457), va exercer une influence profonde sur les institutions de cette province. En conflit avec son père Charles VII il va à la fois revendiquer l'autonomie du Dauphiné et renforcer l'autorité delphinale aux dépens de la noblesse et du clergé. En 1452 il fonde l'université de Valence et l'année suivante il transforme le conseil delphinal en parlement. Mais après avoir accédé au trône en 1461 il abandonne toute idée d'autonomie : la province est désormais soumise à l'administration royale. L'union définitive du Dauphiné à la France sera proclamée un siècle plus tard en 1560. Les comtés du Valentinois et de Diois dont les limites correspondent à peu près aux diocèses de Die et de Valence font partie du marquisat de Provence détenu depuis le XIIe siècle par la famille de Poitiers. En 1419 Louis de Poitiers, dernier comte de Poitiers, décède. Dans son testament il lègue ses biens dans l'ordre au dauphin, au duc de Savoie et au pape à condition qu'on punisse ses cousins qui lui ont fait violence. Le dauphin parvient à récupérer l'héritage mais celui-ci va être une source du contentieux qui va durer jusqu'à la fin du siècle.

### Organisation administrative

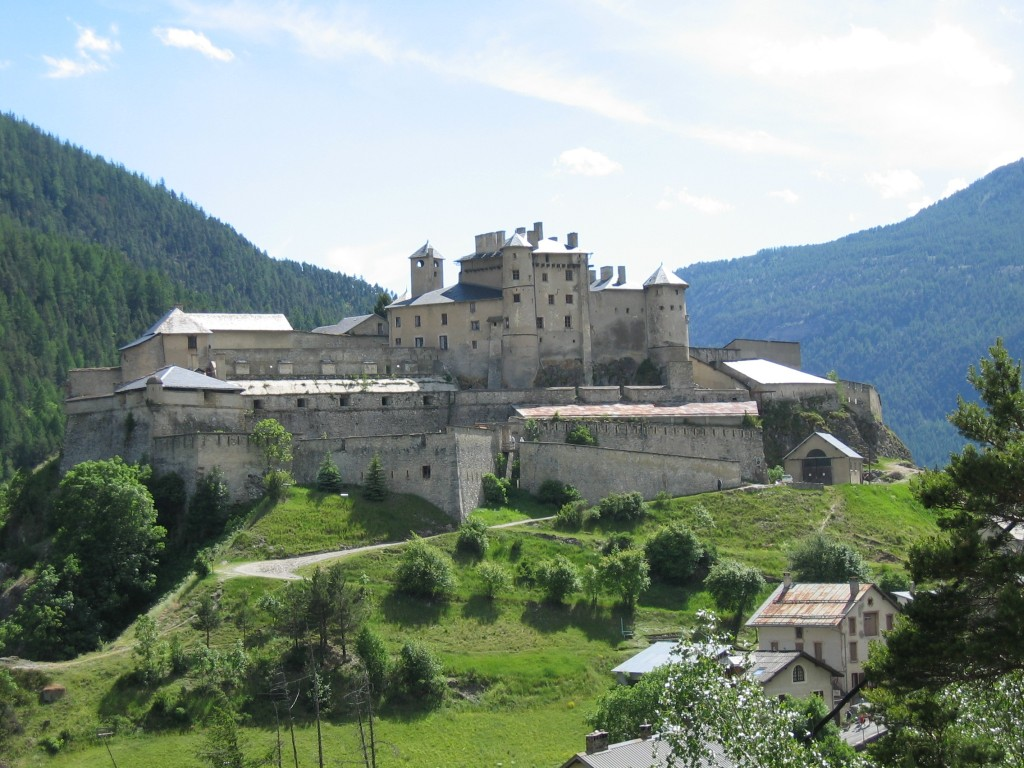
Fort Queyras citadelle de la seconde moitié du XIIIe siècle, remaniée par Vauban.

À compter du IXe siècle le territoire de chaque principauté (dont comté d'Albon) est divisé en plusieurs châtellenies qui initialement l'administrent au nom des familles nobles n'habitant pas la région. Les châtelains sont chargés de lever les armées, percevoir les impôts, administrer le territoire et appliquer la basse justice. La châtellenie est elle-même divisée en mandements qui constituent une unité féodale et financière. Le territoire des Hautes-Alpes comprend pour tout ou partie 9 châtellenies dont celles d'Embrun, Chorges, Briançon, Queyras et Champsaur ainsi qu'une cinquantaine de mandements (appelés escarton dans le Queyras et le Briançonnais). Au XIXe siècle sont créés les baillis qui ont des attributions à la fois administratives et judiciaires (en appel des juridictions inférieures). Il existe ainsi trois bailliages dans les Hautes-Alpes : le bailliage du Gapençais dont le chef-lieu ne sera Gap qu'à compter de 1512, celui de l'Embrunais et celui du Briançonnais. Des juridictions ecclésiastiques coexistent avec les juridictions seigneuriales à Gap et Embrun.
Les servitudes qui accompagnent la mise en place de la féodalité semble appliquées avec moins de rigueur dans les régions de haute montagne. Sur le territoire des Hautes-Alpes le servage disparait dès le XIe siècle et certains communautés villageoises disposent d'un certain pouvoir de justice dès le XIIe siècle. L'amélioration de la situation économique, qui découle de l'absence de conflits majeurs et dans une certaine mesure de l'installation des papes à Avignon au XIVe siècle qui stimule les échanges entre la France et l'Italie, permet la création d'une classe aisée de bourgeois et l'expansion des villes. Cette nouvelle élite en formation n'hésite pas à se révolter contre ses seigneurs : ainsi les gapençais vont jusqu'à assassiner en 1180 le viguier (représentant) du comte de Forcalquier et les habitants d'Embrun se révoltent à deux reprises (1237 et 1253) contre leurs archevêques. La commune de Gap obtient dès 1209 une charte communale qui donne à ses habitants une certaine autonomie dans la gestion de ses affaires vis-à-vis de l'évêque qui détenait jusque-là tout le pouvoir temporel. Embrun obtient sa charte en 1221, Serres en 1247, Veynes en 1296 et Aspres-sur-Buëch en 1296. Le Briançonnais et le Queyras, qui avaient toujours joui d'une certaine indépendance, voient leur autonomie renforcée, comme vu plus haut, avec la charte concédée par Humbert II en 1343.

Chateaux des Hautes-Alpes
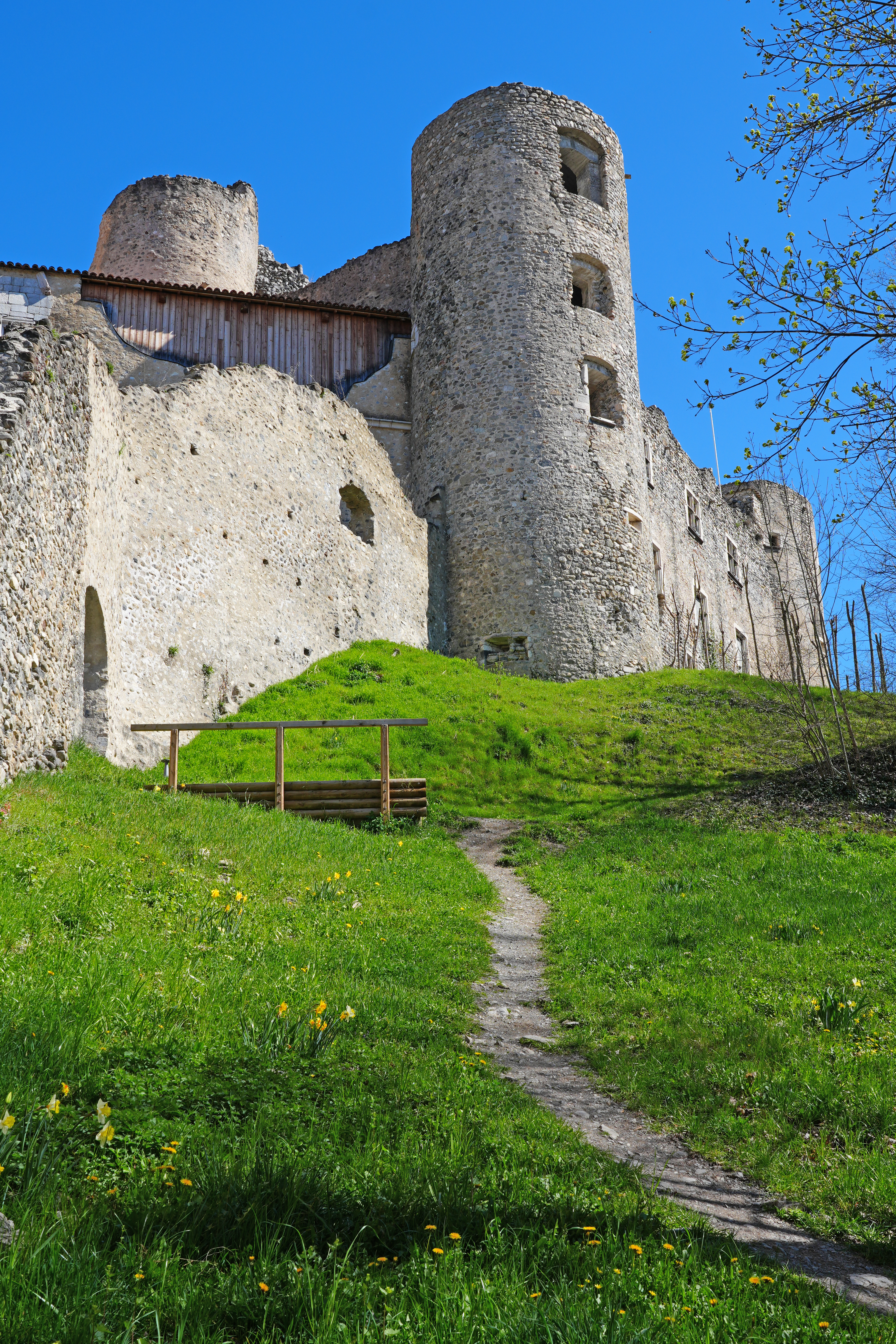
Ruines du château de Tallard
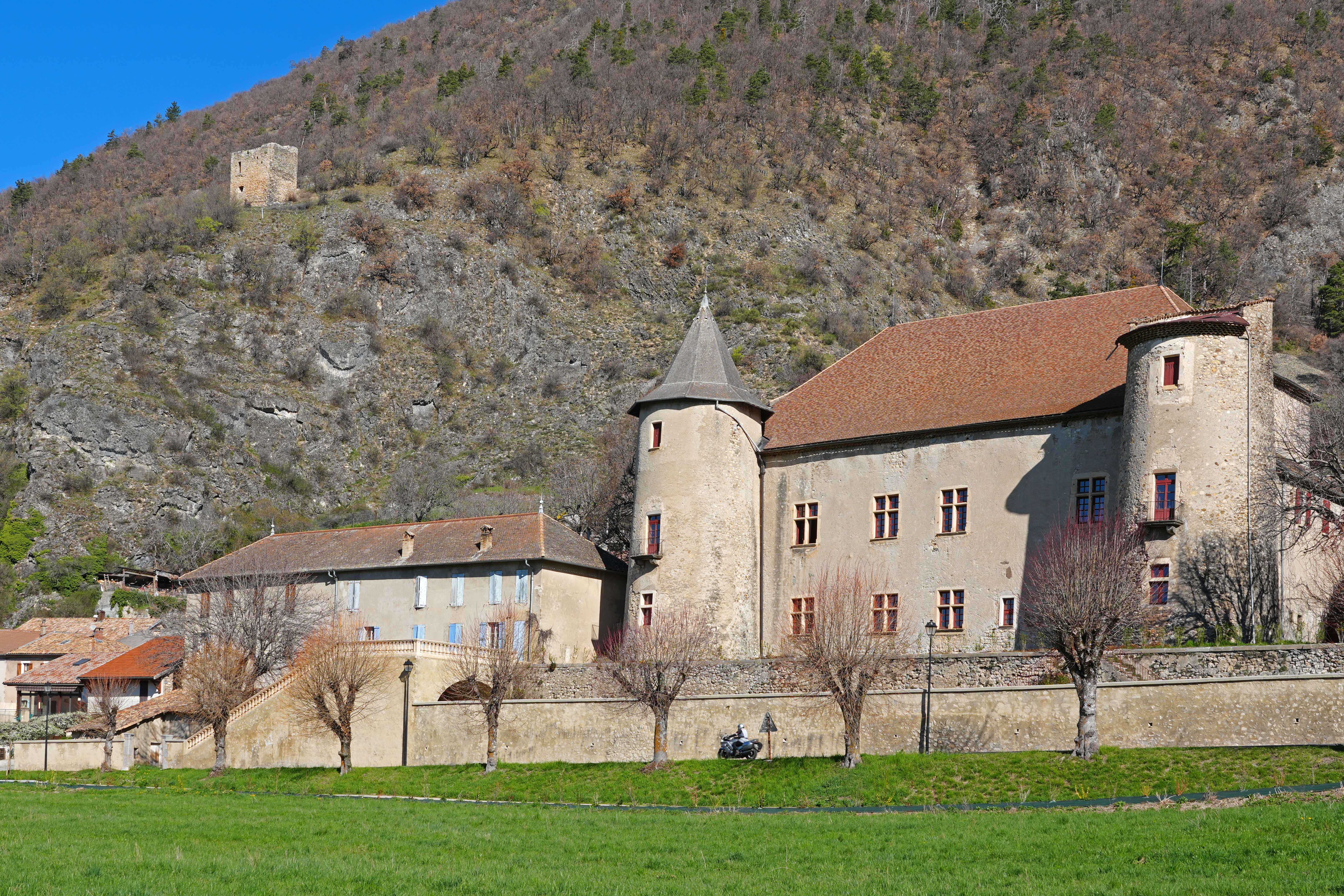
Château de Montmaur
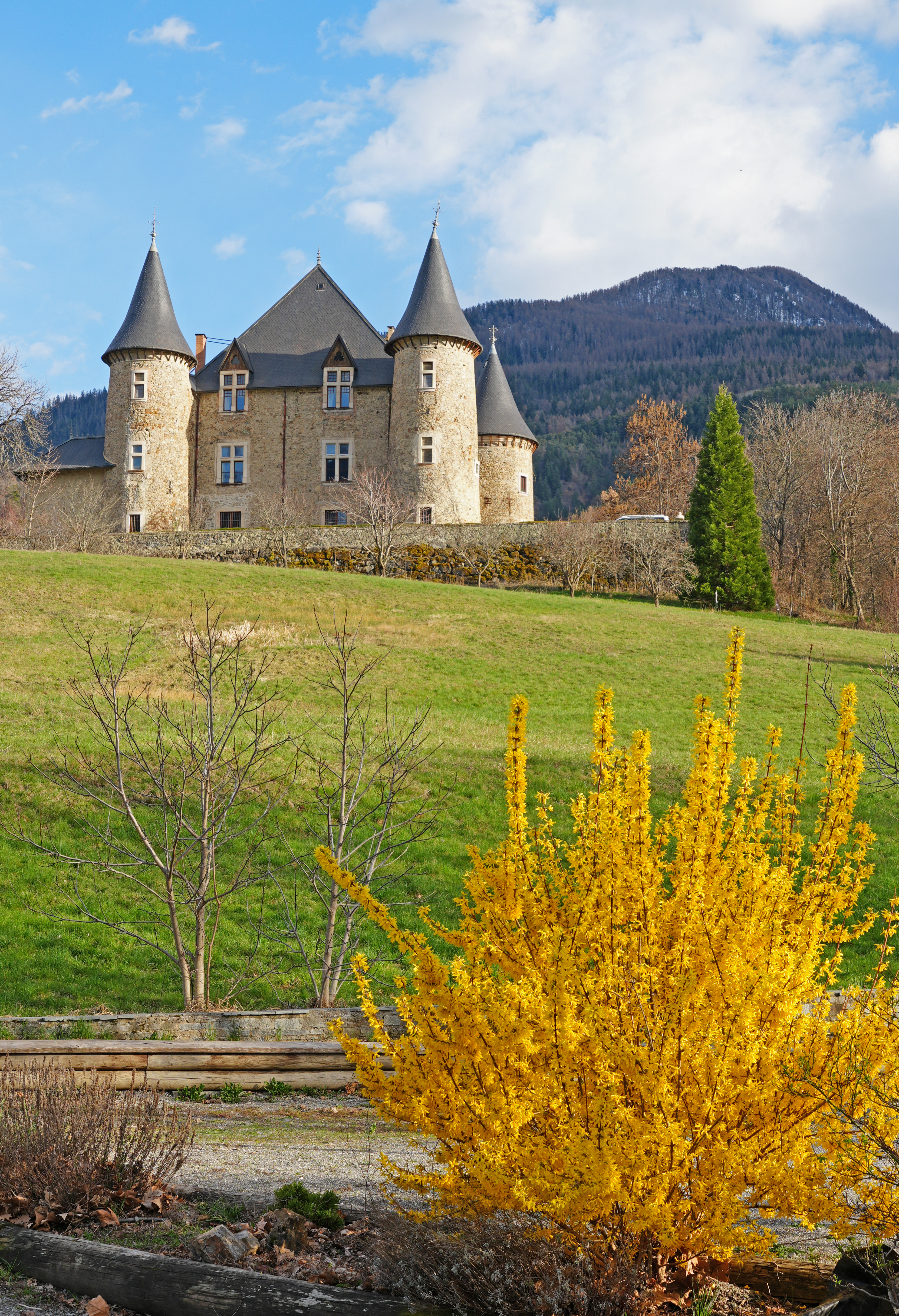
Château de Picomtal.

### Civilisation médiévale dans les Hautes-Alpes

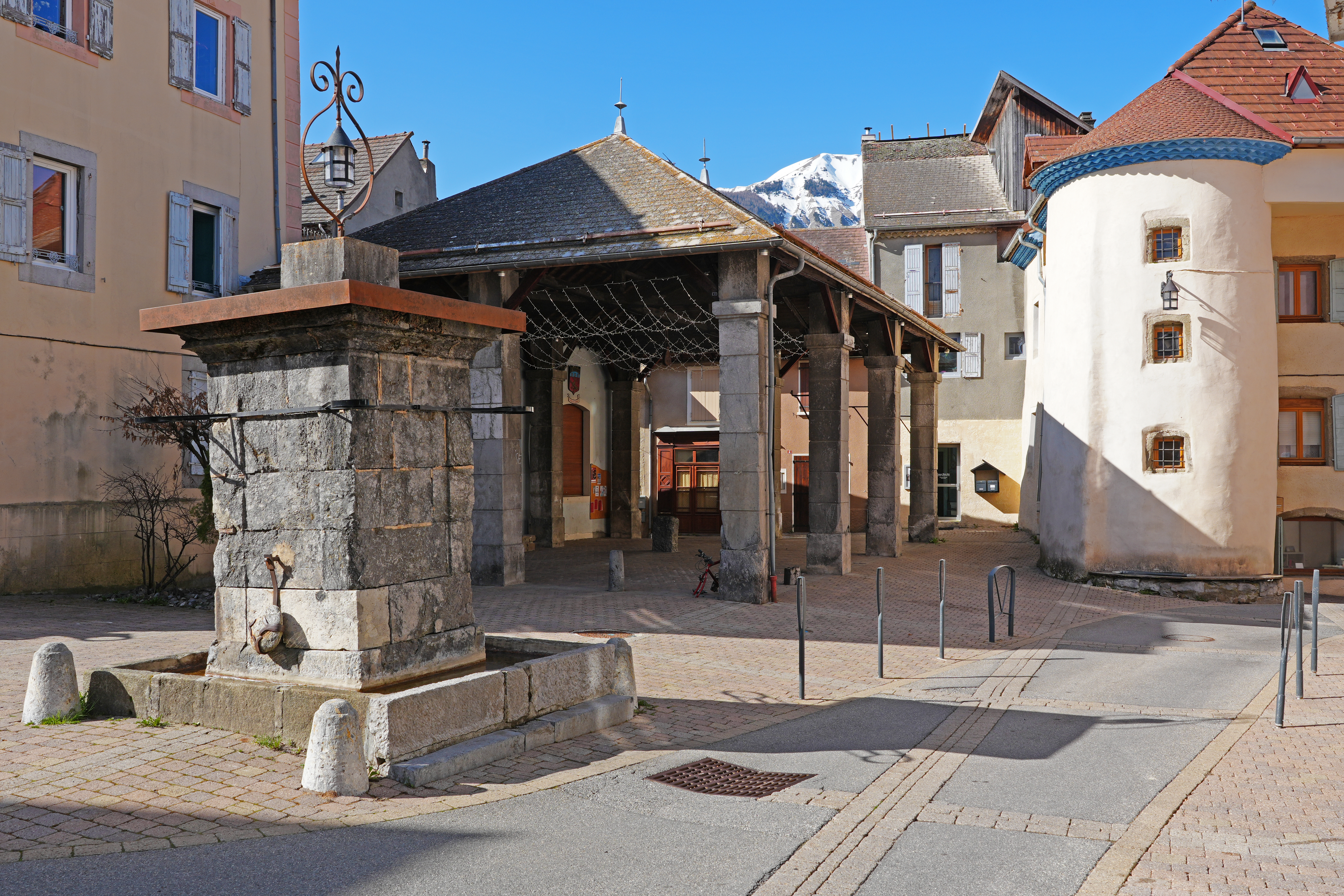
Halles du XVIe siècle de Saint-Bonnet-en-Champsaur.

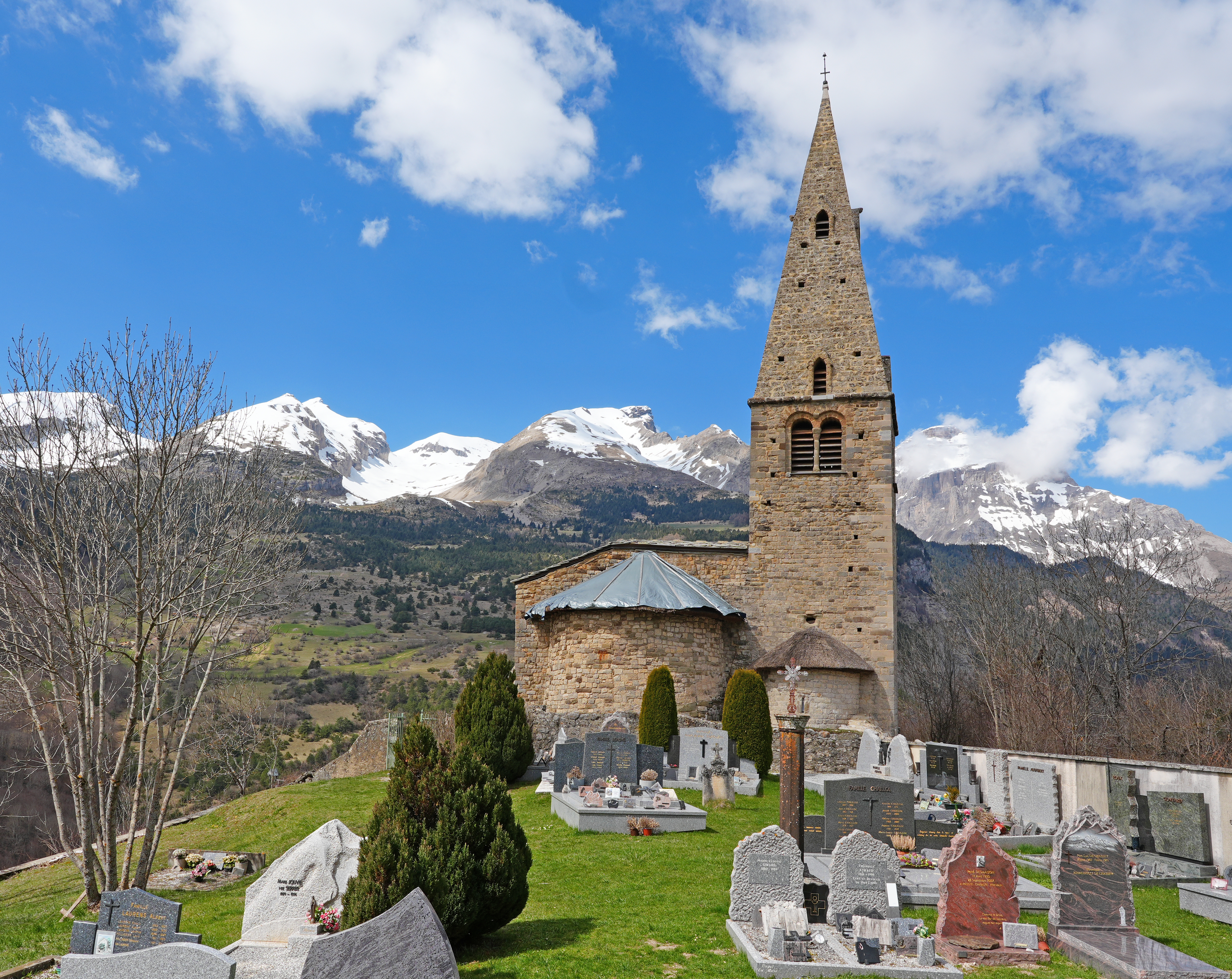
Mère-église datée du XI dans le Dévoluy.

Sur le territoire des Hautes-Alpes l'activité économique est essentiellement agricole et pastorale tout en s'accompagnant d'un artisanat diffus. Compte tenu des difficultés des déplacements, les habitants vivent en quasi-autarcie. Dans les régions de moyenne altitude (dans le sud-ouest du département) les paysans cultivent le froment et l'épeautre ainsi que des fèves et des pois. À plus haute altitude on cultive l'avoine, le seigle et l'orge. La vigne est cultivé dans la vallée de la Durance dans le Gapençais et l'Embrunais. Dans cette même vallée on exploite des arbres fruitiers : noyers vers Savines, pruniers, pêchers et amandiers en aval d'Embrun, plus généralement pommiers, poiriers, cerisiers. La culture du chanvre est développée vers Embrun. L'élevage porte principalement sur les ovins mieux adaptés à la sécheresse relative du climat en été. Pour les nourrir, les paysans créent des prairies dans les vallées et emmènent à la belle saison leurs troupeaux dans les alpages. La transhumance de troupeaux venus de la plaine (Provence) fournit aux propriétaires des alpages des sources de revenus supplémentaires. Les bovins sont peu nombreux et sont principalement utilisés pour les labours et certains transports (ils sont souvent loués aux grands propriétaires). Les paysans élèvent également des porcs, des mulets et plus rarement des ânes. Les forêts sont exploitées pour les constructions, le chauffage domestique et certaines activités artisanales. Le déboisement qui résulte de la satisfaction de ces besoins ainsi que les défrichages opérés pour agrandir les terres agricoles est bientôt identifié comme une menace (glissements de terrain) ce qui amène la noblesse, le clergé et les consuls à prendre des mesures de protection. L'activité de tissage de la laine est surtout présente dans le Briançonnais tandis que les tanneries de peau de mouton mais également de chamois existent à Briançon, qui alimente les marchés jusqu'en Provence, Gap, Serres et Embrun. Les moulins exploitant la force hydraulique se répandent le long des cours d'eau pour battre le chanvre, moudre la farine, etc. Des mines d'argent sont ouvertes au XIIe siècle à l'Argentière ainsi que dans le val de Freyssinières mais elles sont abandonnées au XIVe siècle. Le commerce du sel joue un rôle très important car les besoins sont énormes et il n'existe pas de mines de sel dans la région. Celui-ci vient de l'étang de Berre et du Languedoc et est transporté par des convois muletiers qui remontent la vallée de la Durance. Les déplacements empruntent souvent les voies romaines mais celles-ci, mal entretenues, sont devenues difficilement praticables et le transport doit se faire à dos d'homme ou par des mulets. La Durance et le Buëch sont utilisés pour le transport de bois par flottage.
Grâce à sa position sur la voie qui longe la vallée de la Durance au carrefour des routes menant à Grenoble, à la Savoie et aux riches plaines de l'Italie du Nord, Briançon est devenu au Moyen Âge le principal centre commercial des Alpes du Sud et l'un deux principaux centres économiques du Dauphiné avec Romans. Une grande foire s'y tient une fois par an qui rassemble des marchands venus de Provence, du Piémont, de la Lombardie et des Flandres (en 1462 une deuxième foire annuelle est ajoutée). Les échanges portent principalement sur les ovins (10 500 têtes vendues en 1443). Les autres produits sont les laines, le froment, les vins d'Embrun et différentes productions venues du versant italien. Gap dispose de quatre foires à compter du XVe siècle qui exploitent sa position dans la vallée de la Durance au carrefour des chemins menant au Champsaur et au Bochaine. On y commercialise d'abord des céréales mais également du vin. Mais le commerce se détourne souvent de cette ville pour éviter les péages. Embrun qui est avant tout une ville épiscopale et un centre administratif voit son commerce se développer avec un certain retard. Deux foires sont créées en 1440. On y commercialise le vin du pays, les laines, l'huile de noix, les fruits et les peaux traitées.

### Vie religieuse
Durant le Moyen Âge l'Église avec la féodalité influencent en profondeur la civilisation. L’Église a non seulement un rôle spirituel mais également temporel à travers les biens qu'elle détient. Ceux-ci donnent aux évêques un poids aussi important que celui détenu par les plus puissants seigneurs de la région.

#### Diocèses de Gap et d'Embrun
Le territoire des Hautes-Alpes est partagé entre le diocèse de Gap (rattaché à l'archevêché d'Aix-en Provence) qui comprend le sud-ouest du département et celui d'Embrun qui couvre le reste du département sauf l'extrémité nord rattachée à l'évêché de Grenoble. L'emprise des deux diocèses déborde sur les Alpes-de-Haute-Provence. Certains archevêques d'Embrun joueront un rôle important en particulier au XIVe siècle lorsque le siège de la papauté se trouve à Avignon : Henri de Suse auteur d'un ouvrage de droit canonique, Guillaume de Mandagot jurisconsulte et diplomate ainsi que Jacques Gélu conseiller de Charles VII et défenseur de Jeanne d'Arc.

#### Développement des ordres monastiques

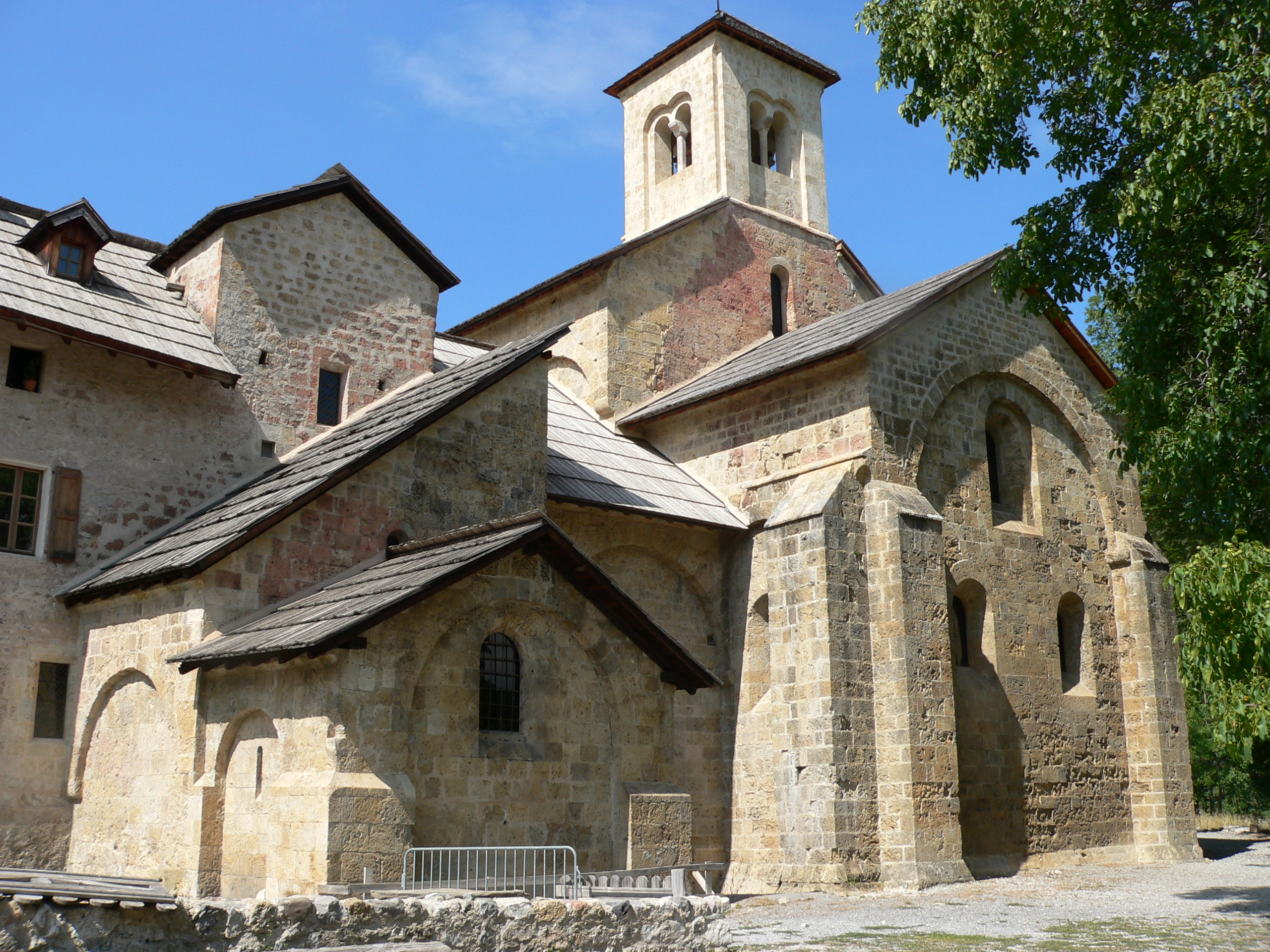
Abbaye Notre-Dame de Boscodon.

Le mouvement monastique commence au Ve siècle mais son expansion s'accélère au Xe siècle. Sur le territoire des Hautes-Alpes, la puissante congrégation de Cluny fonde à la fin du Xe siècle le Prieuré de Saint-André-de-Rosans et ainsi que celui de Romette dont un prieur deviendra le cinquième pape d'Avignon en 1352 sous le nom d'Innocent VI. Les moines de Saint-Victor avec l'appui de l'évêque de Gap fondent les églises de Chorges et de Trescléoux. Les Chartreux créent les abbayes et prieurés à Durbon dans la vallée du Buëch et à Bertaud au pied du pic de Bure. Le monastère de Boscodon est fondé en 1132 et se rattache dix ans plus tard à l'Ordre monastique de Chalais. Ce dernier n'ayant pu se développer, Boscodon devient le chef d'ordre et fonde à son tour plusieurs abbayes. Les ordres hospitaliers, qui fournissent des gites aux voyageurs, s'implantent également dans le département. Les moines de Saint-Antoine de Viennois créent en 1130 une communauté à Saint Jean des Aires. L'Abbaye Saint-Géraud d'Aurillac installe un prieuré à Aspres-lès-Veynes qui développe des succursales jusqu'à Embrun. L'ordre du Temple possède au XIIIe siècle trois commanderies à Crots, Gap et Embrun qui à la suite de sa dissolution en 1312 sont confiées à l'ordre de Saint-Jean de Jérusalem. Ce dernier dispose à la fin du XIe siècle de commanderies à Gap, Tallard et Saint-Pierre-Avez auxquelles s'ajoutent au début du XIIIe siècle celles d'Embrun, de Remollon et de l'Argentière. Tous ces ordres disposent de terres cultivées, de troupeaux, de vignobles et de bois qu'ils exploitent. Les surplus alimentent les marchés et foires de la région. Les ordres mendiants, créés au début du XIIIe siècle en réaction à l'enrichissement de certains religieux, s'installent dans les villes en plein essor. Les frères mineurs, franciscains ou cordeliers, sont présents à Embrun et Gap (1220) puis à Briançon dix ans plus tard. Les frères dominicains s'installent à Briançon en 1226 et à Gap en 1320.

#### Mouvements religieux dissidents
Des mouvements religieux dissidents apparaissent au cours du Moyen Âge. Au XIIe siècle le prêtre Pierre de Bruys parcourt les diocèses de Gap et d'Embrun puis la Provence en contestant de nombreux points du dogme catholique officiel. Il périt brulé vif en 1147. Pierre Valdo, un riche marchand lyonnais qui s'oppose à l'enrichissement du clergé et distribue tous ses biens aux pauvres, est condamné par l'église catholique. Après sa mort en 1277 ses disciples, les Vaudois, persécutés par l'Inquisition, vont se réfugier dans les vallées des Alpes les plus reculées pour pouvoir continuer à pratiquer leur culte. Dans les Hautes-Alpes ils s'installent dans la vallée de Freissinières, dans le Briançonnais et dans le Queyras. Le Dauphin Humbert II, sous la pression des papes d'Avignon, accepte de laisser l'inquisition poursuivre les hérétiques. En 1338 un tribunal ecclésiastique est installé à Embrun et plusieurs expéditions sont menés dans la vallée de Freissinières et en Vallouise. La répression fait plusieurs centaines de victimes parmi les vaudois, qui refusent de se convertir ou sont considérés comme relaps. Certains sont brûlés dans des cages en bois. Les persécutions des vaudois se poursuivront, comme ailleurs en France jusqu'à la fin du XVe siècle, date à laquelle le roi de France Louis XI les fera cesser.

### Peste noire et ravages de la guerre de Guerre de Cent Ans
La Grande peste frappe le Dauphiné en 1348 et va décimer la population de cette province à intervalles plus ou moins réguliers durant plus d'un siècle. En 1475 une révision générale et complète des feux du Dauphiné permet d'estimer que la population a été divisée par deux depuis le recensement précédent réalisé en 1339. Durant cette période la région est également secouée par l'insécurité due à la guerre de Cent Ans (1337-1453) qui jette sur les routes les bandes de routiers qui pillent le pays. Les villes, mieux abritées grâce à leurs murailles, servent de refuge durant ces temps troublés mais elles ne sont pas épargnées. Ainsi Embrun qui compte 4 000 habitants en 1350 (en comptant les deux paroisses connexes) voit sa population passer à 2 500 en 1417. Une reprise très nette s'amorce par la suite puisqu'elle compte en 1457 environ 3 000 habitants, mais, frappée à nouveau par la peste en 1458, elle perd 30 % de ses habitants. Briançon qui compte 2 000 à 2 500 habitants en 1383 (la même population que Grenoble) n'est plus peuplé que de 950 habitants au maximum en 1444 et 750 habitants en 1474.

## De la Renaissance à la Révolution (~1450-1789)

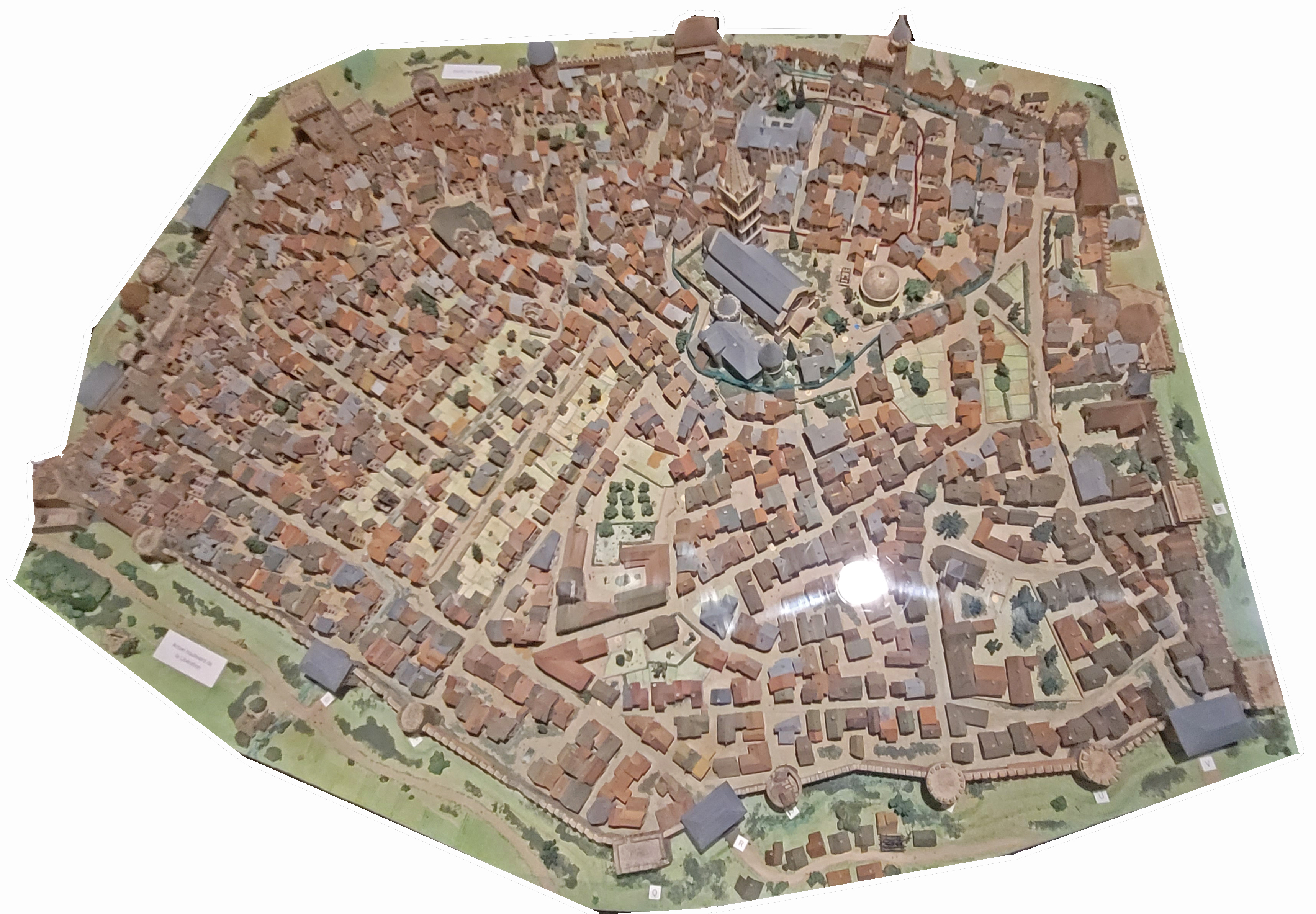
Plan de la ville de Gap en 1550.

### Impact des guerres d'Italie
Entre 1494 et 1559 le territoire des Hautes-Alpes est bouleversé par les guerres d'Italie que les souverains français (successivement Charles VIII, Louis XII, Francois Ier et Henri II), fascinés par l'éclat d'une civilisation en pleine Renaissance et exploitant les divisions internes de ce pays, mènent dans ce pays en revendiquant leurs droits héréditaires sur le royaume de Naples puis sur le duché de Milan. Durant cette période pas moins de onze guerres distinctes, séparées par des trêves, sont menées par les armées françaises fortes généralement de plusieurs dizaines de milliers d'hommes. Celles-ci, pour parvenir en Italie, passent généralement par Grenoble, la vallée du Drac (Champsaur), puis à partir de Gap remontent la vallée de la Durance avant de franchir la frontière au col de Montgenèvre. Si la noblesse du Haut Dauphiné s'enthousiasme pour cette aventure italienne à laquelle ils prennent une part active, ces conflits vont constituer une terrible épreuve pour la population. L'intendance des armées est à l'époque très mal organisée et les troupes, constituées en partie de mercenaires, sont indisciplinées. Le passage d'une armée s'accompagne souvent de pillages, de viols, de meurtres, etc. provoquant dans son sillage des disettes. Les actes de brigandage sont fréquents. Ainsi en 1516, 1 500 mercenaires allemands licenciés à la fin de la guerre et menés par un chef surnommé le « chien » rançonnent les bourgs, pénètrent en force dans Chorges en tuant ses habitants et en pillant l'église. En 1517, La Bâtie-Neuve est entièrement détruite par la compagnie de Saint-André. Les villes du Haut-Dauphiné adressent des plaintes au roi de France et obtiennent des compensations financières qui sont rarement suffisantes.

### Les guerres de Religion dans les Hautes-Alpes

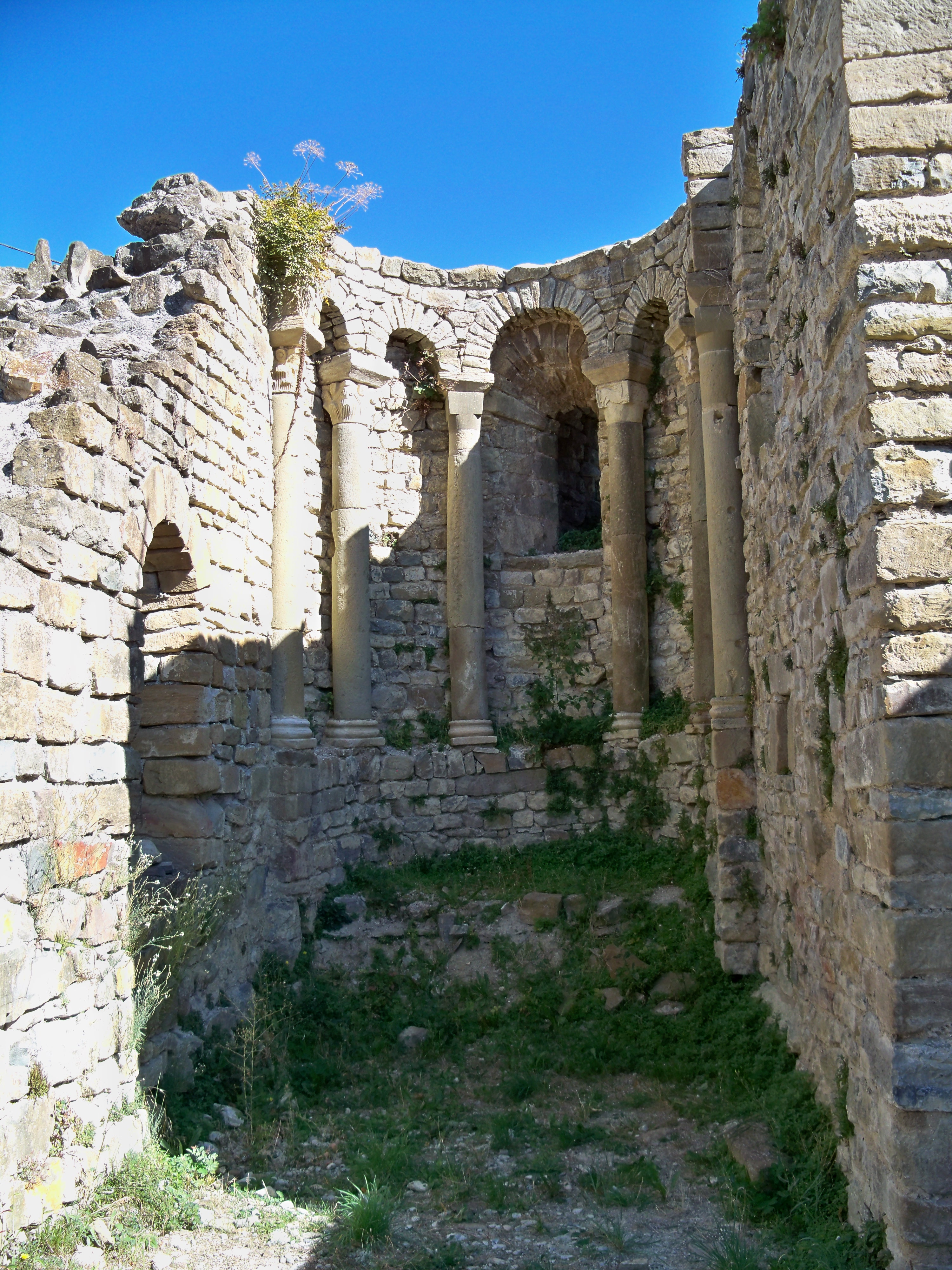
Le prieuré de Saint-André-de-Rosans a été détruit durant les guerres de Religion.

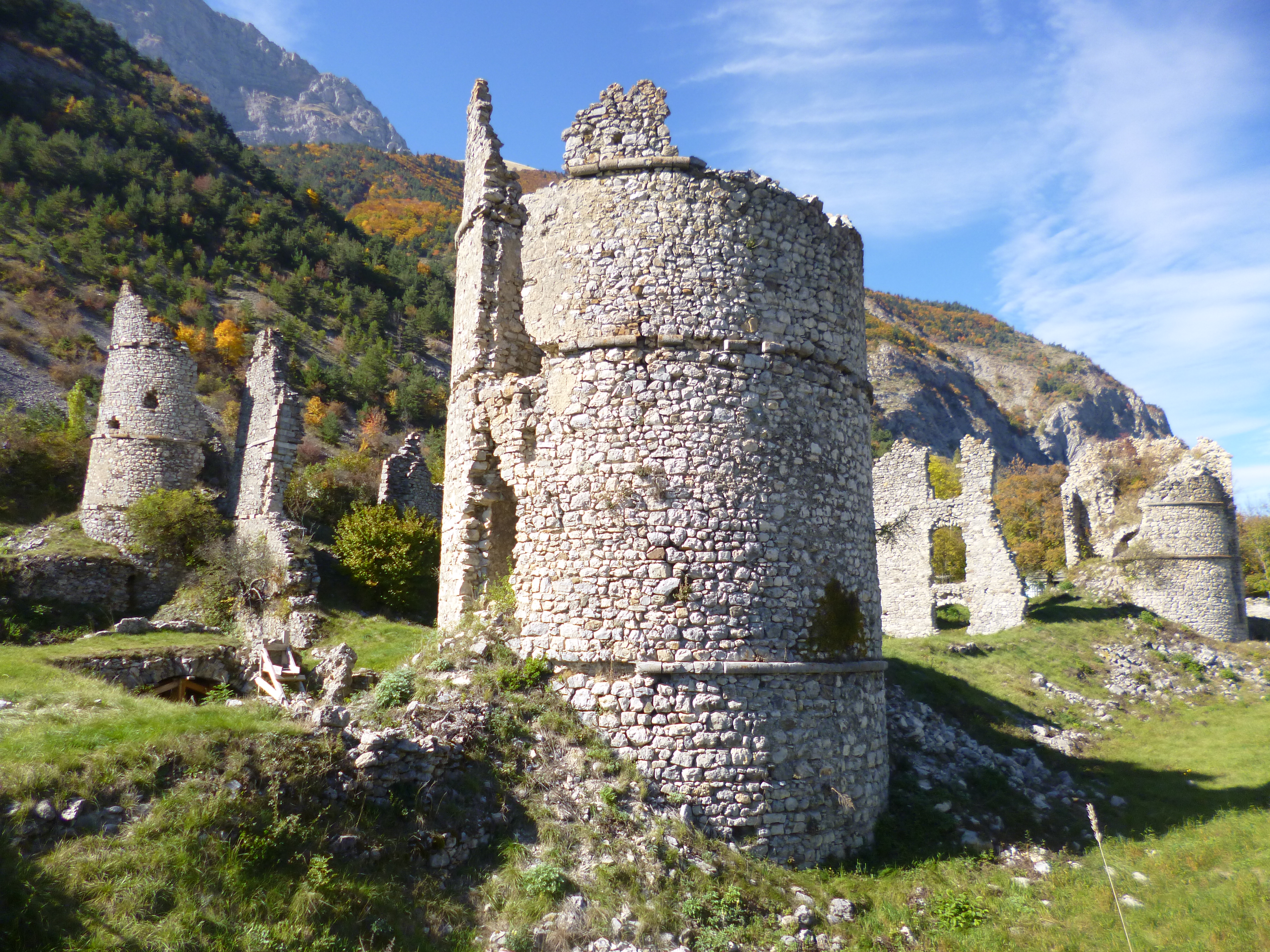
Ruines du château édifié par Lesdiguières au Glaizil dans le Champsaur.

La seconde moitié du XVIe siècle voit le royaume de France marqué par les guerres de Religion entre catholiques et protestants. Celles-ci sont particulièrement meurtrières dans la région car une partie importante de la population du Dauphiné s'est ralliée à la Réforme protestante. Un célèbre réformateur protestant Guillaume Farel (natif des Farreaux près de Gap) prêche avec ferveur dans le Dauphiné et en Suisse, après sa participation à l'embryon de la Réforme française de Meaux. La guerre entre et protestants éclate en 1562. Les protestants du Dauphiné sont menés par un chef de guerre particulièrement brillant, François de Bonne de Lesdiguières, en 1543 au sein d'une famille de petite noblesse du Champsaur. Sur le territoire des Hautes-Alpes, Gap est un fief catholique, alors que le Champsaur a basculé dans le protestantisme. Après diverses escarmouches, Lesdiguières attaque la ville pourtant protégée par 20 tours. Dans la nuit du 3 janvier 1577, François Philibert, dit « Cadet de Charance », lui ouvre la porte Saint-Arey, et lui permet de pénétrer par surprise dans la ville. Pour le compte d'Henri IV, chef des protestants, Lesdiguières reprend Grenoble à la Ligue catholique en 1590,,. Il incendie la cathédrale, pille les couvents et s'édifie une orgueilleuse citadelle sur la colline de Puymaure qui domine tout Gap. Toujours au service du roi Henri IV, il inflige une série de défaites au duc de Savoie, Charles Emmanuel qui s'est allié des ligueurs. Cette victoire permet à la France de récupérer par le traité de Lyon la Bresse et le Bugey. L'édit de Nantes marque un temps la fin du conflit entre protestants et catholiques. La forte position des protestants dans le Dauphiné se traduit par l'octroi d'un nombre important de places de sureté qui garantir la liberté de leur culte. Sur le territoire des Hautes-Alpes les principales villes - Gap, Embrun et Briançon - en font partie. Par ailleurs une réglementation impose que le parlement de Grenoble soit composé d'un nombre identique de magistrats catholiques et protestants.Remarqué par Henri III, Lesdiguières mènera une longue carrière au service des rois de France qui lui vaudront d'être nommé maréchal de France, gouverneur de la province du Dauphiné et à la suite de sa conversion au catholicisme de devenir en 1622 à la fin de sa vie le dernier connétable de France.

### Progrès de l'absolutisme
Dans la première moitié du XVIIe siècle, le pouvoir royal (Richelieu) décide de renforcer son pouvoir au détriment des parlements des régions. Profitant de la mort du gouverneur de la province du Dauphiné Lesdiguières en 1626 et d'un conflit qui oppose le Tiers état à la noblesse et au clergé (Procès des tailles) Richelieu lance une réforme fiscale qui doit mettre fin aux particularismes du Dauphiné et priver le Parlement du Dauphiné de l'essentiel de ses pouvoirs. Dans le cadre de cette réforme, la répartition des impôts échappe désormais au parlement régional (ce qui met fin en partie aux privilèges que s'octroyaient le clergé et la noblesse) et est pris en charge par un représentant du gouvernement royal, l'intendant. Ces représentants royaux sont nommés dans dix villes de la province (les élections). Gap devient le siège d'une de ces élections et sa compétence s'étend aux bailliages d'Embrun et de Briançon. Le Parlement du Dauphiné perd également son rôle de juge suprême. Pour Gap, cela se traduit par la création dans cette ville d'un bureau des finances et d'une juridiction des gabelles. Au XVIIe siècle, Gap profite pleinement de l'expansion de l'administration royale. On y trouve ainsi les services administratifs des haras, de la régie générale, de la marque des cuirs, de l'administration générale des domaines et la maréchaussée.

### Conflits frontaliers

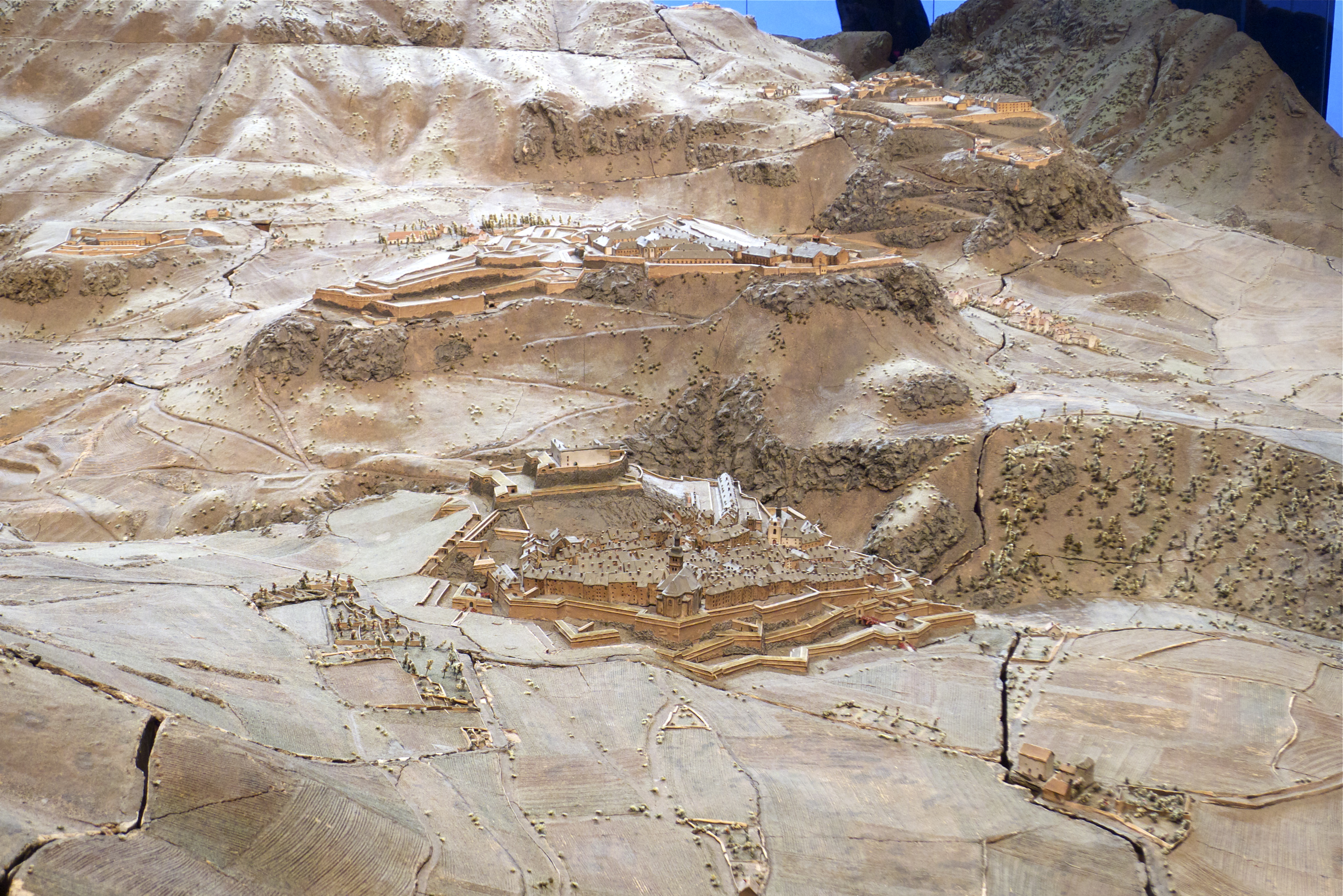
Plan-relief de Briançon, construit de 1733 à 1736 sous la direction de Colliquet et Nicolas de Nézot.

Au XVIIe siècle, le territoire subit des invasions de troupes savoyardes. La fortification de la frontière est alors renforcée. Dans le cadre de la ligue d'Augsbourg, alliance formée contre Louis XIV à la suite de la Révocation de l'édit de Nantes et réunissant les Provinces-Unies, l'Angleterre, la monarchie de Habsbourg, l'Espagne et la Savoie, les troupes savoyardes pénètrent sur le territoire français par la vallée de Barcelonnette et prennent Embrun puis Gap. Les villes et la région sont pillées puis les troupes se retirent. Les dégâts sont considérables. À la suite de cette percée, et une fois le territoire repris par les troupes françaises, la stratégie de défense et les fortifications de la frontière sont renforcées. Vauban (1633-1707) sera alors un acteur majeur dans la création et le renforcement des fortifications sur le territoire, avec notamment le renforcement du site de Briançon (la ville en elle-même et les forts créés autour) et la création de Mont-Dauphin (sites de nos jours inscrits sur la liste du patrimoine mondial de l'UNESCO). Au XVIIIe siècle, les troupes militaires traversent le Haut-Dauphiné lors des Guerres de succession d'Espagne puis d'Autriche. À la suite de la signature du Traité d'Utrecht (1713), la France obtient la vallée de Barcelonnette mais doit céder au duc de Savoie les vallées de la Doire, du Cluson et de la Varaita : le versant italien du Briançonnais ne fait désormais plus partie de la France,.

### Religion

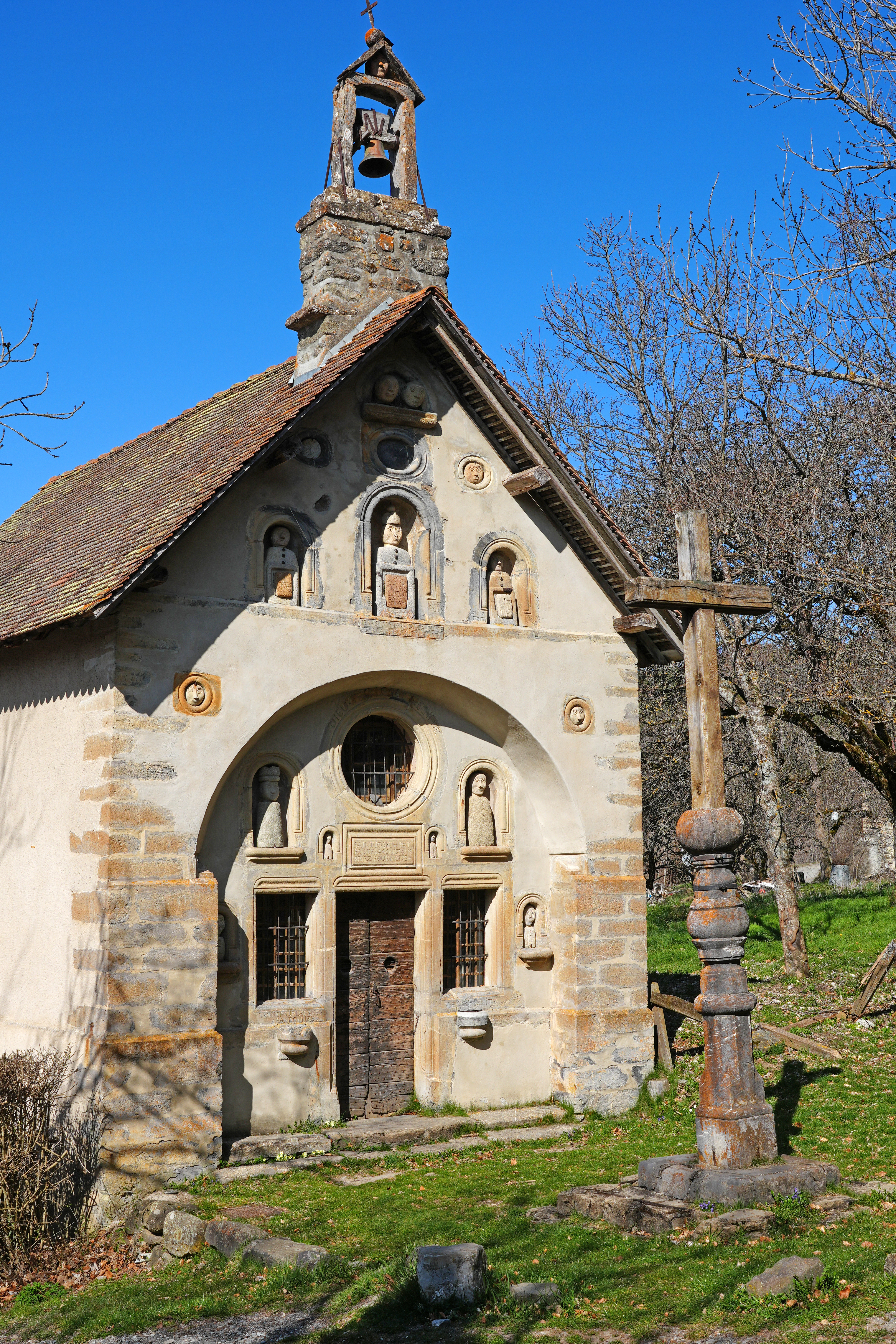
Chapelle des Pétètes à Saint-Bonnet-en-Champsaur datant du XVIII.

De nombreuses églises ruinées durant les guerres de Religion et l'invasion du territoire par les armées de la Savoie en 1692 sont reconstruites mais ces travaux ne seront pas complètement achevés dans le diocèse de Gap à la fin du XVIIIe siècle. Par ailleurs la hiérarchie catholique récupère par procès ou par rachat les biens qui lui avaient été confisqués. La réforme protestante pousse l'Église catholique à réaliser un certain nombre de réformes qui sont formalisées par le concile de Trente de 1563. Ces mesures vont susciter un mouvement de renouveau religieux qui se manifestera dans les Hautes-Alpes surtout au cours de la première moitié du XVIIe siècle. Ainsi pas moins de 7 nouvelles communautés monastiques s'installent durant cette période dans les villes des Hautes-Alpes. Les jésuites fondent un collège à Embrun. Le concile a également prévu la fondation de séminaires pour mieux former les futurs prêtres et éviter qu'ils ne tombent sous l'influence des idées de la réforme protestante : deux séminaires sont créés l'un à Gap l'autre à Embrun. Du côté des protestants, au cours d'un synode national qui se tient à Gap en 1603, il est décidé de fonder l'Académie de Die pour la formation des pasteurs.
L'intolérance religieuse, qui avait un temps été atténuée par l'édit de Nantes, refait surface progressivement. À compter de 1679 les mesures de coercition contre les protestants se multiplient. À Embrun, les protestants qui sont majoritaires dans cette ville, sont exclus du consulat. Les campagnes de catéchisation se multiplient. Les temples sont détruits à Guillestre, Embrun et Gap. Un certain nombre de fonctions sont désormais interdites aux protestants. La révocation de l'Edit de Nantes en octobre 1685, qui supprime l'existence légale des protestants, entraine l'émigration d'une partie des habitants vers l'étranger avec des répercussions significatives sur l'agriculture et l'artisanat : dans l'élection de Gap 744 des 1 200 protestants s'expatrient tandis que dans la recette de Briançon 3 782 des 11 000 réformés quittent le royaume. En 1686 les vaudois, qui s'étaient réfugiés dans les vallées alpines, sont à leur tour pourchassés sur instruction de Louis XIV et vont se réfugiés en Suisse. Les réformés doivent désormais pratiquer leur église de manière clandestine et sont susceptibles d'être envoyés aux galères s'ils sont découverts. Un internat d'endoctrinement des jeunes filles protestantes, qui y sont placées après avoir été arrachées de leur famille, est créé à Gap en 1712. L'intolérance se manifeste au sein même de l'église catholique. En 1711 l'évêque de Senez, qui soutient le courant de pensée janséniste, est condamné et exilé par ses pairs. Les évêques de Gap et d'Embrun jouent un rôle moteur dans cette condamnation. La Compagnie des Jésuites est bannie en 1763 par décision de Louis XV et le collège, qu'ils avaient fondé à Embrun et qui avait formé l'élite des Hautes-Alpes, est fermé.
À la veille de la Révolution, la situation des protestants s'améliore avec l'édit de tolérance de 1787 qui leur permet à nouveau d'exercer leur religion et de posséder un état-civil. Par ailleurs au cours du XVIIIe siècle les ordres monastiques sont en déclin. Ils deviennent souvent impopulaires dans la population du fait du régime de la commende (les bénéficiaires des revenus de l'ordre sont perçus ne résident pas dans la communauté). Les vocations sont de moins en moins nombreuses : certaines congrégations ferment (couvent des Récollets d'Embrun, abbaye de Boscodon), d'autres ne comptent plus que quelques membres.

### Société

Carte de Cassini couvrant le périmètre du département des Hautes-Alpes.

#### Économie

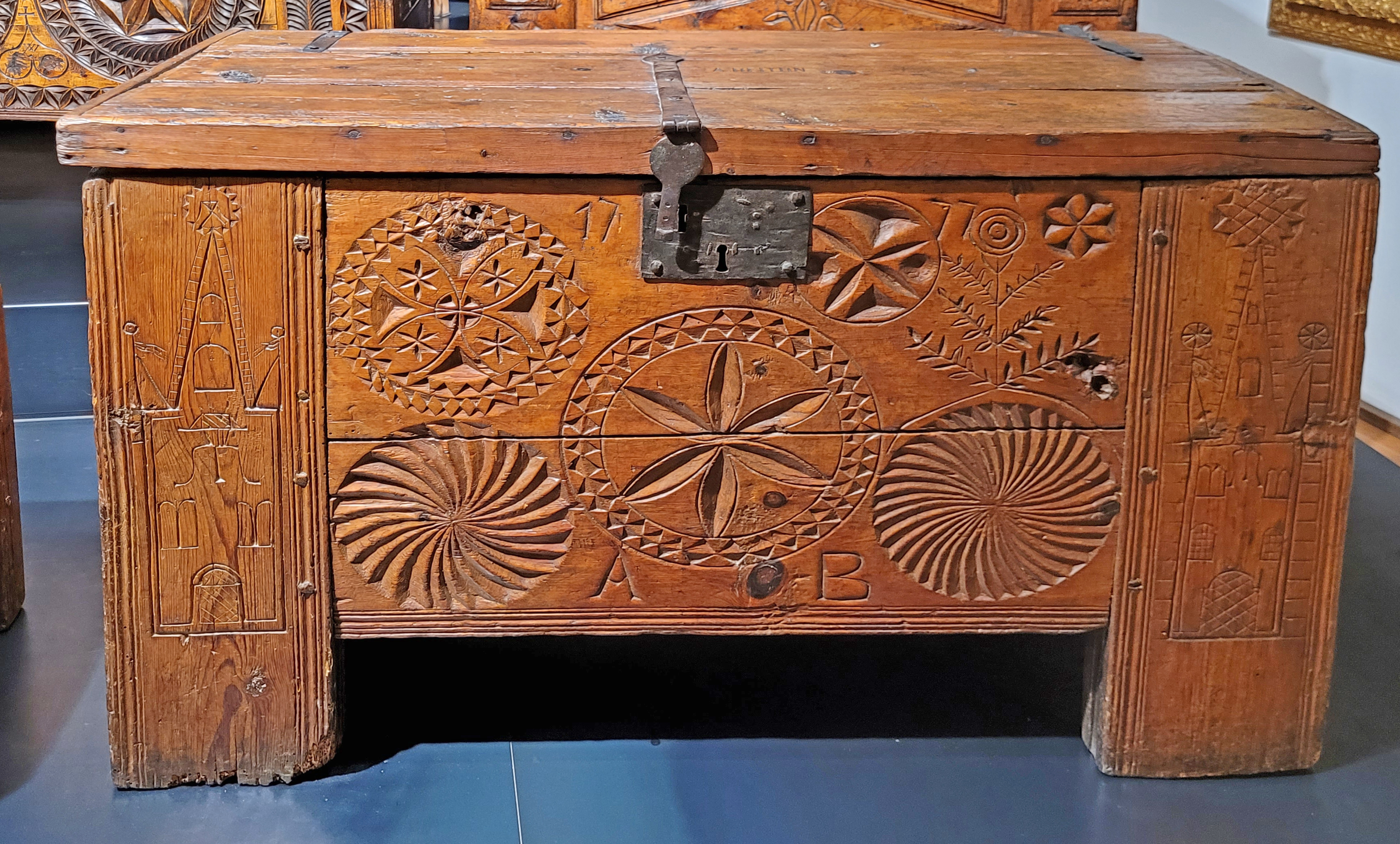
Coffre en mélèze du Queyras fabriqué en 1777.

Contrairement aux régions alpines situées plus au nord qui commencent à connaître un début d'industrialisation, l'économie du territoire des Hautes-Alpes reste dominée durant cette période par l'agriculture et l'élevage. Les paysans pratiquent une polyculture de subsistance où dominent les céréales comme le seigle, le froment, l'avoine et l'orge. La pomme de terre est introduite par les Vaudois dans l'Embrunais au milieu du XVIIIe siècle mais se diffuse plus lentement dans les régions situées plus à l'est. Dans la vallée de la Durance et dans le Gapençais un début de spécialisation dans la culture de la vigne apparait et le vin devient le principal produit agricole commercialisé. L'élevage des ovins est toujours prépondérant mais il est handicapé par les pénuries de fourrage et la cherté du sel. Sous l'impulsion de Caze de la Bove, dernier intendant du Dauphiné avant la Révolution, la Durance et le Buëch sont endigués sur une partie de leur cours ce qui permet de récupérer des terres fertiles qui sont, pour partie, plantés d'arbres fruitiers. Des canaux d'irrigation sont réalisés dans le Champsaur entre 1772 et 1779 sous la direction de François des Herbeys. L'activité manufacturée reste artisanale : on fabrique des chapeaux à Serres, une fonderie cloches et une taillerie de cristaux de roches sont créées à Briançon. De nombreuses mines métallifères font l'objet d'une exploitation mais à un niveau quasi familial.
Au XVIIe siècle les voies de communication se résument à des sentiers difficilement praticables et l'essentiel des transports se fait à dos d'homme et de mulet. Cette situation commence à changer au milieu du XVIIIe siècle. Les intendants mobilisent le trésor royal pour la création de véritables routes sur les principaux axes (leur entretien restera à la charge des communautés). La route royale de Marseille à Tallard est achevée en 1763 mais à cette date seul un mauvais chemin passant par Châteauvieux permet de poursuivre jusqu'à Gap. Ce n'est qu'en 1789 que cette route est prolongée jusqu'à Briançon en desservant les villes intermédiaires situées dans la vallée de la Durance (Gap, Embrun). La route royale de Gap à Grenoble par le col Bayard est également achevée en 1789. En revanche, les routes permettant de rejoindre Valence via le col de Cabre et celle menant à Grenoble via le col de Lus-la-Croix-Haute restent inachevées à cette date et ces trajets restent inaccessibles pour les charrettes. Le flottage sur la Durance et le Buëch joue un rôle important pour le transport du bois vers des destinations situées en aval sur le cours de la Durance. La poste royale assure l'acheminement des courriers et des marchandises à périodicité régulière : en 1789 le courrier arrive trois fois par semaine à Gap, Embrun et Sisteron et les marchandises transportées à dos de mulet une fois par semaine à Gap. Le courrier circule entre Grenoble et le Piémont (en Italie) en passant par les cols du Lautaret et de Montgenèvre via quinze relais intermédiaires desservis par des piétons.
À la fin du XVIIIe siècle les foires sont devenues extrêmement nombreuses : 44 communautés sur le territoire des Hautes-Alpes ont une ou plusieurs foires. Celles-ci se tiennent principalement en juin et septembre. La zone d'influence de la plupart de ces foires ne dépasse pas un rayon d'une vingtaine de kilomètres. Les plus importantes sont celles de Gap qui attirent des vendeurs et des acheteurs venus de tout le Dauphiné, de la Provence et du Piémont. Classées en fonction du montant des transactions Gap vient en tête (561 931 livres en 1787), suivie par Veynes (256 920 livres), Saint-Bonnet (116 207 livres) et Briançon (88 290 livres). Cette dernière, qui était la place de commerce la plus importante au Moyen Âge, ne joue plus qu'un rôle secondaire pour de multiples raisons : cession en 1713 du territoire situé sur le versant italien au roi de Sardaigne qui a orienté les flux vers le col du Mont-Cenis desservant la Savoie qui fait partie de son territoire, impact de l'émigration massive des protestants, etc. La route commerçante qui passait par le Montgenèvre est désormais devenue une impasse. La fiscalité royale qui a beaucoup augmenté au cours des XVIIe et XVIIIe siècles frappe lourdement les campagnes.

#### Une population en augmentation
Malgré plusieurs événements ayant eu un impact important sur la démographie du département - mauvaises récoltes, passages de troupes militaires, peste de 1632 (la moitié de la population de Gap et les deux tiers de certaines parties du Briançonnais périssent), émigration des protestants consécutive à la révocation de l'édit de Nantes, invasion de 1692 par les armées de la Savoie - la population connait une croissance notable entre la fin du XVIe siècle et la veille de Révolution française (1789). La population des villes croit ainsi de manière sensible : Briançon comme Embrun passent de 2 000 à 3 000 habitants, Gap atteint 4 000 habitants au XVIIe siècle et 7 000 au XVIIIe siècle mais l'écart se creuse avec Grenoble qui comptait 2 000 habitants au début de la période, et qui en compte 23 000 au XVIIIe siècle du fait d'une industrialisation croissante. Toutefois la dépopulation des campagnes du sud du Gapençais et de la vallée de la Durance s'amorce durant cette période. Une émigration de la campagne vers les villes des régions voisines, souvent saisonnière, se met en place. Les haut-alpins qui quittent le département exercent différents métiers : les briançonnais et les habitants du Queyras sont souvent instituteurs, d'autres sont colporteurs, peigneurs de chanvre, etc. Une émigration définitive commence à cette époque vers Paris ou l'Italie.

#### Enseignement
L'enseignement primaire est entièrement à la charge des communautés qui engagent des instituteurs par contrat. Ceux-ci proviennent souvent des vallées briançonnaises. À côté des écoles catholiques, il existe des églises protestantes. L'enseignement porte principalement sur l'apprentissage de la lecture, de l'écriture et sur quelques notions de calcul et de grammaire. Il comprend systématiquement des cours d'instruction religieuse qui sont placés sous le contrôle des prêtres pour les écoles catholiques et les pasteurs pour les écoles protestantes. Jusqu'à la fin du XVIIIe siècle les écoles sont généralement réservées aux garçons. Il n'existe que quelques écoles de filles à Gap, Tallard et Aspres-sur-Buëch qui sont toutes tenues par des religieuses. On y apprend à lire, écrire, compter ainsi que les principes de la religion.
L'équivalent de l'enseignement secondaire est dispensé par les couvents. Le centre d'instruction le plus important est le collège des jésuites d'Embrun qui compte jusqu'à 400 élèves (mais ce chiffre tombe à 250 dans la deuxième moitié du XVIIIe siècle) et le collège est fermé à cette époque. L'enseignement y est gratuit mais il est fréquenté en majorité par les enfants de la noblesse et de la bourgeoisie. Les personnalités les plus marquantes de cette époque sortiront en majorité de ce collège. Deux grands séminaires situés à Gap et Embrun forme le futur clergé catholique.

## Révolution et Premier Empire (1789-1815)

### Contexte dans le Dauphiné
À la veille de la Révolution française, l'habitant du Dauphiné est loin d'être libre. Il est exploité par des seigneurs laïques ou ecclésiastiques (à Gap l'évêque de Gap). Dans les villes il dispose d'un peu plus d'autonomie. Les idées des Lumières n'y sont pas inconnues mais l'influence de l'église reste importante. Profitant de la crise financière qui frappe le régime dans les années 1780, les États de Dauphiné, comme ceux des autres provinces, tentent d'affirmer leurs droits : à l'issue de trois réunions, dont la dernière se tient à Romans le 31 décembre 1788, les représentants des trois ordres (noblesse, clergé, tiers état) définissent une ligne politique commune. Devançant la procédure de rédaction des cahiers de doléances (modalités définies par le pouvoir royal le 28 janvier 1989), l'assemblée produit un document qui exige la rédaction d'une constitution pour le royaume, la consultation des trois ordres réunis et le vote par tête au lieu du vote par ordre. Durant le printemps 1789, le sud de la France connait une pénurie partielle de blé. L'évêque de Gap, François-Henri de La Broüe de Vareilles, choisit ce moment pour rétablir une taxe (le droit de cosse) sur le commerce des grains arguant ses charges. Cet acte déclenche un mouvement de protestation populaire qui prend la forme le 22 mars d'un caillassage du domicile de l'évêque et de la procession devant la cathédrale. Après avoir maintenu ses exigences, l'évêque finit par renoncer à l'application de la taxe deux semaines plus tard.

### États généraux de 1789 et assemblée nationale constituante
Les États généraux de 1789, qui après le serment du Jeu de paume se transforment en Assemblée nationale constituante chargée de définir la nouvelle constitution, ne comportent aucun représentant des Hautes-Alpes stricto sensu mais il y siège l'abbé Rolland natif de Gap et vicaire à La Motte-du-Caire (Alpes-de-Haute-Provence) qui va défendre les intérêts de la ville lors des délibérations de l'Assemblée constituante et qui militera pour la création d'un département centré sur Gap. Le premier projet prévoyait de créer trois départements dont les chefs-lieux auraient été Grenoble (Grésivaudan et haute vallée de la Durance), Vienne (Bas Dauphiné) et Montélimar. Par ailleurs, Paul-Esprit Delafont, fils du subdélégué de Gap, va assister et témoigner des événements parisiens de la Révolution.
L'assemblée va en quelques mois mettre fin à la féodalité à travers la Déclaration des droits de l'homme et du citoyen et la rédaction d'une constitution qui limite le pouvoir du roi, organise la séparation des pouvoirs et met fin à l'exclusion du peuple dans le processus des décisions politiques. En dehors de cette œuvre constitutionnelle l'assemblée remet complètement à plat l'organisation du pays : uniformisation et centralisation d'une administration structurée autour de 83 départements (suppression des provinces), réforme du système judiciaire, égalité de tous devant l’impôt, suppression des péages intérieurs, libéralisme économique.
Sur le plan religieux, toutes les lois restreignant les droits des juifs et des protestants sont supprimées. La dime (impôt religieux) est supprimée. La constitution civile du clergé votée en juillet 1790 a un impact important dans les Hautes-Alpes. Un unique évêché dont le siège est situé à Embrun remplace les deux existants (Gap et Embrun) ce qui rencontre l'opposition des deux titulaires qui refusent par ailleurs de prêter serment de fidélité à la Constitution civile. Ignace de Cazeneuve, ancien chanoine et maire de Gap, est élu évêque par les citoyens tandis que les deux titulaires émigrent tout en restant en relation avec le clergé du département. Les biens du clergé sont confisqués et vendus au profit des communautés mais également des particuliers (surtout des bourgeois et des paysans aisés).

### La Révolution dans la tourmente
Les élections de la première assemblée nationale législative, qui ont lieu en aout/septembre 1791, envoient Claude-Simon Amat, notaire à Ribiers, Guillaume Ferrus maire de Briançon, Joseph Dongois magistrat du district d'Embrun, Jean Labastie président du tribunal criminel et Pierre Faure-Lacombe chirurgien et administrateur du département. Les récoltes de 1792 ont été insuffisantes dans les Hautes-Alpes et la Convention votera un secours de 500 000 livres en 1793 pour faire face à un début de famine. En avril 1792 l'Assemblée décide à la quasi-unanimité de déclarer la guerre à l'Autriche-Hongrie. Le Piémont entre dans le conflit. De ce fait les Hautes-Alpes se trouvent sur la ligne de front et les garnisons situées non loin de la frontière (Tournoux, Mont-Dauphin, Briançon) sont renforcées. La journée du 10 août 1792 met fin à la monarchie constitutionnelle avec la suspension de Louis XVI et une nouvelle assemblée constituante (la Convention nationale) est convoquée. Les élections dans les Hautes-Alpes désignent Pierre Barrety notaire à Serres, Hyacinthe Borel industriel de la Salle, Ignace de Cazeneuve, Jean Serres de la Roche-des-Arnauds chirurgien et agronome et J.F. Izoard avocat à Embrun. Les cinq députés des Hautes-Alpes vont siéger dans la Plaine (au centre) et aucun ne vote la mort du roi. La Terreur n'entraine aucune exécution dans les Hautes-Alpes mais 18 personnes natives du département sont exécutées lors de la répression contre la ville de Lyon de 1794. Durant cette période, les villages rappelant l'Ancien Régime sont rebaptisés : Châteauroux devient Montroux, Mont-Dauphin est transformé en Mont-Lyon, Saint-Bonnet est rebaptisé Bonnet-Libre, etc. La réaction thermidorienne qui succède à la Terreur n'a pas non plus d'impact important dans le département.

### Découpage et évolution des structures administratives

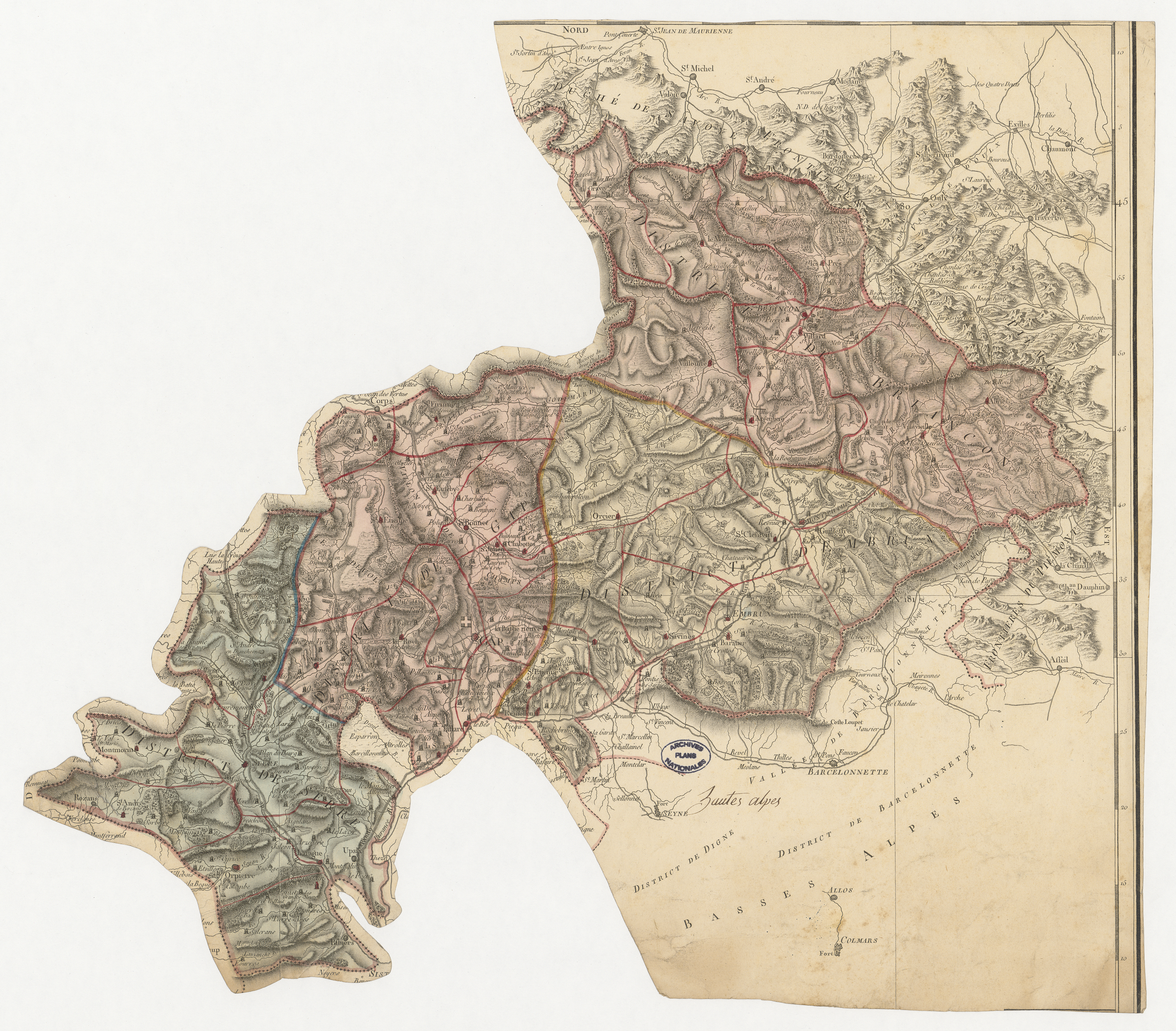
Carte du département réalisée en 1790-1793.

La réforme administrative qui accompagne à l'initiative de l'abbé Sieyès la Révolution française permet à Gap d'assoir son rôle de centre administratif. Sous l'Ancien Régime, sur le plan administratif, Gap est le siège d'une subdélégation au même titre que Briançon, Queyras et Embrun. Toutes dépendent de la délégation dont le siège est à Grenoble. L'administration fiscale (élection) de ce qui va devenir le futur département des Hautes-Alpes est déjà à Gap (à quelques paroisses près). Sur le plan judiciaire, le territoire du futur département est réparti entre trois bailliages dont les sièges sont à Briançon, Embrun et Gap mais certaines communes relèvent d'autres bailliages. Enfin sur le plan religieux, le territoire est partagé entre l'archidiocèse d'Embrun et le diocèse de Gap qui lui dépend d'un autre archidiocèse. La Révolution française va unifier tous ces découpages administratifs. En 1790, la province du Dauphiné est scindée en trois départements : la Drôme, l'Isère et les Hautes-Alpes. Gap, après de vifs débats qui opposent ses représentants à ceux d'Embrun, est choisie comme préfecture et devient doc l'unique siège de l'administration du territoire. Le découpage en communes qui dans une partie de la France reprend le découpage en paroisses, est plus complexe dans le Dauphiné où coexistent deux notions : la paroisse qui est une subdivision uniquement religieuse et la communauté entité administrative utilisée dans le domaine de la justice, de la finance et du militaire. Or 22 communautés regroupent chacune deux à trois communes et sept paroisses regroupent deux à six communautés. Le découpage final se traduit par la création de 181 communes, 38 cantons et 4 districts.
Le département des Hautes-Alpes est constitué de la partie sud-est du Dauphiné et du nord de la Provence. Il porte le nom de Hautes-Alpes car, en 1790, les plus hauts sommets de France s'y trouvent, dans le massif des Écrins. L'annexion ultérieure de la Savoie lui fera perdre cette première place, mais le nom ne sera pas pour autant modifié. À la création du département, les communes de La Grave et de Villar-d'Arêne (Haute-Romanche, géographiquement tournée vers Grenoble) réclamèrent leur rattachement aux Hautes-Alpes parce qu'elles espéraient bénéficier ainsi du statut avantageux des Escartons du Briançonnais. Initialement le chef-lieu du département est Chorges mais il est transféré à Gap en 1790.
Le découpage administratif mis en place durant la Révolution française évoluera peu par la suite. Les arrondissements sont créés en 1800 en même temps qu'un redécoupage des cantons. En 1926 l'arrondissement d'Embrun est supprimé. En 1811 le canton de Barcillonnette est détaché des Basses-Alpes pour être rattaché aux Hautes-Alpes. À la suite de défaite de l'Italie durant la Seconde Guerre mondiale le traité de Paris de 1947 rectifie la frontière franco-italienne : le mont Thabor (Vallée Étroite) et le mont Chaberton (Montgenèvre sont rattachés à la France. Le nombre de communes qui était de 186 à la création du département est de 162 à la fin du XXe siècle.

### Guerres de la Révolution et de l'Empire (1792-1815)
De 1791 à 1793, les quatre districts (Briançon, Embrun, Gap et Serres) du département des Hautes-Alpes fournissent six bataillons de volontaires nationaux, pour lutter contre une coalition de pays voisins qui menace la France. Le 1er bataillon de volontaires des Hautes-Alpes est principalement affecté à l'armée des Pyrénées-Orientales et participe à la guerre du Roussillon.
Contrairement à la situation dans le nord-est du pays, à la frontière avec le Piémont les affrontements sont limités : escarmouches en 1793 au col de Larche, prise du fort de Mirabouc par les troupes françaises en 1794. Les victoires en 1796 et 1797 de l'Armée d'Italie dirigées par le jeune général Napoléon Bonaparte éloignent la zone de combat des Hautes-Alpes. Alors que la guerre de la deuxième coalition, qui commence en 1798, réactive le front italien, le pape Pie VI qui n'a pas voulu renoncer à son pouvoir temporel, est fait prisonnier et prend la route de l'exil en France en passant par Montgenèvre, Embrun, Gap et le Champsaur entre avril et juin 1796. Au cours de l'année 1799 le général russe Souvorov remporte plusieurs victoires sur les troupes françaises qui doivent se replier en passant par le col du Montgenèvre. Face à cette menace une levée de 1 000 hommes est ordonnée dans le département et des troupes sont concentrées à Montgenèvre mais finalement Souvarov se tourne vers Gênes. En aout le général Championnet concentre des troupes dans la haute vallée de la Durance et l'Ubaye puis passe à l'offensive sur le versant italien mais en novembre il est repoussé dans les Hautes-Alpes par les troupes du général autrichien Mélas.

### Prise de pouvoir de Napoléon (1799)

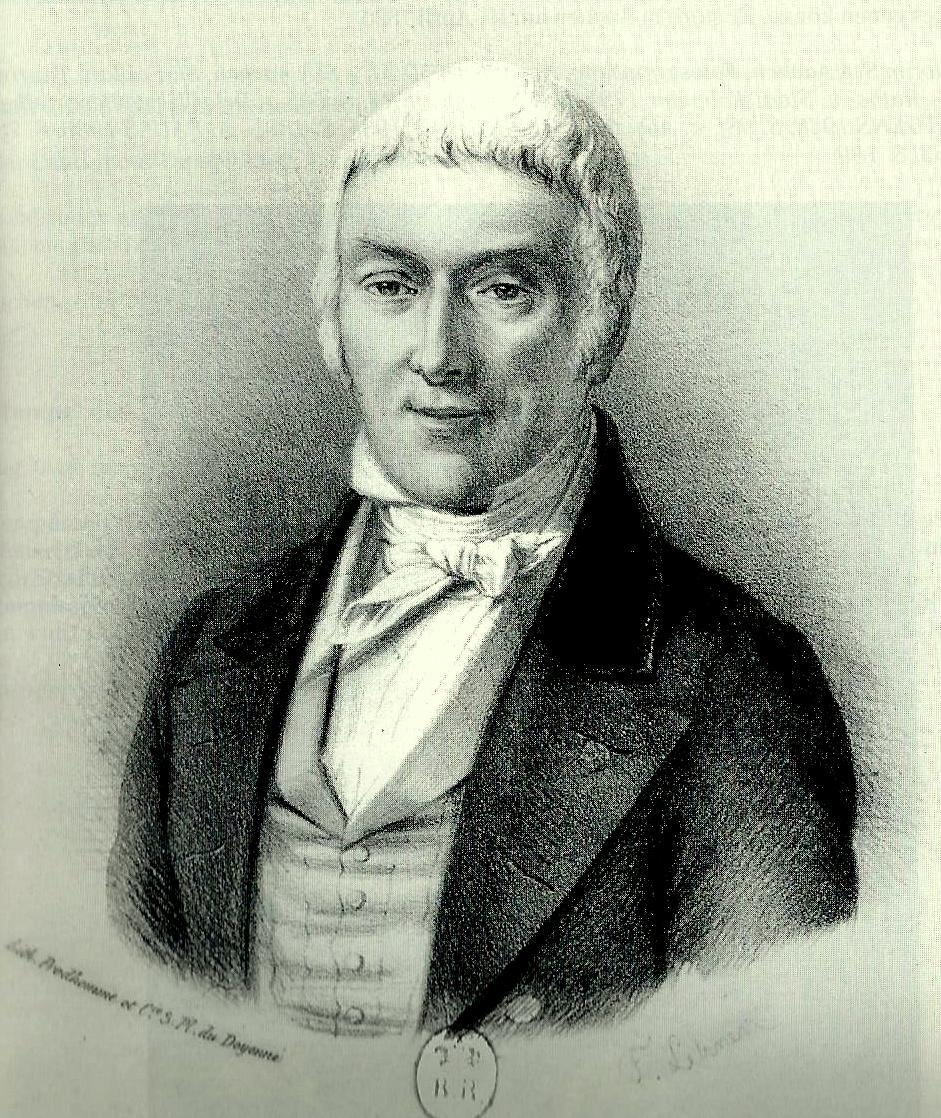
Lithographie représentant Ladoucette.

Bonaparte prend le pouvoir en 1799 par le coup d'État du 18 Brumaire. Une nouvelle constitution est mise en place. Elle revient largement sur les acquis de la constitution de l'An III notamment en supprimant les élections directes des membres du corps législatif. Désormais les électeurs définissent des listes de notables à partir desquelles le Sénat, dont les membres sont désignés par Napoléon, forme le corps législatif. La constitution prévoit également la mise en place à la tête de chaque département d'un préfet. Bonnaire, qui est nommé à ce poste dans les Hautes-Alpes trouve une situation matérielle et financière désastreuse car le département a dû entretenir durant huit mois les débris de l'armée d'Italie. En 1802 il est remplacé par Charles-François Ladoucette qui occupera ce poste jusqu'en 1809. Le concordat de 1801 signé entre le Saint-Siège et le Premier Consul atténue en partie les dispositions prises durant la période révolutionnaire vis à vis de la hiérarchie catholique. Selon les termes de cet accord, tous les évêques qu'ils soient réfractaires ou constitutionnels (ayant prêté serment à la Constitution républicaine) doivent quitter leur poste. Les anciens prêtres qui ont prêté serment sont réintégrés dans l’Église. Dans les Hautes-Alpes cette dernière disposition n'est pas acceptée par certains et une petite secte religieuse, en rupture avec l’Église romains, se constitue (ses membres reçoivent le surnom de « patarons »).

### L'œuvre du préfet Ladoucette (1802-1809)

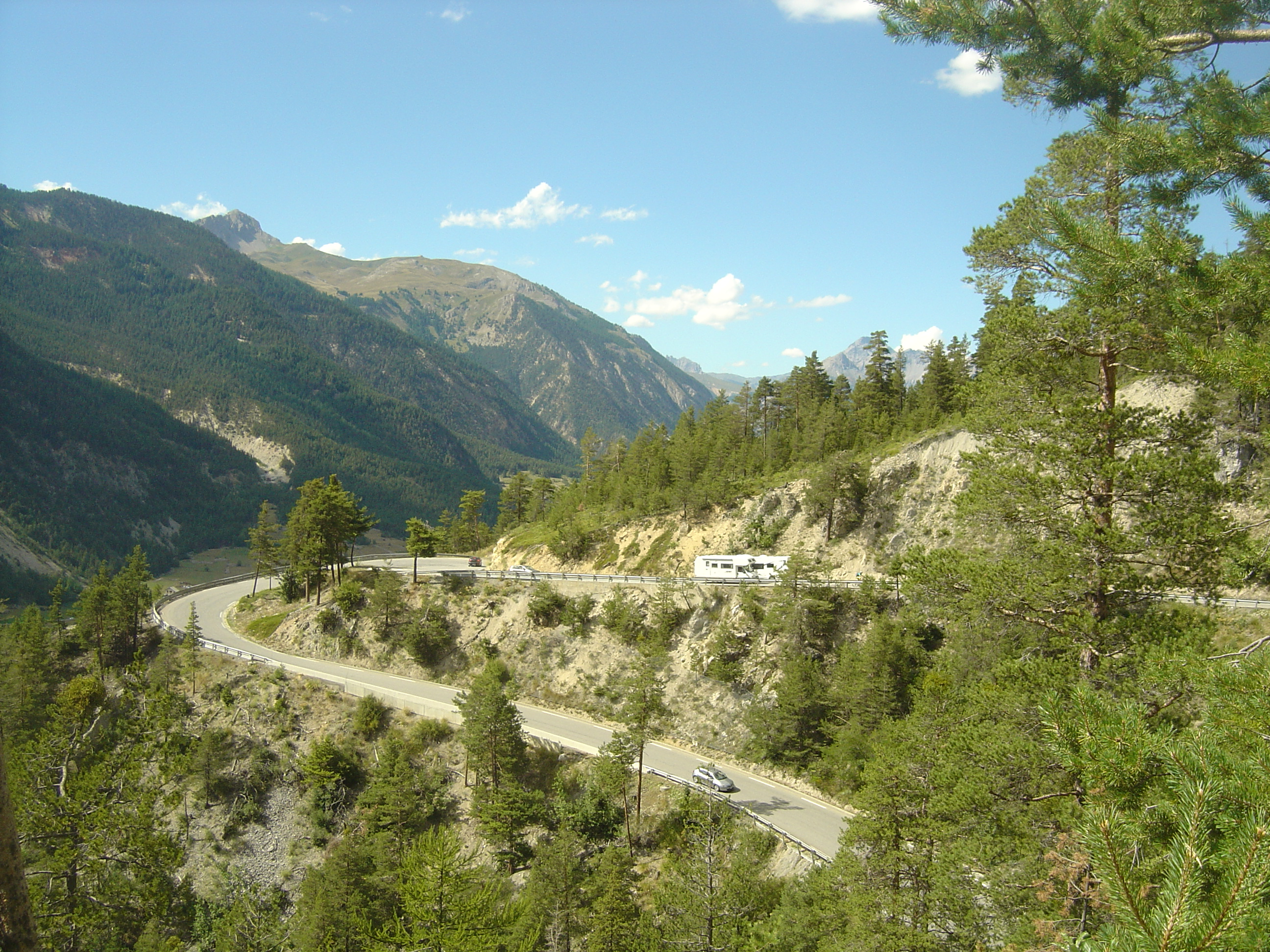
Lacets de la route menant au col de Montgenèvre.

En tant que préfet des Hautes-Alpes, Ladoucette qui, selon son secrétaire général Faraud a un caractère volontaire secondé par une imagination ardente, va marquer l'histoire du département. Il finance la création de la route du Mont-Genèvre (avançant même 25 000 francs de sa fortune personnelle pour accélérer ces travaux) mais surtout tente de développer l'agriculture et fait reboiser le territoire. Il essaie d'améliorer le cheptel local en introduisant des races de vaches suisses et des moutons mérinos espagnols. Il encourage le développement de la pomme de terre et de la sériciculture dans la région de Serres. Il tente de ranimer l'économie d'Embrun qui périclite depuis que cette ville n'est plus le siège d'un archevêché en transformant les bâtiments de l'ancien collège des jésuites en prison dont les détenus confectionnent des draps. Il réorganise le fonctionnement des postes. Il fonde en 1802 la Société d'émulation des Hautes-Alpes (devenue la Société d'études des Hautes-Alpes) et le musée de Gap. Ladoucette dirige un ouvrage, l'Histoire des Hautes-Alpes, très détaillé et dans lequel sont, entre autres informations, décrits des exemples du parler haut-alpin. Il encourage également plusieurs fouilles archéologiques : il offre certains objets exhumés sur le site de La Bâtie-Montsaléon à l'impératrice Joséphine (première épouse de l’empereur Napoléon Ier, de 1796 à 1809), qu'il courtisait. Malheureusement, nombre de ces objets offerts ont aujourd'hui disparu,.

### Fin de l'Empire (1815)
Plusieurs natifs des Hautes-Alpes s'illustrent durant les guerres napoléoniennes comme le colonel du génie d'Abon ainsi que les généraux Albert natif de Guillestre et Rostollant originaire de Névache. Durant le bref retour de Napoléon au pouvoir en 1815 (épisode des Cent-Jours), l'empereur parti de Cannes remonte vers le Nord avec une troupe de 1 500 hommes en traversant les Alpes. Il reçoit un accueil triomphal dans les Hautes-Alpes et passe la nuit du 5 au 6 juin à l'auberge Marchand rue de France à Gap. Il poursuit ensuite sa route (qui sera baptisée route Napoléon par la suite) vers Grenoble en passant par le Champsaur. Gap est brièvement repris par les royalistes avant que des troupes fidèles à Napoléon les chassent de la ville sans combat sous la direction du général Chabert. Mais le 18 juillet la défaite de Waterloo scelle de destin de l'Empire. Début juillet des troupes piémontaises franchissent la frontière et occupent les vallées de la Guisane et celle de Névache. À compter de fin juillet les armées autrichiennes occupent la Savoie, le Grésivaudan puis remontent la vallée de la Durance depuis Gap jusqu'à Briançon. Les officiers commandant les troupes françaises refusent de livrer les places fortes de Mont-Dauphin et de Briançon qui resteront en situation de blocus jusqu'au départ des occupants en novembre 1815. Les finances du département sont lourdement impactées par le cout de l'entretien des 6 000 hommes des forces d'occupation et l'indemnité réclamée par le gouverneur autrichien. La récolte agricole de 1816 est très insuffisante, et ne suffit à nourrir le département que pendant six mois,.

## De la Restauration à la fin du Seconde Empire (1815-1870)
Dans les Hautes-Alpes la période de cinquante-cinq ans qui s'écoule entre la chute de l'Empire de Napoléon (1815) et celle de Napoléon III (1870) est sur le plan politique très peu agitée contrairement au reste de la France. Des progrès notables sont enregistrés dans le département dans les domaines de l'agriculture et de l'instruction.

### Vie politique

#### Restauration (1815-1830)
La Restauration (1814-1830) instaure une monarchie limitée. Le haut-alpin Eugène François d'Arnauld natif de Vitrolles va jouer un rôle notable dans le nouveau régime. Il occupe la fonction de ministre d’État, d'ambassadeur à Florence et est nommé pair de France en 1830. Il est le cofondateur avec Chateaubriand du journal Le Conservateur. Le fonctionnement du nouveau régime est codifié dans une nouvelle constitution qui conserve certains acquis de la Révolution (liberté de la presse, liberté d'expression, liberté religieuse) mais redonne au roi Louis XVIII un rôle primordial (pouvoir exécutif, seul proposant des lois, nomination des juges). Les structures administratives mises en place par la Révolution et l'Empire sont conservées. Le pouvoir législatif repose sur deux chambres : la chambre des pairs composée de nobles nommés par le roi à vie et héréditairement et la chambre des députés élus par suffrage censitaire. Les électeurs de cette dernière sont les citoyens payant plus de 300 francs d’impôt direct tandis que les candidats doivent payer plus de 1 000 francs. Dans les Hautes-Alpes le suffrage censitaire limite le corps électoral à 109 personnes. Au cours des différentes élections les deux députés haut-alpins élus seront systématiquement des royalistes. Dans le département la Restauration ne suscite pas d'opposition.

#### Monarchie de Juillet (1830-1848)
Le gouvernement, qui est dirigé depuis 1824 par Charles X (successeur de Louis XVIII), prend un virage à droite alors que les libéraux deviennent majoritaires à la chambre des députés à la suite des élections de 1827. La nomination du prince de Polignac en tant que premier ministre soulève les protestations unanimes de la presse et des députés auxquelles Charles X répond en prononçant la dissolution de l'assemblée. Les nouvelles élections donnent une majorité encore plus forte aux libéraux. Charles X dissout la nouvelle assemblée, modifie la loi électorale dans un sens plus favorable et suspend la liberté de la presse. Ces décisions déclenchent le soulèvement de la population parisienne (les trois glorieuses) qui parvient à mettre en échec les troupes déployées dans la capitale. Charles X doit renoncer au pouvoir au profit de Louis-Philippe Ier. La monarchie de Juillet (1830-1848) met en place un régime de monarchie constitutionnelle tandis que le drapeau tricolore remplace le drapeau blanc de la monarchie absolue.
Ces troubles n'atteignent par les Hautes-Alpes. À la suite du changement de gouvernement les gardes suisses qui occupaient les forts sont licenciés et remplacés par le 57ème régiment d'infanterie. La loi de 1831 qui abaisse le montant du cens de 1 000 à 200 francs fait passer le nombre d'électeurs de 109 à 350 (1830) puis à 450 (1848) répartis entre deux collèges électoraux (Gap et Embrun) qui élisent chacun un député. Faure, avocat à Gap, et Allier, ancien trésorier du roi de Rome, qui sont élus en 1831, sont reconduits aux élections de 1834. Ce sont tous deux des libéraux. Ils sont remplacés aux élections de 1837 par le comte de Hauterive et Jacques Ardoin, banquier à Paris mais natif d'Embrun. De Hauterive est réélu en 1839 et 1842 tandis que le poste d'Embrun est occupé par Antoine Allier (fils du précédent député), ancien militaire qui siègera à l'extrême gauche de l'Assemblée. En 1846-1847 dans les Hautes-Alpes comme dans le reste de la France, les récoltes sont mauvaises et la disette sévit. Un emprunt est organisé par la bourgeoisie de Gap pour permettre l'achat de blé à Marseille qui est vendu à crédit aux nécessiteux.

#### Deuxième République (1848-1852)
À la suite de l'abdication en 1848 de Louis-Philippe chassé du pouvoir par un soulèvement des classes populaires parisiennes fortement touchées par une crise économique et sociale, la Deuxième République (1848-1852) est proclamée. Dans le département cette chute du régime s'accompagne au cours du mois suivant de quelques manifestations dirigées contre les municipalités en place. Dans l'arrondissement d'Embrun les protestataires s'en prennent aux gardes-forestiers. À Gap le journal La Vedette est fondé remplacé en 1849 par le Courrier des Alpes. Comme dans le reste de la France, au cours des mois qui suivent l'institution de la Deuxième république, des manifestations populaires se multiplient : banquets patriotiques, plantations d'arbres de la liberté. Les élections qui sont organisées le 29 avril et qui sont désormais au suffrage universel (mais limité aux hommes) désignent Antoine Allier, Paul Faure anciens élus ainsi que Calixte Laforgue-Bellegarde. Pour les élections du président de la République au suffrage universel qui ont lieu en décembre 1848, les électeurs des Hautes-Alpes donnent une très large majorité des voix exprimées (l'abstention atteint 38 %) à Louis-Napoléon (futur Napoléon III) qui devance Cavaignac. Aux élections législatives de 1849, Faure et Allier sont réélus. Laforgue-Bellegarde est battu par Cyprien Chaix avocat papegais de 28 ans qui siégera à l'extrême gauche. Au cours de l'année 1850 quelques manifestations ont lieu à Briançon, Serre et Saint-Bonnet où le bonnet rouge (symbole de socialisme alors que le gouvernement prend une tournure de plus en plus conservatrice) est arboré. Celui-ci ainsi que tout symbole de cette couleur est interdit par arrêté de la préfecture.

#### Second Empire (1852-1871)
S'appuyant sur sa popularité aussi bien auprès des républicains que des conservateurs, Louis-Napoléon Bonaparte, qui selon la constitution n'est par rééligible, effectue un coup d'état le 2 décembre 1851 et fait réduire au silence par l'armée les oppositions à sa prise de pouvoir. Dans les Hautes-Alpes 126 personnes sont condamnées dont 19 sont déportées en Algérie (27 000 personnes arrêtées sur l'ensemble de la France et quelques centaines tuées). Le plébiscite qui suit et qui est destiné à valider le coup d'État recueille dans le département 24 604 votes favorables contre 1 655 votes défavorables. Une nouvelle constitution est rédigée. Celle-ci rétablit le suffrage universel, restaure un sénat composé de membres nommés par Napoléon à vie et contrôlant les lois votées et limite la liberté de la presse. L'assemblée ne peut, ni proposer, ni amender les lois. Le mandat du président de la République a désormais une durée de 10 ans. Pour les élections législatives les autorités soutiennent un candidat officiel. Dans les Hautes-Alpes pour les élections de 1852 c'est Pascal Faure qui sera réélu en 1857. Le sénatus-consulte de novembre 1852 qui établit le Second Empire est approuvé dans le département par 98 % des votants. En 1859 le préfet des Hautes-Alpes signale dans un rapport que la situation politique et l'esprit public dans son ressort sont satisfaisants. En mai de la même année les troupes qui se rendent en Italie pour affronter l'Autriche au titre de son alliance avec l'Italie du nord, sont acclamées par les habitants. Les élections législatives de 1863 et de 1869 désignent respectivement comme député Maurice Désiré Garnier et Clément Duvernois un journaliste parachuté par le régime dans le département. Lors du plébiscite du 8 mai 1870 Napoléon obtient de nouveau une forte majorité dans le département.

### Évolution de la société

#### Démographie
Les recensements deviennent réguliers au XIXe siècle et permettent de suivre de manière précise l'évolution démographique du département. En 1806 les Hautes-Alpes comptent 122 605 habitants. Le point haut est atteint en 1846 avec une population de 133 100 habitants puis celle-ci décroit passant à 118 989 habitants en 1871. Cette décroissance va se poursuivre jusqu'au siècle suivant. Entre 1846 et 1871 quelques centres urbains voient leur population croitre - Gap, Serres et Laragne - mais Briançon et surtout Embrun qui passe de 4 453 à 3 751 habitants se dépeuplent. Cette décroissance frappe de manière plus importante encore les zones rurales dont la dépopulation avait déjà commencé dans le Gapençais au siècle précédent. L'émigration saisonnière est significative mais tend à décroitre : durant le premier Empire on recensait 4 300 émigrants temporaires dont 705 instituteurs et 1 128 colporteurs et porte-balles. Certains rapports semblent indiquer que l'émigration définitive vers les grands centres urbains commence à peser dans le dépeuplement des campagnes. Trois vagues d'épidémie de choléra entre 1831 et 1854 font des dizaines de victimes dans certains centres urbains (Gap, Serres).

#### Économie

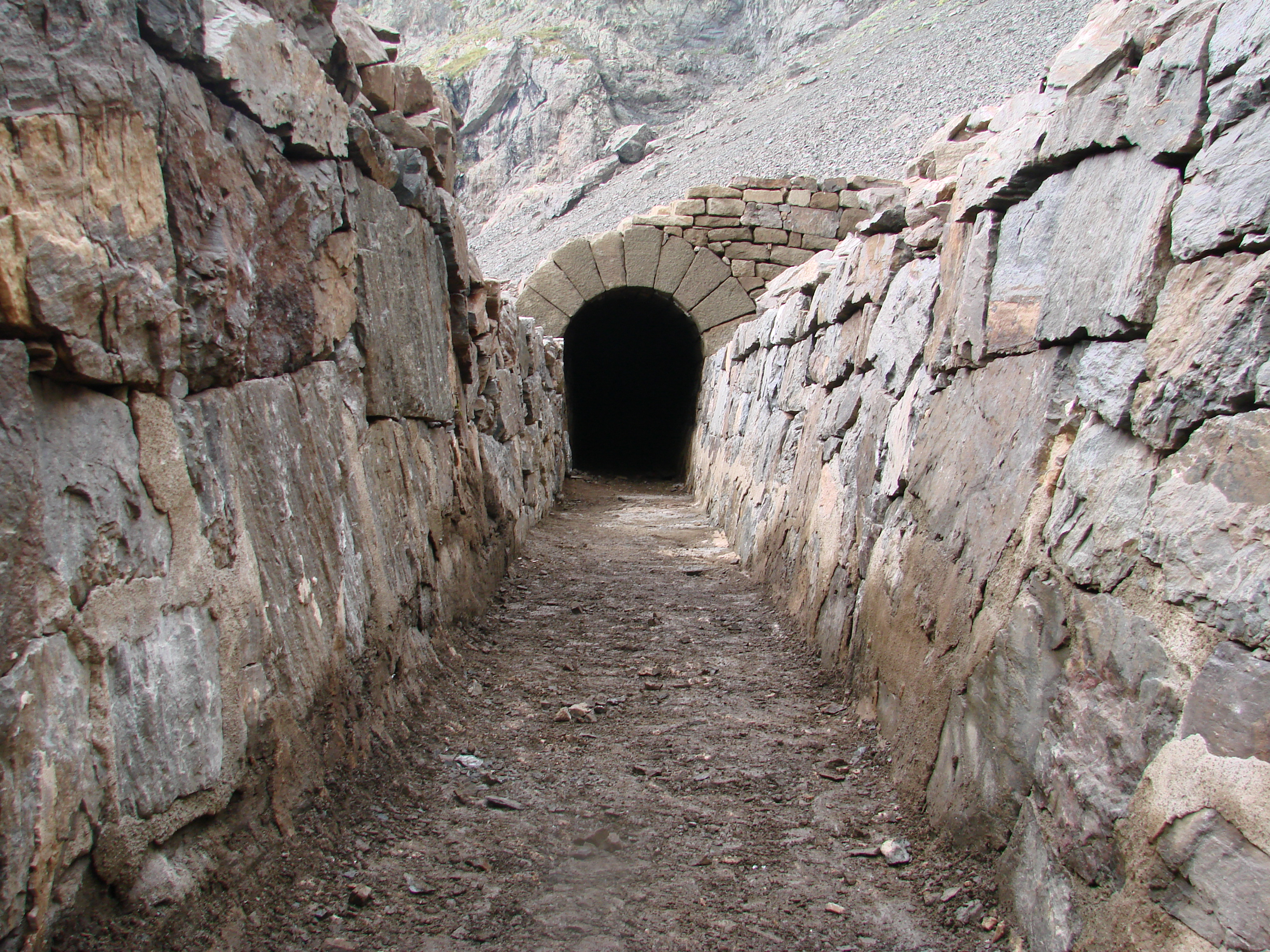
Tronçon supérieur du canal de Mal-Cros : un canal d'irrigation captant les eaux d'une source située à une altitude de 2 818 mètres. Réalisé dans la deuxième moitié du XIX il sera abandonné quelques décennies après sa mise en service.

L'économie des Hautes-Alpes reste centrée sur l'agriculture et l'élevage au XIXe siècle. Les fermes sont de petite taille avec une forte dispersion des parcelles et la polyculture domine. Les biens communaux représentent une proportion importante des surfaces. Le faire-valoir direct l'emporte sur le fermage et le métayage.
Les céréales pauvres perdent du terrain face au froment. À compter de 1852 les prairies artificielles et la culture des pommes de terre se développent. Ces dernières constituent désormais un élément indispensable dans la nourriture des hommes et des animaux. Les vergers prennent de l'ampleur (noyers dans le Gapençais fournissant l'huile de consommation, amandiers, etc.). Les fruits produits répondent initialement à des besoins d'autoconsommation. Avec l'arrivée du chemin de fer en 1875, on commence à commercialiser surtout des pommes et des poires. L'élevage des ovins maintient sa place dominante (entre 250 000 et 280 000 têtes) mais des mérinos d'Espagne sont introduits pour améliorer l'espèce. Le cheptel des bovins augmente passant de 29 500 à 42 000 têtes entre 1839 et 1852. Il n'est plus seulement utilisé pour les labours lais également pour produire des quantités significatives de lait. La production de fromage se développent dans le Briançonnais : Aiguilles exporte ainsi 200 quintaux de fromage dans toute la France. L'élevage des volailles s'accroit fortement et la production de miel passe de 14,4 à 46 tonnes entre 1852 à 1885. L'augmentation du tonnage des productions agricoles largement consommés localement alors que la population diminue, traduit une nette amélioration du niveau de vie des habitants du département.
Le progrès des techniques agricoles est modeste. Une ferme modèle est créée à Gap en 1831 et diffuse les techniques d'assolement moderne ainsi qu'un modèle de charrue adapté aux régions montagneuses. Le premier concours agricole départemental est organisé à Gap en 1853. L'utilisation d'engrais chimiques reste quasi inexistante. Le machinisme agricole fait une timide apparition avec les premières machines à battre introduites à Embrun en 1845. Le développement d'un réseau de canaux d'irrigation se poursuit. Il s'agit dans la première moitié du XIXe siècle surtout d'entretenir un réseau parfois très ancien. En 1840 on compte 744 canaux qui irriguent 17 341 hectares soit un peu plus de 10 % des terres cultivées. Durant la deuxième moitié du XIXe siècle on entreprend la réalisation canal de Gap, ou canal du Drac, un projet très ancien mais qui ne s'était jamais concrétisé, destiné à arroser les terres agricoles de la plaine de Gap. Long d'une vingtaine de kilomètres, ce canal capture les eaux du Drac (avec un débit maximum de 4 m³/s) pour les amener dans la plaine de Gap en traversant une zone montagneuse. Après des travaux qui doivent être repris plusieurs fois à la suite d'éboulements, le canal est inauguré en 1880.
Au début du siècle la forêt, qui joue un rôle important dans l'économie des Hautes-Alpes, est négligée et surexploitée. Elle est une source de conflits récurrents entre d'une part les propriétaires et l'administration et d'autre part les communes qui veulent préserver leurs droits d'usage qui permet aux habitants de récupérer le bois mort mais fournit également le bois d’œuvre. En 1822 la ville de Gap lance le reboisement des collines de Saint-Mens et de Puymaure. Le domaine forestier de l’État va être multiplié par trente à compter de 1840 tandis que les forêts des particuliers doublent de surface et les communes accroissent la surface des bois leur appartenant. L'administration qui veut reboiser se heurte aux communes qui veulent conserver la possibilité d'utiliser les forêts pour leurs besoins notamment en étendant les cultures et les pâturages afin de faire face à l'augmentation de la population rurale. Le conflit devient ouvert au moment de la Révolution de 1848. Une étude publiée en 1848 par l'ingénieur des Ponts et Chaussées Surrel démontre le rôle des déboisements dans la violence des crues. Au cours de la deuxième moitié du XIXe siècle les dissensions s'apaisent en partie car l'exode rural qui prend de l'ampleur contribue à diminuer les besoins. Une loi passée en 1860 va accélérer les opérations de reboisement.
La prospection et l'exploitation des ressources minières s'intensifie entre 1830 et 1850 mais celles-ci sont freinées par les difficultés de transport dans une région montagneuse au réseau routier secondaire embryonnaire. La principale ressource exploitée est l'anthracite qui est extrait de mines situées dans le Briançonnais, les vallées de la Guisane, de la Clarée et de la Haute-Durance. Ce sont des mines artisanales d'où est extrait un charbon de qualité médiocre impropre à une utilisation industrielle et qui est utilisé localement. La production passe de 2 000 tonnes en 1830 à 6 200 tonnes en 1866. Les autres ressources minières exploitées sont le plomb (mine d'Argentière concédée à une compagnie anglaise en 1862 qui emploie 250 ouvriers), le graphite (des crayons sont fabriqués à Briançon), le cuivre, l'ardoise (principalement à Châteauroux qui alimente l'Embrunais) ainsi qu'une grande variété de marbres.
L'industrie dans les Hautes-Alpes est handicapée par le développement des voies de communications vers les autres départements qui facilite l'importation de produits venant de régions disposant d'une industrie plus concentrée et plus avancée sur le plan technique. Le travail de la laine particulièrement développé dans le Briançonnais et la réalisation de toiles de chanvre disparaissent au cours du siècle du fait de cette concurrence. Dans la vallée du Buëch on tente de développer la sériciculture avec des résultats mitigés. À l'autre bout du département, à Briançon, une usine de soierie, qui travaille les déchets de soie, se développe de manière spectaculaire malgré son implantation pas vraiment optimale : la société La Schappe, créée en 1842, emploie 700 ouvriers en 1864 et 1400 en 1870. Les autorités municipales de Gap soutiennent durant la première moitié du XIXe siècle la création de manufactures de drap et de gants mais ces tentatives échouent. En 1801 les autorités estiment que l'excédent des récoltes est supérieur d'un quart aux besoins du département les bonnes années. En 1820 comme en 1847 les importations dépassent les exportations, l'équilibre est rétabli par l'émigration saisonnière d'une partie de la population.

#### Transports
La construction du réseau routier des Hautes-Alpes s'accélère sous la Monarchie de Juillet (1830-1848) et va se poursuivre durant le Seconde Empire. Avant la Révolution la seule desserte routière de qualité utilise la vallée de la Durance pour relier la Provence à Briançon mais il n'existe aucune liaison permettant de rejoindre les autres régions françaises et l'Italie tandis que le réseau secondaire est inexistant. Le préfet des Hautes-Alpes Ladoucette fait réaliser en 1805, malgré l'opposition des officiels, la route reliant Briançon au col du Montgenèvre et à l'Italie.
Les routes vers Grenoble passant par le col de Lus-la-Croix-Haute et par le col du Lautaret sont achevées respectivement en 1847 et 1859. Les routes menant vers le col de Cabre (liaison vers Valence et la vallée du Rhône) et desservant le Queyras depuis Guillestre sont quant à elles réalisées au cours de la première moitié du XIXe siècle. Le réseau routier secondaire s'étoffe également : la route de Gap à Barcelonnette via Jarjayes est achevée en 1850, Savines est reliée Digne en 1836 et la construction de la route de Chorges à Tallard par la vallée de l'Avance s'achève en 1853. Pour désenclaver le Dévoluy une route vertigineuse passant par le col du Noyer est inaugurée en 1856. Les liaisons avec l'extérieur sont améliorées en 1867 par la réalisation d'une route reliant La Cluse à Corps, qui est achevée en 1867. Par ailleurs une loi de 1833 organise la construction des chemins vicinaux dont la longueur atteint 2 935 kilomètres en 1860. Pour franchir les rivières des ponts sont systématiquement construits à la place des bacs en utilisant parfois la technique du pont suspendu.
Le chemin de fer apparait tardivement dans les Hautes-Alpes. C'est seulement entre 1875 et 1878 que sont ouvertes la ligne de Grenoble à Sisteron et son embranchement vers Gap. La ligne de Gap à Briançon est mise en service la décennie suivante, en 1883-1884, et la ligne de Livron à Aspres-sur-Buëch qui permet d'atteindre la vallée du Rhône et Valence en 1894.

#### Enseignement
À la suite de la Révolution française des écoles centrales remplacent les établissements secondaires et supérieurs de l'Ancien Régime. Une école de ce type est créée à Gap en 1795. En 1806 Napoléon crée l'Université impériale qui réorganise tout le système d'enseignement français en créant les subdivisions des établissements : petite école (école primaire), collège, lycée, faculté. Trois collèges sont créés dans les Hautes-Alpes à Gap, Embrun et Briançon mais les élèves qui souhaitent poursuivre leur cursus scolaire doivent aller au lycée d'Avignon.
Le retour des Bourbons au pouvoir ne bouleverse pas l'organisation mise en place par Napoléon. Une ordonnance de 1816 indique que les communes doivent pourvoir à l'enseignement des enfants et celui-ci doit être gratuit pour les enfants d'indigents (il était gratuit pour tous les enfants à Gap, La Grave et Mont-Dauphin). Il existe des écoles publiques (c'est-à-dire financées en partie par les communes, le département ou l'état) laïques ou religieuses et des écoles privées qui ne reçoivent aucune subvention et sont financées soit par une fondation soit par les parents. Les instituteurs doivent théoriquement être titulaires d'un brevet de capacité qui est souvent délivré par le pasteur ou le curé dans les petites communes. Les écoles primaires sont souvent ouvertes uniquement de l'automne au printemps pour permettre aux enfants de participer aux travaux des champs. Les enfants fréquentent l'école de 5 à 12 ans mais dans certains communes l'enseignement pouvait être dispensé à des adultes jusqu'à l'âge de 24 ans. Les matières enseignées sont la lecture, l'écriture, le calcul, quelques notions de grammaire et parfois le latin, le chant, le dessin linéaire voire l'arpentage. L'enseignement se fait en français mais le patois est également utilisé. L'instruction religieuse tient une place importante et l'instituteur doit conduire les enfants aux offices. Les résultats du système d'enseignement sont plutôt probants dans le département : en 1820 75 % des époux savaient signer et en 1833 75,3 % des conscrits savaient écrire plaçant les Hautes-Alpes en sixième position parmi les départements français.
La loi Guizot de 1833, en rendant obligatoire la formation des instituteurs dans des établissements spécialisés (école normale) au niveau de chaque département et en créant des écoles primaires supérieures (une alternative au collège) dans les communes de plus de 6 000 habitants va permettre de pratiquement faire disparaitre l'analphabétisme en France dans la population masculine en 1870. Les conséquences dans le département sont manifestes : le nombre d'écoles publiques passe de 115 en 1833 à 235 en 1848. Une école normale est créée à Gap pour former les instituteurs et est installée initialement dans l'ancien couvent des Ursulines. Deux écoles primaires supérieures existent en 1848 : celle de Gap créée en 1838 et celle de Briançon. Au sortir de l'école élémentaire, les enfants y poursuivent leur étude avec un programme qui comprend également l'histoire et la géographie. La loi Guizot ne prévoit rien pour les filles. Celles-ci peuvent au choix alors dans les écoles des garçons ou aller dans des établissements privés qui leur sont exclusivement réservés et qui sont tenus par des congrégations religieuses. Plus de 100 écoles de ce type existent dans les Hautes-Alpes vers 1850. La loi Falloux de 1850 impose la création d'école de filles dans toutes les communes de plus de 800 habitants dans la mesure où elles en ont les moyens. Une école normale laïque destinée à former les institutrices est créée en 1839 mais cette structure est reprise par les religieuses en 1858. Les collèges créés sous Napoléon et financés par les communes voient leurs effectifs passer de 189 élèves en 1833 à 307 en 1848 et 391 en 1860.

### Naissance de l'alpinisme

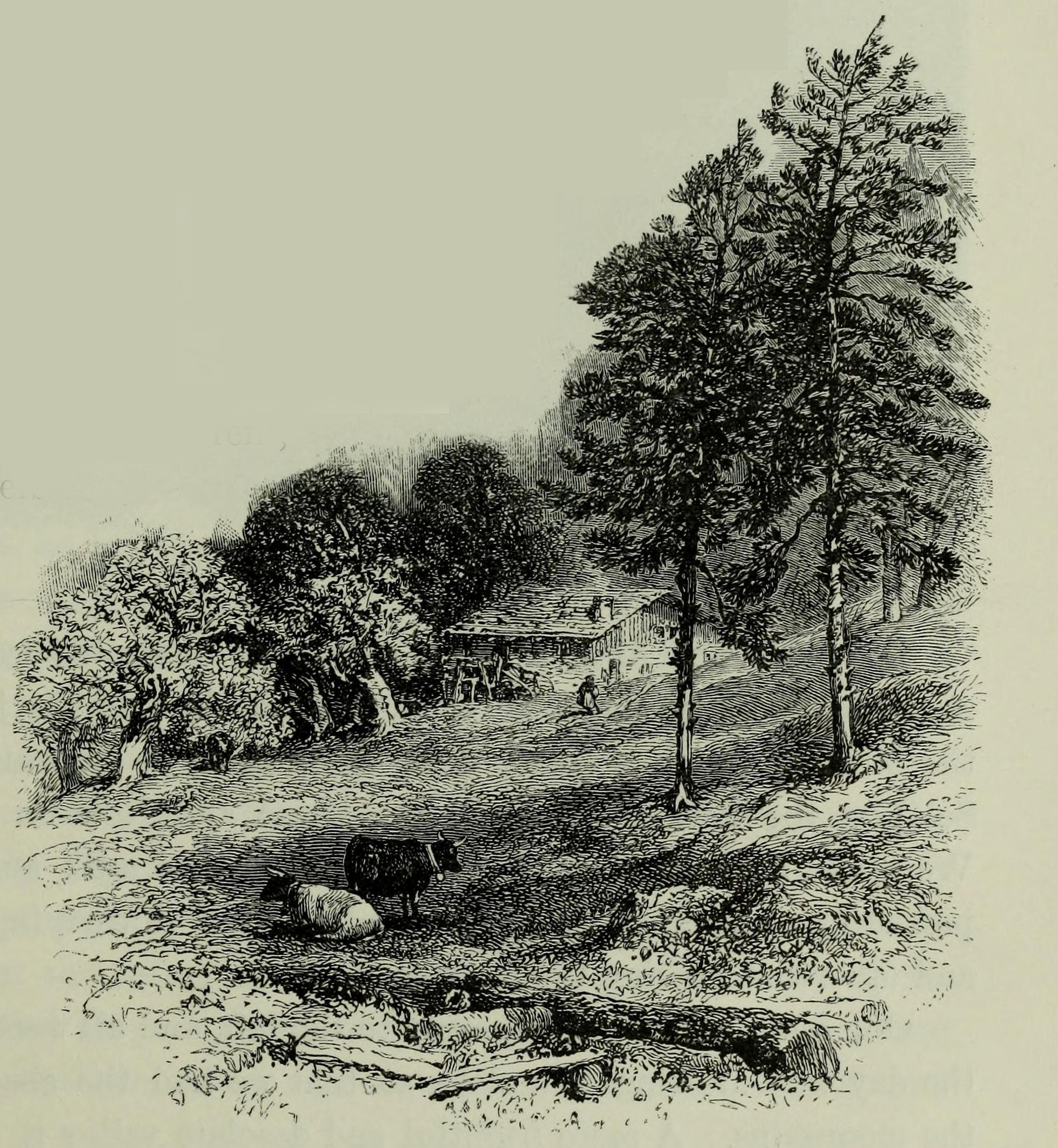
Illustration page 49 du guide Scrambles amongst the Alps [petite escalade dans les Alpes] par Edward Whymper, montrant le hameau d'Ailefroide, nommé « Alefred » ou « Aléfroide » dans ce livre.

Les Hautes-Alpes ont également été le terrain de nombreuses expéditions d'alpinisme, notamment dans le massif des Écrins à partir de 1860. Le Pelvoux (3 946 m) avait été gravi en 1828. En juin 1864, la barre des Écrins (4 102 m), point culminant du massif du même nom, est vaincue. 1877 voit la première ascension de la Meije (3 983 m). À la fin du XIXe siècle, les premiers hôtels du département sont bâtis pour les alpinistes.

## De la troisième République à la Seconde Guerre mondiale (1870-1945)

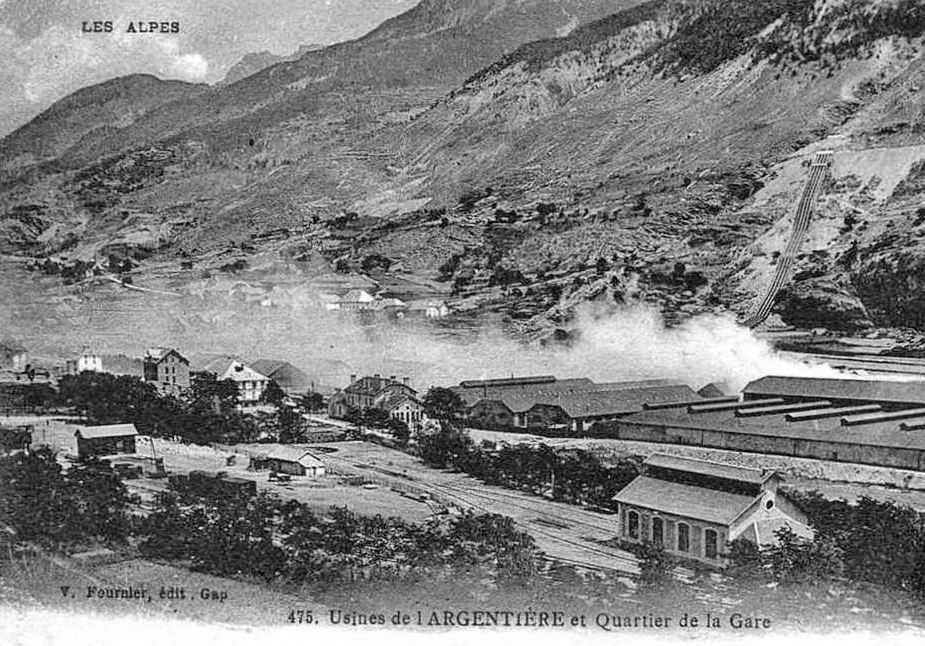
Usine de L'Argentière et quartier de la gare, carte postale des années 1900.

### Essor du tourisme et du climatisme

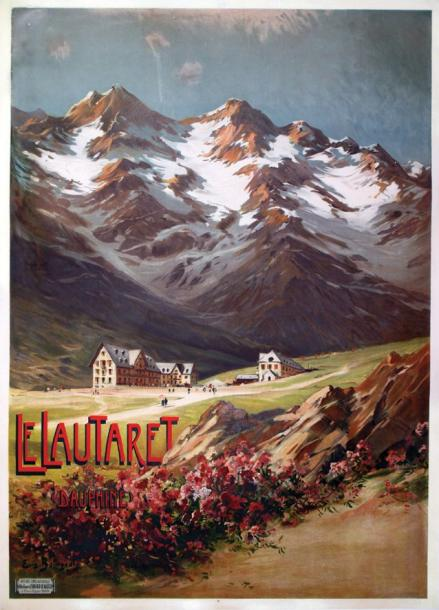
Le Lautaret, Dauphiné, affiche d'Eugène-Victor Bourgeois (1855-1909).

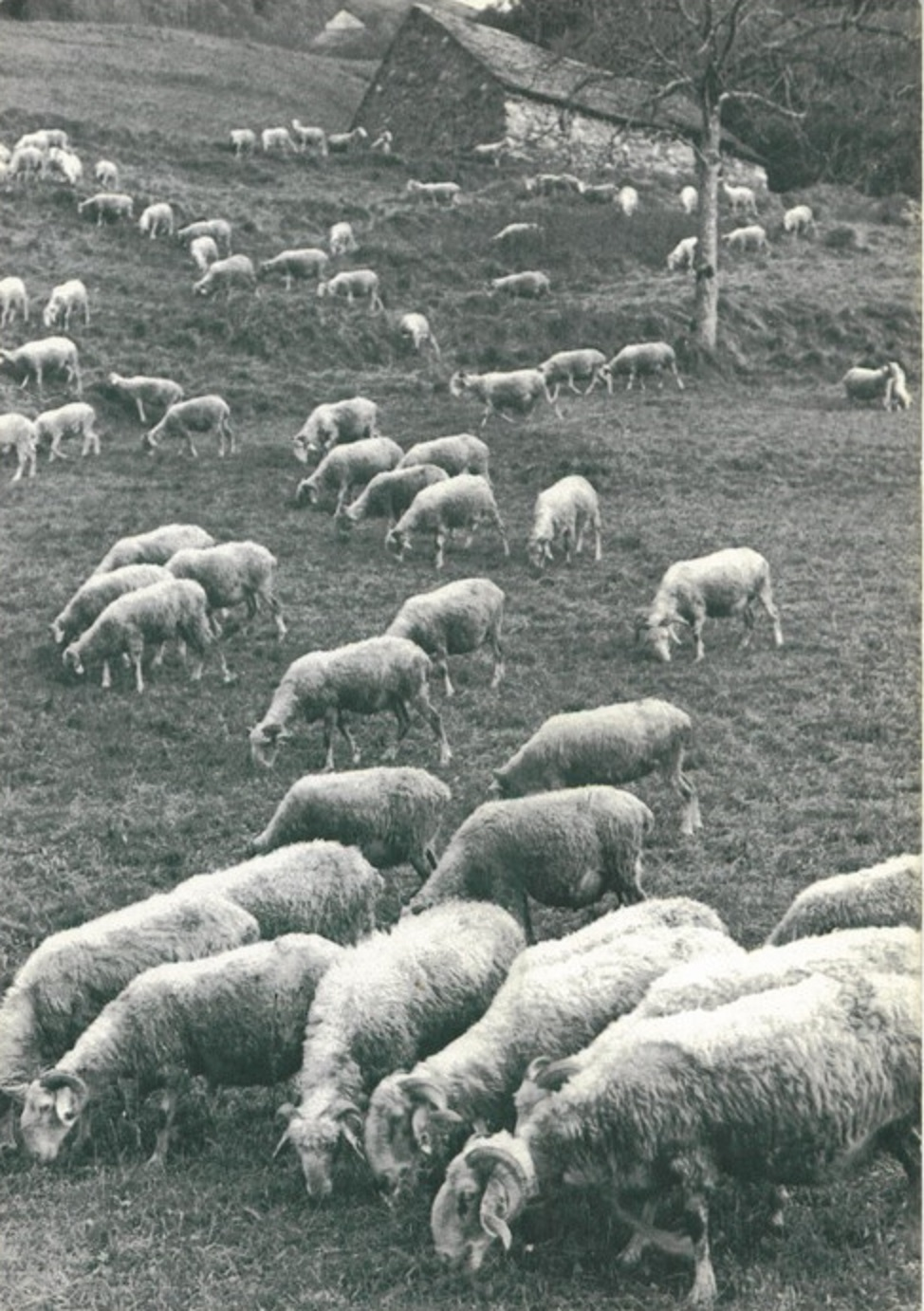
Troupeau à l'estive dans les Hautes-Alpes, années 1930.

Durant ce siècle, le tourisme se développe dans les Hautes-Alpes ; Briançon est aussi un site réputé pour le climatisme. Dès 1900, le ski arrive à Montgenèvre par le biais des chasseurs alpins de Briançon ; en 1907 apparaissent dans le secteur les premières compétitions internationales. Le premier téléphérique est construit à Chantemerle (station de ski sur la commune de Saint-Chaffrey qui fera plus tard partie de Serre-Chevalier) en 1941.

### La Troisième République de 1870 à 1914
La défaite des armées de Napoléon III face aux forces de la Prusse signe la fin du Second Empire. Profitant de la vacance du pouvoir, les républicains proclament l'avènement de la Troisième République le 4 septembre 1870. Des élections législatives sont organisées le 8 février 1871 alors que la France est en partie occupée par la Prusse et qu'environ 500 000 soldats français sont prisonniers.
Les électeurs des Hautes-Alpes envoient à l'assemblée de 1871 le préfet du département Cyprien Chaix et le monarchiste Casimir Tournu de Ventavon. Le vote de Chaix ayant été invalidé (il a modelé les circonscriptions électorales en sa faveur), il est remplacé par le républicain Louis Cézanne natif d'Embrun. Aux élections de 1876 les trois élus sont Cyprien Chaix (représentant de Gap), Honoré Chancel sous l'étiquette « gauches réunies » et Ernest Cézanne. Ce dernier étant décédé cette année-là il est remplacé par le radical Barthélémy Ferrary. Les élections organisées à la suite de la dissolution de l'assemblée par le maréchal Mac Mahon (président de la République), envoient à la chambre le conservateur Léon Laurençon, Antoine d'Estienne de Prunières invalidé en 1878 remplacé par Barthélémy Ferrary et le banquier Paul Eugène Bontoux, dont l'élection est invalidé en 1877 et qui remplacé par Cyprien Chaix. Les députés élus sont reconduits aux élections de 1881 et de 1885. À la suite du décès de Ferrary en 1886, celui-ci est remplacé par Joseph Grimaud originaire du Champsaur qui défendra les intérêts régionaux. Cette élection se déroule en pleine crise boulangiste. Ce mouvement a un certain succès dans la circonscription de Briançon, où son représentant parvient à fédérer les opposants au candidat sortant mais il ne remporte pas l'élection. Chaix ayant été élu sénateur en 1888 il est remplacé par le républicain parisien Émile Flourens qui occupe le poste de ministre des Affaires Étrangères. Flourens est le premier d'une série de députés haut-alpins qui recevront un portefeuille de ministre. Aux élections de 1889 Laurençon et Florens sont reconduits tandis que le républicain Frédéric Euzière (qui évoluera par la suite vers l'extrême gauche), maire de Gap, est élu après avoir essuyé trois échecs consécutifs aux élections précédentes. Il restera député durant 21 ans jusqu'en 1910.
Les décrets pris en 1880 et 1882 rendent obligatoire l'école jusqu'à l'âge de 13 ans, imposent un contenu laïc et limitent le rôle des congrégations dans ce domaine. Cette dernière décision attise dans les Hautes-Alpes les oppositions entre cléricaux et anticléricaux. Les comités radicaux et radicaux-socialistes se multiplient tandis que la droite se rassemble autour d'Itier et de Xavier de Magallon. La condamnation pour espionnage de l'officier Dreyfus en 1894 a des répercussions dans le département. Pour les principaux journaux haut-alpins, la culpabilité de Dreyfus ne fait aucun doute. Lorsque l'accusation d'espionnage est remise en cause par le procès d'Esterhazy, le journal Alpes républicaines commence à revoir cette position tandis que le Réveil prend prétexte de l'affaire pour faire de l'antisémitisme en attaquant violemment Euzière, les juifs et la franc-maçonnerie en particulier à partir de 1898. Aux élections de 1898 François Pavie natif de Savines remplace Émile Flourens tandis qu'à celles de 1902 les députés sortants (Pavie, Laurençon et Euzière) sont reconduits. Euzière réussit à se faire réélire en 1906 aux côtés d'Émile Merle et de Victor Bonniard. Mais profitant de son faible intérêt pour la défense des intérêts locaux (le « petit service ») la droite qui a rallié les modérés parvient à faire élire le docteur Blanc aux élections de 19110 aux cotés de l'industriel marseillais Maurice Toy-Riont et de Bonniard. Blanc étant devenu sénateur en 1912, l'élection partielle qui s'ensuit nomme le radical socialiste Victor Peytral. Aux élections de 1914 Peytral et Bonniard sont réélus et Toy-Riont, parce qu'il avait voté la loi faisant passer le service militaire à trois ans, est battu par François Gilbert Planche. À la veille de la Première Guerre mondiale, les radicaux ont restauré leur position dans les cantons fortement anticléricalistes.

### Première Guerre mondiale (1914-1918)

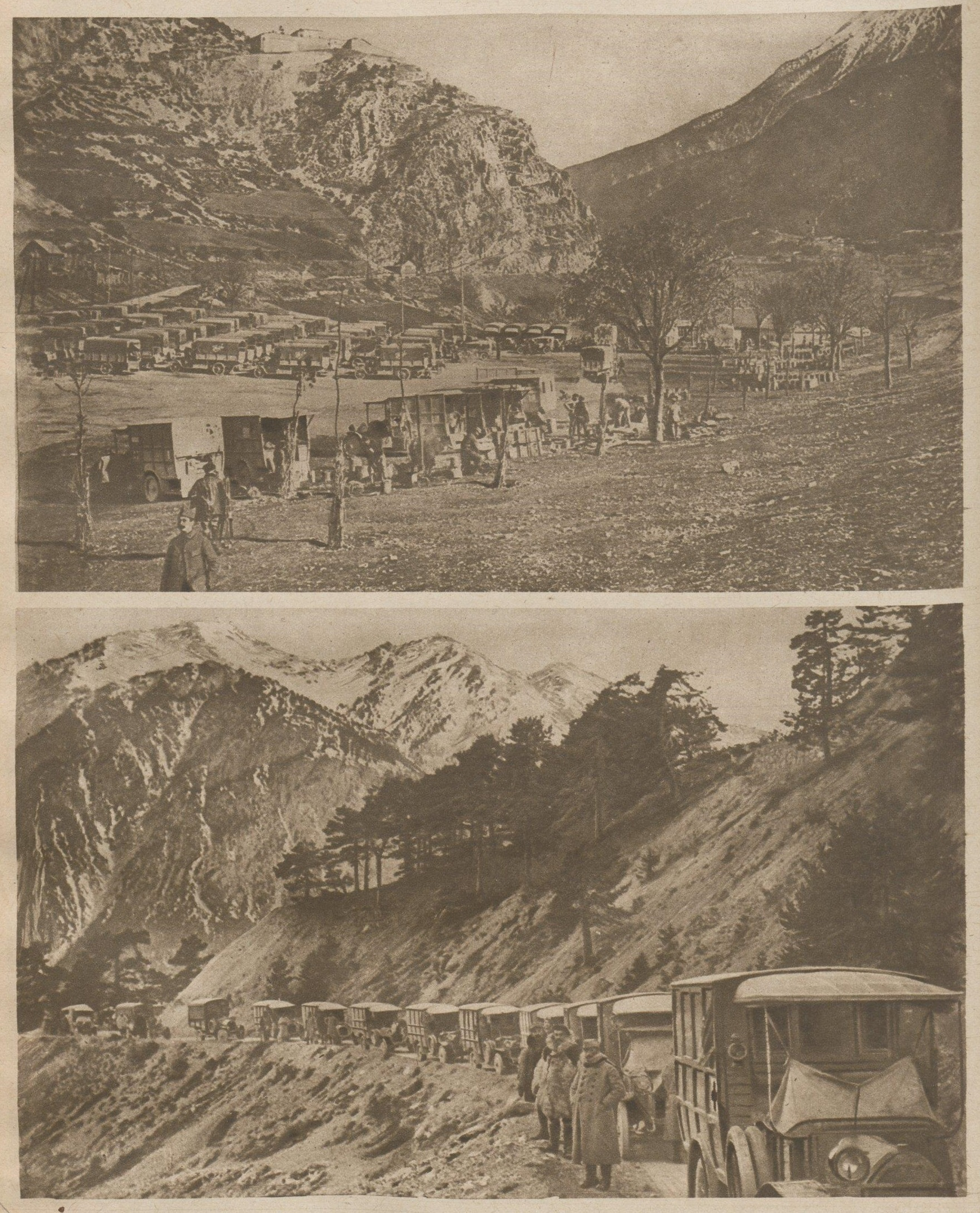
Renforts français pour le front italien en 1917. En haut : les véhicules en stationnement à Briançon avant de franchir les Alpes. En bas : le convoi de camion français faisant une halte lors du passage du col du Montgenèvre. Photographies publiées par l’hebdomadaire français Le Miroir, le 9 décembre 1917.

À compter des années 1870 une attention plus particulière est apportée au logement des troupes. Gap disposait depuis le XVIIIe siècle de la caserne Desmichels mais celle-ci est complétée par la caserne Reynier. À Briançon les casernes du quartier Sainte-Catherine viennent s'ajouter à celles situées dans la vieille ville. Dans la périphérie de cette cité, les ouvrages de l'Infernet, de la Croix de Toulouse et de la Croix de Bretagne viennent renforcer en 1876 les fortifications datant de Vauban. Embrun, bien que déclassée en tant que place forte en 1880, reste une ville de garnison et héberge un bataillon de chasseurs-alpins.
L'entrée de l'Italie dans la Triple-Alliance, qui en fait une alliée de l'Allemagne et de l'Autriche-Hongrie, alors que la France se rapproche de la Russie et du Royaume-Uni pour former la Triple-Entente, accentue la menace sur la frontière dans les Alpes. Les ouvrages de défense des Hautes-Alpes proches de la frontière franco-italienne sont renforcés. Les Italiens ayant installé un fort à coupole à 3 000 mètres d'altitude au sommet du Chaberton qui menace la vallée de Briançon, les ouvrages du Janus et des Gondrans sont construits. De nombreux emplacements de batteries sont créés et des routes permettant d'accéder aux points stratégiques sont réalisées. Le colonel Avers et le député haut-alpin Cézanne jouent un rôle clé dans la formation en 1888 de troupes alpines spécialisées. La garnison de Briançon qui comptait déjà 2 000 hommes en 1891 en compte 4 000 en 1913. Dans les Hautes-Alpes sont stationnés le 157e régiment d'infanterie à Gap, un bataillon de chasseurs-alpins à Embruns et le 159e régiment d'infanterie à Briançon.
À la suite du déclenchement de la Première Guerre mondiale, les troupes sont stationnées initialement non loin de la frontière avec l'Italie. Lorsque celle-ci se retire de la Triple-Alliance, elles sont redirigées vers le front en Alsace tandis que le 157e régiment fait route vers Salonique. À la fin du conflit 3 723 haut-alpins sont décédés soit sur le champ de bataille soit à la suite de leurs blessures. La grippe espagnole, qui sévit dans le département entre juillet 1918 et mai 1919, fait 1 250 victimes supplémentaires. Cette hécatombe va contribuer à vider encore plus la population rurale des Hautes-Alpes déjà fortement réduite par l'exode rural.

### Vie politique durant l'entre-deux-guerres (1919-1939)
Durant cette période, en matière de politique, les électeurs du sud-ouest du département sont généralement plus à gauche tandis que ceux du nord-est sont plus conservateurs. Le parti socialiste est solidement implanté dans le sud-ouest alors qu'il n'est présent ailleurs que dans la commune industrielle de l'Argentière. L'importance du vote communiste est réduite durant l'entre-deux-guerres sauf à Veynes où il obtient la majorité aux municipales de 1936. Au niveau des mairies, les radicaux qui étaient solidement implantés avant 1914 perdent du terrain après guerre au profit de la droite jusqu'en 1935. En 1936 les socialistes supplantent les radicaux et s'emparent du sud du département tandis que la droite est majoritaire dans l'est.
Les premières élections législatives postérieures à la fin de la Première Guerre mondiale envoient trois députés du Bloc National à la chambre (Caillat, Bonniard, Noblemaire). En 1924 dans un contexte de crise financière le Cartel des gauches l'emporte : un radical (Planche) et deux socialistes (Cornand, Cluzel) sont élus. À la suite du décès de Planche intervenu avant même son investiture il est remplacé par Maurice de Rothschild qui était jusque-là député des Hautes-Pyrénées. Cornand ayant été élu sénateur, il est remplacé par Maurice Petsche élu sous l'étiquette républicain de gauche. L'élection de Rothschild est invalidée en 1925 à la suite d'accusation de largesses auprès des électeurs mais il est réélu en 1926. La même année Embrun perd sa position de sous-préfecture et son tribunal. Pour l'élection de 1928 on passe du scrutin de liste au scrutin par arrondissement : les circonscriptions sont Gap-Embrun (no 1), Gap-Veynes (2) et Briançon (3). Rothschild est réélu dans la 1, Petsche dans la 2 et Le socialiste Lafont, originaire de la Loire, dans la 3. Pour la première fois les trois élus des Hautes-Alpes sont tous originaires d'autres départements. En 1930 Rothschild qui a été élu sénateur est remplacé par Grimaud originaire du Champsaur. Pour les élections de 1932 qui se déroulent en pleine crise économique, les candidats font assaut de promesses ferroviaires : réalisation des lignes du Champsaur et de Chorges-Barcelonnette. Grimaud, Lafont et Petsche sont réélus. Aux élections de 1936 les deux candidats du Front populaire, Pélissier et Muret sont élus et Petsche est reconduit.

### Seconde Guerre mondiale (1939-1945)

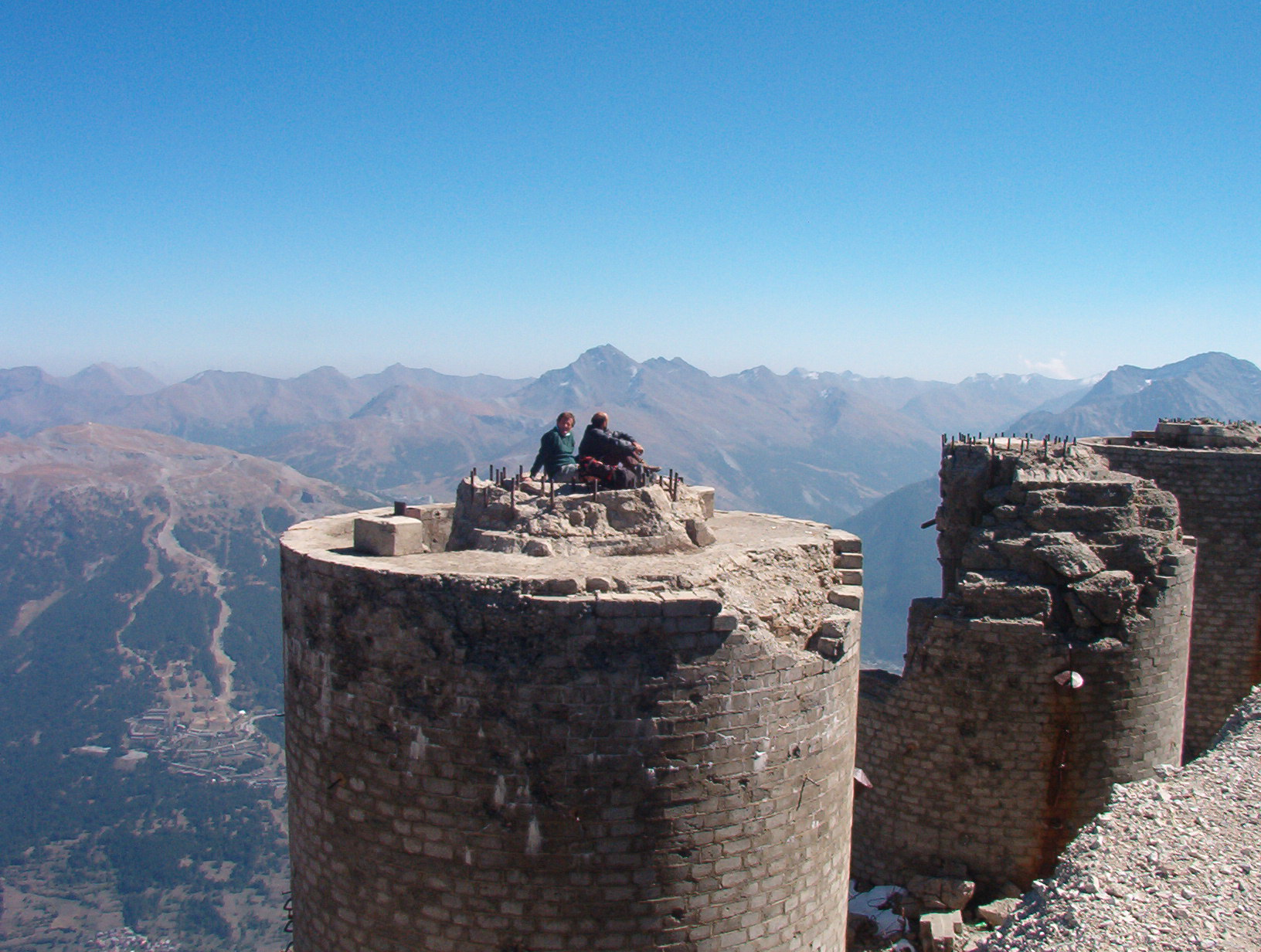
Les ruines du fort du Chaberton situé à 3000 mètres d'altitude dont les canons ont été réduits au silence par les mortiers français de Briançon en juin 1940.

Lorsque la Seconde Guerre mondiale éclate le 3 septembre 1939, le dirigeant italien Mussolini, bien que lié à l'Allemagne hitlérienne par un pacte passé en 1936, décide de rester neutre. Aussi une partie des troupes françaises stationnées dans les Alpes est envoyée sur le front principal dans le nord-est de la France. Le 10 juin 1940, constatant la déroute des armées alliées face aux allemands, Mussolini déclare la guerre à la France. Il s'ensuit quelques accrochages sans gravité à la frontière franco-italienne car Mussolini est persuadé qu'il n'aura qu'à s'asseoir à la table des négociations pour bénéficier de gains territoriaux. Hitler lui ayant stipulé que seul le terrain conquis pourrait être conservé, Mussolini donne l'ordre à ses troupes de passer à l'offensive le 21 juin. C'est le début de la première Bataille des Alpes. Dans les Hautes-Alpes deux divisions italiennes attaquent dans le Queyras mais progressent peu car ils subissent le feu d'une artillerie française très efficace. Au niveau de Briançon six des huit canons du fort de Chaberton sont détruits par les mortiers de Briançon. Lorsque l'armistice est signé avec l'Italie le 24 juin 1940, les troupes italiennes ont subi dans les Hautes-Alpes dix fois plus de pertes (165 tués et 620 blessés) dans les Hautes-Alpes que les français (le ratio est proche sur tout le front des Alpes) et n'occupent que les villages de Montgenèvre, qui n'avait pas été défendu, du Roux et de Ristolas.
Les Hautes-Alpes font partie de la zone libre qui n'est pas occupée par les armées étrangères. Mais Briançon est située dans une zone démilitarisée et les troupes qui y étaient stationnées sont déplacées à Grenoble et à Gap. Le débarquement des alliés en Afrique du Nord le 8 novembre 1942 sonne le glas de la zone libre. Les Italiens occupent l'ensemble du département à compter du 20 novembre. C'est une occupation douce mais cet état de fait changent lorsque Mussolini est chassé du gouvernement italien et que celui-ci signe le 8 septembre 1943 l'armistice de Cassibile avec les Alliés. Dès le 1er septembre les troupes allemandes occupent Gap en attaquant les troupes italiennes.
Les réfractaires au STO, qui contraint les jeunes à aller travailler en Allemagne, alimente les premiers maquis au printemps 1943 notamment dans le Champsaur ce qui déclenche au mois de novembre les premières représailles de la Gestapo. Au printemps 1944 des armes sont parachutées près de Chorges et d'autres parviennent dans les maquis depuis la Drôme. À la suite du débarquement en Provence des troupes alliées le 15 aout 1944, les maquis, aidés par les premiers éléments américains, passent à l'offensive (Deuxième bataille des Alpes) : ils libèrent Gap le 20 aout et Briançon le 23 aout. La Wehrmacht prend position au niveau des cols et réoccupe Briançon le 29 août que l'Armée d'Afrique libère à nouveau le 6 septembre. Le front se stabilise le 15 septembre. Durant l'hiver suivant la ligne de front reste inchangée. Finalement le 27 avril 1945 les troupes allemandes se retirent peu avant la capitulation des armées hitlériennes. Durant ce conflit les Hautes-Alpes ont accueilli des réfugiés politiques. 172 personnes ont été déportées dont 83 ne sont pas revenues. Plusieurs villages, en particulier près de la frontière, ont été partiellement ou totalement détruits comme Ristolas, Abriès, Aiguilles, Cervières, Montgenèvre, etc..

### Démographie
Au XXe siècle la population des Hautes-Alpes continue à baisser jusqu'à 1946 où elle atteint 84 000 habitants. Les deux raisons principales sont la diminution du taux de natalité et l'émigration définitive vers d'autres régions ou pays. L'émigration saisonnière des haut-alpins, qui fournissait des ressources complémentaires, diminue du fait d'une part d'une mécanisation croissante de l'agriculture (généralisation des faucheuses) qui ne nécessite plus une main d’œuvre aussi nombreuse et d'autre part de la disparition du métier de colporteurs remplacés par le réseau de commerces de plus en plus dense auquel un réseau de transports efficace donne accès. L'émigration saisonnière est souvent remplacée par une émigration définitive vers la Provence, la vallée du Rhône, Lyon et Paris ainsi que vers des destinations plus lointaines. Ainsi des habitants du Champsaur et de la région de Serres vont se louer comme berger en Californie. Entre 1885 et 1908 plus de 2 000 habitants du Champsaur quittent définitivement le département. D'autres destinations lointaines sont l'Argentine et le Mexique vers lesquels les habitants du Queyras émigrent et l'Algérie qui attire les serrois (le serrois Napoléon Mathieu fut maire d'Oran). Il existe un petit courant d'immigration : piémontais venus travailler dans le Briançonnais, arméniens fuyant le génocide, espagnols, portugais et algériens assurant les travaux les plus pénibles dans la construction, les travaux publics et l'agriculture.

## Depuis la fin de la Seconde Guerre mondiale (1945-)

### Vie politique
Immédiatement après la libération, les Hautes-Alpes comme le reste de la France connaissent une évolution politique vers la gauche. Les deux élus des premières élections destinées à déterminer la nouvelle Constitution de la Quatrième République (1945) sont membres respectivement du parti de la Défense paysanne (M. Richier) et du parti communiste (Gaston Julian). En 1946 de nouvelles élections envoient à l'assemblée Maurice Petsche (un républicain de gauche qui avait siégé durant l'entre-deux-guerres) et reconduit le candidat communiste. Aux élections municipales de 1947 le Rassemblement du peuple français (mouvement d'inspiration gaulliste) l'emporte largement. Aux élections législatives de 1951, Petsche, qui vient d'être nommé ministre des Finances, est réélu tandis que le communiste Julian est battu par le candidat MRP Aubin. Pour le scrutin de 1956 marqué sur le plan national par le succès du poujadisme, ce parti ne rassemble que 11,3 % des voix dans le département. M. Bénard, secrétaire de Petsche décédé, est élu et le communiste Julian retrouve son siège. Lors du référendum qui doit approuver la Constitution de la Cinquième République, le oui l'emporte largement dans les Hautes-Alpes. Les premiers élections législatives post référendum sont marquées par le succès de l'Union pour la Nouvelle République (parti gaulliste). Les votes envoient un de ses représentants (le Dr Garraud), le deuxième élu étant M Robert du MRP. Le référendum de 1961 pour l'autodétermination de l'Algérie recueille 75 % de voix favorables. Celui instituant l'élection du président de la République au suffrage universel est également favorable mais 38 % des votants y sont opposés. Aux élections présidentielles de 1965 le général de Gaulle obtient 54 % des voix contre 46 % pour F. Mitterrand.
En mars 2025, Jean-Marie Bernard, président des Hautes-Alpes, est condamné à un an de prison avec sursis, 10 000 euros d'amende et trois ans d'inéligibilité pour détournement de fonds, prise illégale d'intérêts et favoritisme.

### Démographie

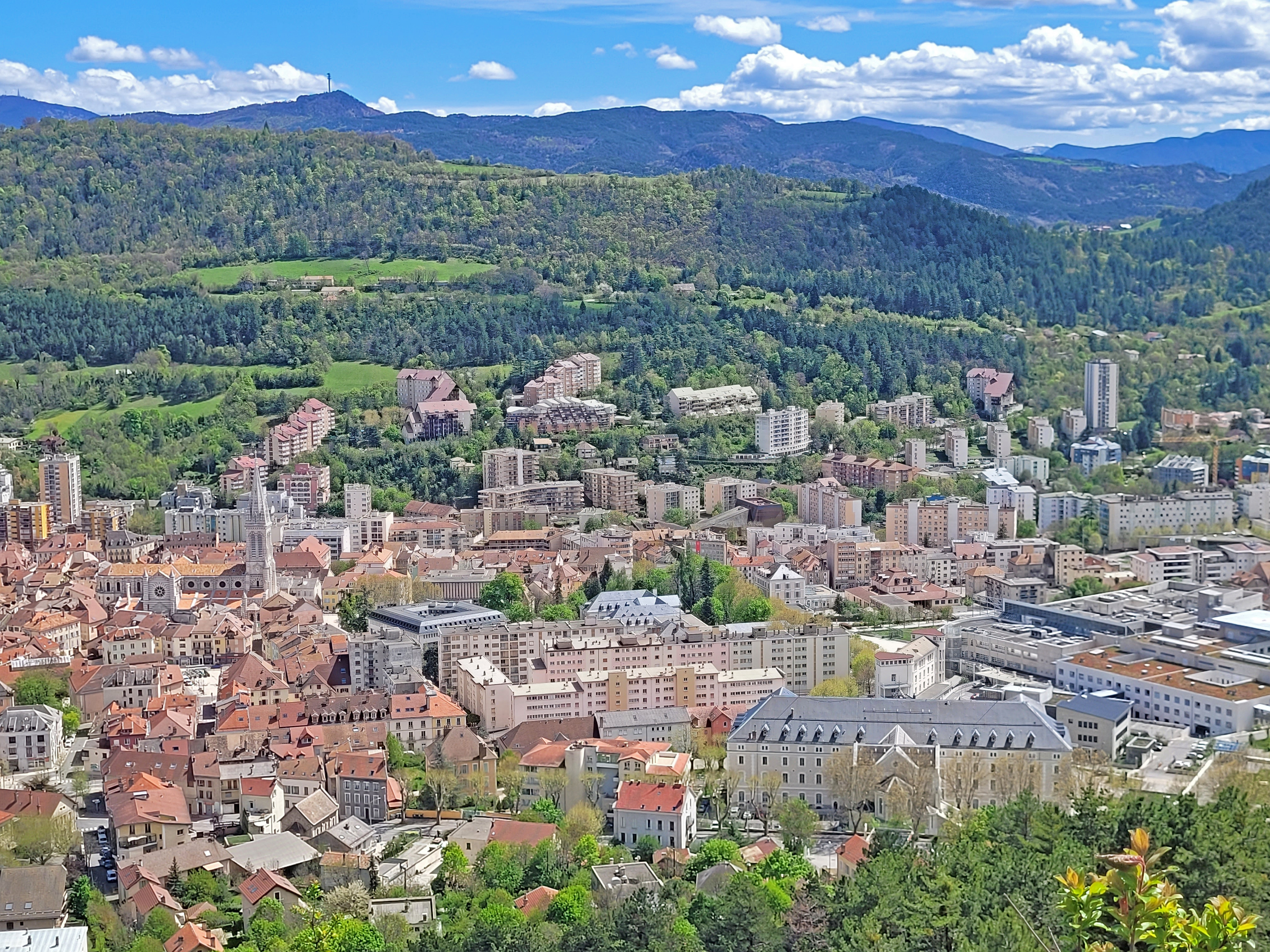
La ville de Gap est la grande bénéficiaire de la croissance démographique d'après-guerre qui s'est construit par la construction de nombreux immeubles d'habitation.

À partir de 1946, comme dans toute la France, les Hautes-Alpes connaissent un rebond démographique lié à un fort accroissement du taux de natalité et à une diminution du taux de mortalité. La population passe ainsi de 84 000 habitants en 1946 à 92 000 habitants en 1968 ; 113 000 en 1990 et 139 000 en 2011. La population se stabilise à partir de la décennie 2010 aux alentours de 140 000 habitants. Toutefois cette évolution s'accompagne d'un vieillissement dû à la conjonction de plusieurs phénomènes : installation de retraités attirés par le climat et l'environnement naturel, départ des jeunes à la recherche d'un emploi, d'une formation universitaire ou peu attirés par les travaux agricoles, allongement de la durée de vie. La population se concentre de plus en plus dans les vallées (Buëch et Durance) et dans les centres urbains de Gap, Briançon et Embrun au détriment des zones rurales. Gap en particulier ainsi que les communes situées dans son aire d'attraction connaissent une croissance particulièrement vigoureuse en passant de 16 000 à 40 000 habitants entre 1946 et 2011. L'expansion de ses activités tertiaires a bénéficié de l'éloignement des métropoles de Grenoble et de Marseille et sa zone d'attraction commerciale porte sur 60 000 habitants.

### Vie économique

#### Développement des stations de sports d'hiver
Il existe déjà avant la Seconde Guerre mondiale une activité de sports d'hiver dans les Alpes du Sud mais le ski n'est pratiqué que par une petite élite fortunée et par ses habitants. Le parc de remontée mécanique est rudimentaire. Le décollage de cette activité n'intervient que durant la décennie 1960. En 1964 le gouvernement lance les Plans neige. L'objectif est de favoriser la création de stations de sport d'hiver dans des régions de montagne pauvres et frappées par l'exode rural tout en créant une nouvelle filière économique source de devises. Ces plans sont à l'origine de la création de 23 stations de ski nouvelles (les plus connues sont Avoriaz, Flaine, Isola 2000, La Plagne, Les Arcs, Les Menuires, Méribel, Tignes et Val Thorens). Dans les Hautes-Alpes ce programme permet la création de SuperDévoluy et La Joue du Loup et au développement d'Orcières Merlette 1850. Contrairement aux stations-villages qui prédominent à l'époque dans les Alpes (stations de première génération) et qui sont délaissées par les skieurs car de trop petite taille, les nouvelles stations doivent être situées en haute altitude, être fonctionnelles et reposer sur un urbanisme vertical. Le promoteur aménageur, qui est le maître d'œuvre unique de ces réalisations, joue un rôle clé,. La station de SuperDévoluy est ouverte à Noël 1966 avec quatre remontées mécaniques et une capacité d'accueil de 1 000 lits. Cette capacité sera portée à 12 000 lits en 1998. La station voisine de La Joue du Loup, inaugurée 10 ans plus tard, adopte un style architectural complètement différent reposant sur des immeubles-chalets reflétant la mode architecturale des années 1970. Les Hautes-Alpes disposent dans les années 2020 d'une trentaine de stations dont beaucoup ne sont équipées que de quelques remontées mécaniques. Les principales stations de ski, outre les deux stations du Dévoluy, sont Serre Chevalier, Montgenèvre, Vars et Orcières Merlette.
Toutefois au cours des dernières décennies l'activité des sports d'hiver est menacée par le réchauffement climatique qui touche de manière plus importante les Alpes du Sud. En moyenne la température s'est élevée de 2,5 °C dans les Alpes françaises depuis les années 1980. Pour combattre la faiblesse de l'enneigement les stations de ski investissent lourdement dans les canons à neige au détriment parfois des ressources en eau qui dans certaines régions sont limitées.

#### Aménagements des cours d'eau et construction des barrages hydroélectriques

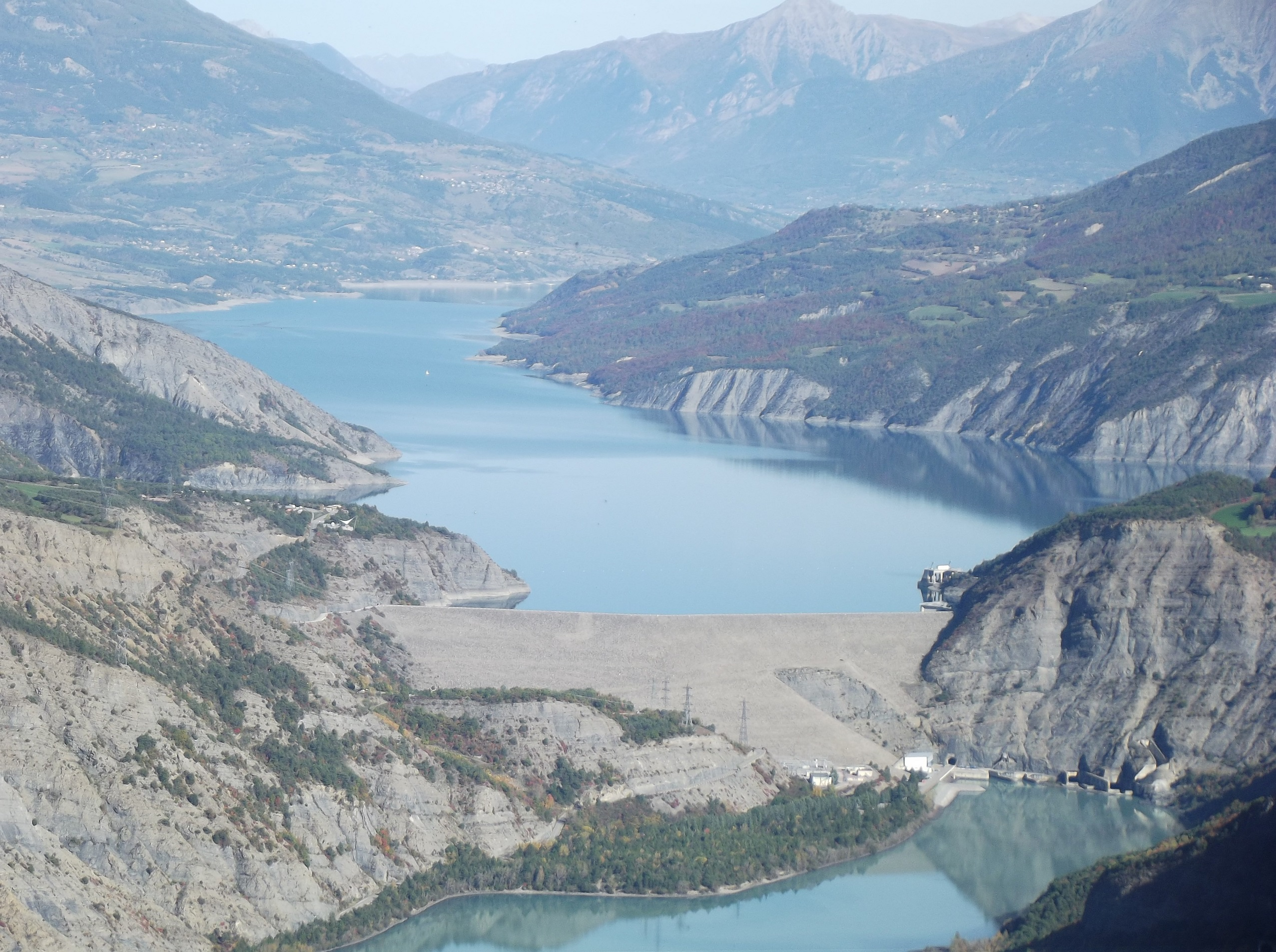
Vue du barrage de Serre-Ponçon, du lac de Serre-Ponçon et du lac d'Espinasses (en aval), depuis la crête de la Scie.

L’aménagement du cours de la Durance est envisagé depuis le XVIe siècle dans le but d'utiliser son eau pour irriguer les cultures, de protéger la population de ses crues dévastatrices et limiter l’érosion. Au XIXe siècle des sociétés de riverains se constituent pour endiguer la Durance et gérer les prélèvements en eau utilisée pour l'irrigation des cultures. La crue exceptionnelle de la Durance de 1856 entraine la création du premier service de surveillance d'une rivière qui propose la création de barrages sur la Durance et ses affluents.
Dans les Alpes les premières centrales hydroélectriques sont construites dans la deuxième moitié du XIXe siècle. L'exploitation de l'énergie hydroélectrique disponible dans les Alpes du Sud se fait avec un certain retard par rapport aux Alpes du Nord à cause du débit irrégulier des cours d'eau. Dans les Hautes-Alpes une petite centrale est construite à la fin du siècle au pont Baldy (Briançon) par l'armée. La première centrale au fil de l'eau est quant à elle construite à Ventavon au nord de Sisteron (puissance installée de 23 MW) en 1908. Plusieurs chutes d'eau sont équipées dans le Haut-Embrunais à la même époque. En 1911 on construit trois barrages dans la montagne alimentant des conduites forcées qui font tourner les turbines de la centrale de l'Argentière (32 MW). Durant l'entre-deux guerres on construit les centrales du Poët et de la Saulce en 1929, le barrage du Sautet sur le Drac en 1932 et les chutes de Saint-Maurice, Saint-Firmin et de la Tune sur la Séveraisse sont équipées. La puissance installée sur l'ensemble du cours de la Durance passe ainsi de 63,5 MW au début du XXe siècle à 200 MW en 1939.
Les premières études qui conduisent à la construction du barrage de Serre-Ponçon, ouvrage majeur du département, sont réalisées en 1896 par l'ingénieur Ivan Wilhelm. Celui-ci préconise la construction d'un barrage au niveau du détroit de Serre-Ponçon pour régulariser le cours de la Durance. Cette idée avait déjà été évoquée en 1856 après de graves inondations qui avaient touchées la vallée du Rhône puis après une période de sécheresse en 1895. La société pour la régularisation de la Durance est constituée en 1910. Des sondages sont effectués en vue de la construction de ce barrage en 1916.
Après guerre, à la suite de la nationalisation des producteurs d'énergie électrique et de la création d'Électricité de France (EDF), cet organisme se voit assigner la mission d'aménager l'ensemble du bassin de la Durance et du Verdon avec trois objectifs : produire de l'électricité, alimenter en eau les cultures et les villes et réguler les crues. La réalisation de ce programme va s'étaler sur une période de près de 30 ans : il comprendra la construction de 23 barrages et prises d’eau (des prises d’eau en amont des Claux sur l’Argentière à celle de Mallemort en passant par le barrage de Serre-Ponçon) et du canal EDF de la Durance (250 kilomètres de long). Celui-ci alimente 33 centrales hydroélectriques (puissance installée totale de 2 000 MW), permet d'irriguer 150 000 hectares de terres cultivées et constitue la source d'approvisionnement du canal de Marseille et des réseaux et de la Société du canal de Provence. L’aménagement est achevé avec les ouvrages du Buëch (1992). Le barrage de Serre-Ponçon est l'ouvrage le plus important avec sa puissance installée de 380 MW et son lac de retenue d'une capacité de 1 272 millions de m3. Il utilise la technique du barrage-poids en terre compactée qui avait été mise au point récemment. Les travaux commencent en 1955 et sa mise en eau a lieu le 18 mai 1961.

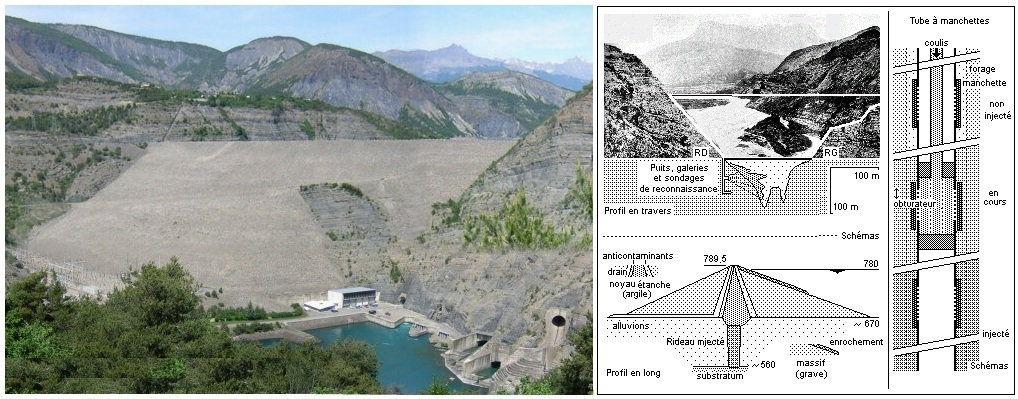
Le barrage de Serre-Ponçon sur la Durance - Vue générale - Profils en travers et en long - Tube à manchettes.